# Église Sainte-Geneviève de Marolles
L'église Sainte-Geneviève est une église catholique paroissiale située à Marolles, dans le département de l'Oise, en France. Elle a été bâtie au cours des années 1130 par un atelier venu de Normandie. Son style roman tardif fait déjà appel à l'arc en tiers-point et au voûtement d'ogives, réservée en l'occurrence à la croisée du transept, qui constitue la partie la plus intéressante de l'église à l'intérieur. En même temps, l'absence de colonnettes à chapiteaux sur les grandes arcades de la nef basilicale, et la sculpture très stylisée et à faible relief des chapiteaux de la croisée du transept, paraissent déjà archaïques à la période de construction. Assez curieusement, la nef, d'une extrême sobriété à l'intérieur, était richement décorée à l'extérieur. En témoignent encore l'archivolte du portail occidental, et les corniches et la décoration des fenêtres latérales, aujourd'hui uniquement visibles depuis les bas-côtés. À l'extérieur, le principal élément qui reste des années 1130 est l'impressionnant clocher roman avec trois étages de baies et une haute flèche de pierre octogonale. Il passe pour être l'un des plus beaux du département. Sinon, les élévations extérieures sont surtout gothiques, et notamment gothiques flamboyantes, car l'église Sainte-Geneviève a été lourdement remaniée, d'abord au cours des années 1240 avec la reconstruction du croisillon nord, puis au second quart du XVIe siècle avec la construction d'un nouveau chœur, d'un nouveau croisillon sud, et d'un nouveau bas-côté sud, dont le voûtement ne fut jamais achevé. La voûte romane du carré du transept a ainsi été reprise en sous-œuvre de trois côtés. Les parties orientales de l'église Sainte-Geneviève offrent néanmoins un aspect cohérent et harmonieux. Pour ses différentes qualités, elle a été classée monument historique par arrêté du 15 janvier 1920. Elle est aujourd'hui affiliée à la paroisse Saint-Félix de Valois avec siège à La Ferté-Milon, et des messes dominicales anticipées y sont célébrées irrégulièrement, deux ou trois fois par an.

## Localisation
L'église Sainte-Geneviève est située en France, en région Hauts-de-France et dans le département de l'Oise, à la limite avec le département de l'Aisne, dans le Multien, dans la vallée de l'Ourcq, dans la commune de Marolles, sur le plateau qui surplombe la rive droite de cette rivière, au milieu de la place centrale du chef-lieu. Cette place a la forme d'un losange, et est délimitée par la rue de l'Église à l'ouest, et par la rue du Bas-Village à l'est. Elle accueille également un parking, au sud-est, et l'ancien presbytère, implantée à une certaine distance de l'église, au sud-ouest. Sinon, la place est engazonnée, et plantée de quelques arbres. Une double allée de tilleuls mène au portail occidental. À l'autre extrémité de l'allée et de l'autre côté de la rue, la mairie fait face à l'église. Celle-ci est ainsi entièrement dégagée de constructions mitoyennes, et bien mise en valeur.

## Historique

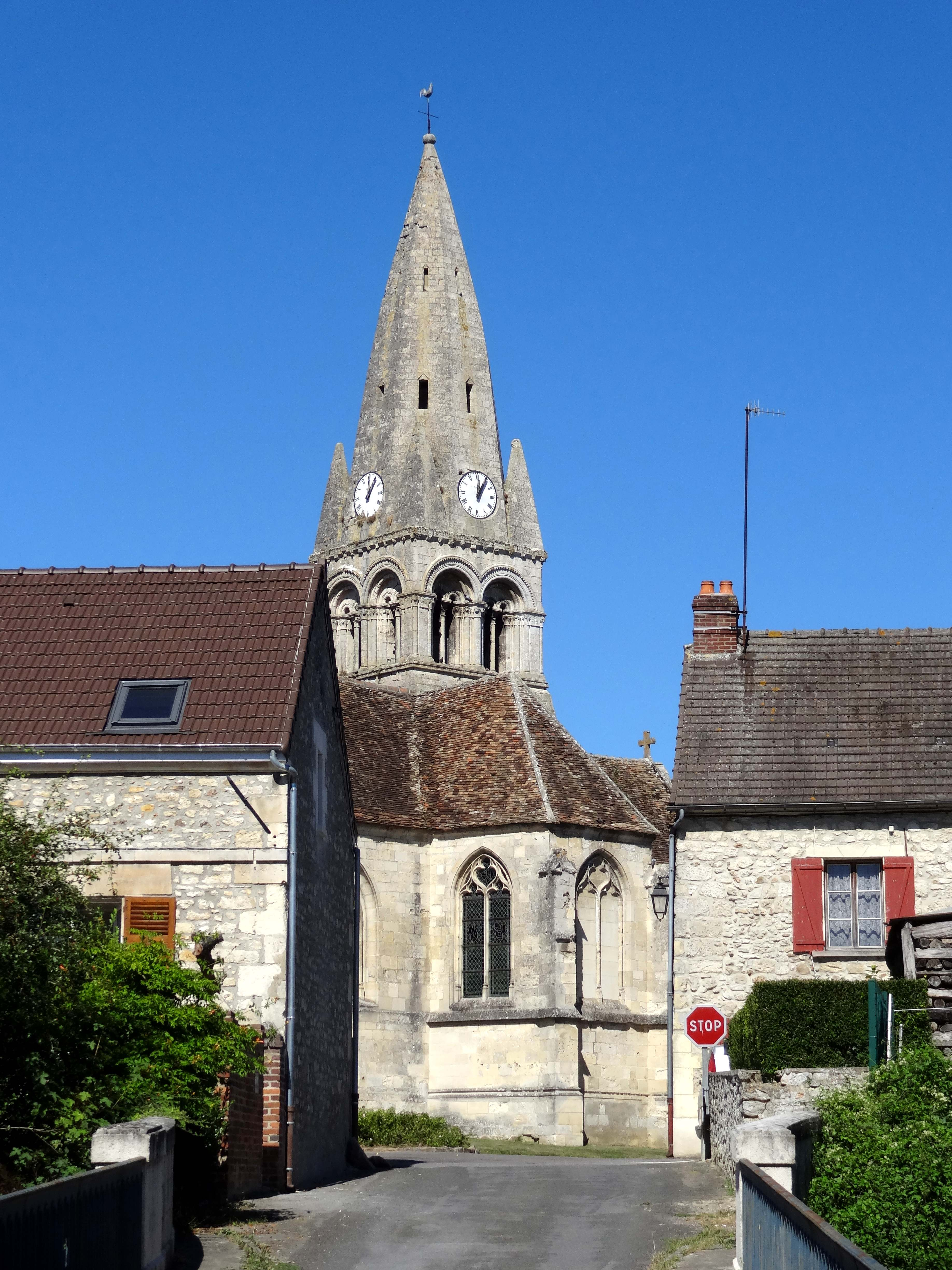
Approche par le sud.

Aucun auteur ne rapporte la date de fondation de la paroisse. Sous l'Ancien Régime, elle relève du doyenné de Coyolles, de l'archidiaconé de la Rivière, et du diocèse de Soissons. C'est aussi le cas des paroisses voisines d'Autheuil-en-Valois, Boursonne, Gondreville, Ivors et Ormoy-le-Davien, tandis que toutes les autres paroisses du canton de Betz (dans ses limites jusqu'en 2014) sont comprises dans l'archidiaconé de France du diocèse de Meaux. Le collateur de la cure est le chapitre de Soissons, grâce à un don de Josselin de Vierzy, évêque de Soissons de 1126-1152. La dîme est partagée entre le curé, le séminaire diocésain, l'hôtel-Dieu de Soissons et le commandeur de Moisy-le-Temple. Sous la Révolution française, les hiérarchies ecclésiastiques anciennes sont bouleversées, et l'ensemble des paroisses d'un département sont regroupées dans un même diocèse, en l'occurrence celui de Beauvais. Dans les faits, Marolles est néanmoins revenu dans le diocèse de Soissons, car l'église Sainte-Geneviève dépend aujourd'hui de la paroisse Saint-Félix de Valois avec siège à La Ferté-Milon, en raison de sa proximité avec cette ville. Des messes dominicales anticipées sont célébrées à Marolles à titre irrégulier, deux ou trois fois par an.

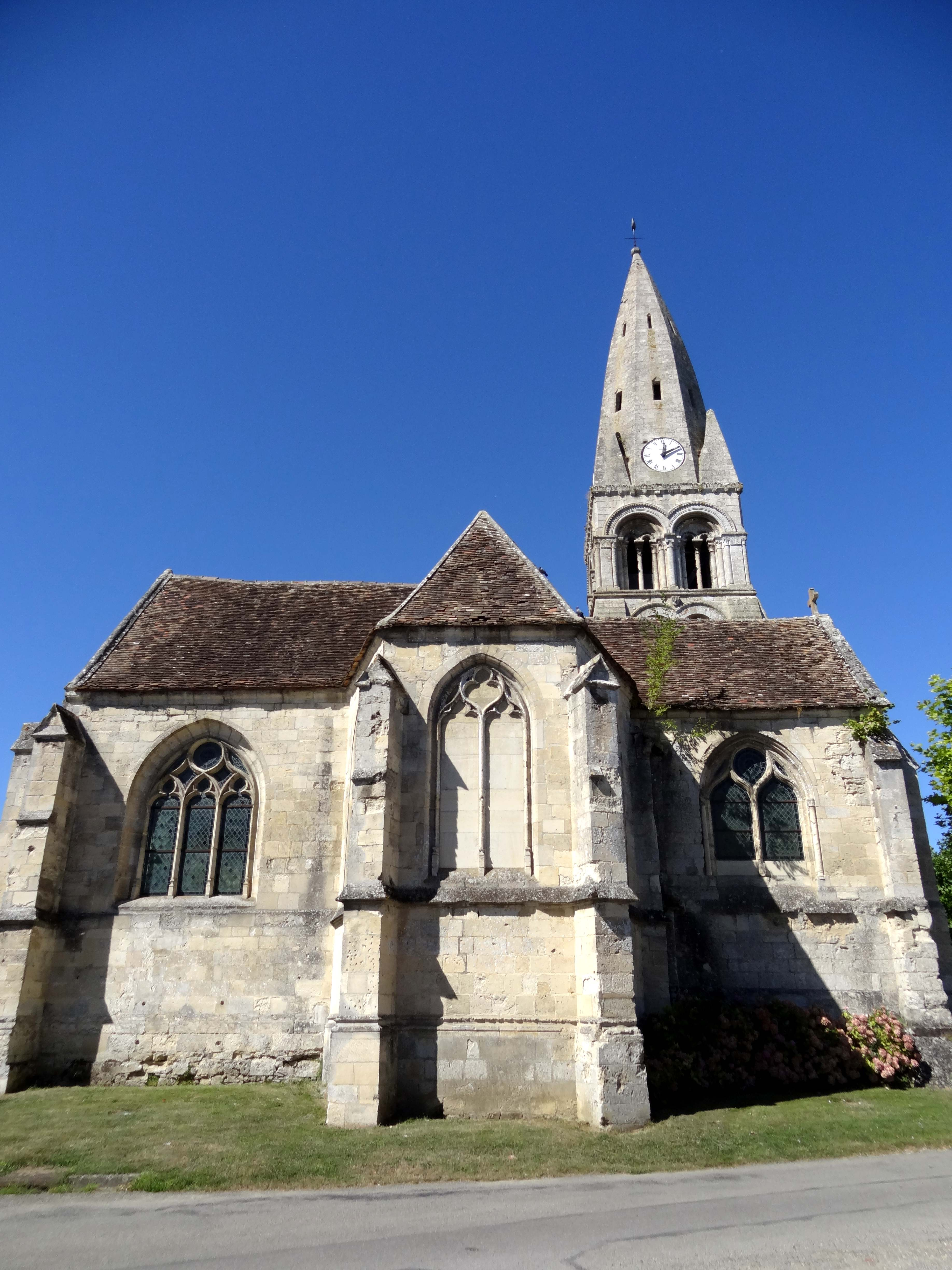
Chevet.

L'église est dédiée à sainte Geneviève de Paris. Sa construction débute au cours des années 1130 selon Eugène Lefèvre-Pontalis et Dominique Vermand, et peut donc être mise en rapport avec la donation au chapitre de Soissons. Le chantier avance assez rapidement, car à la fois le portail occidental, la nef, le bas-côté nord, le clocher et la croisée du transept sont datables des années 1130-1140, et de style roman. Parmi les parties citées, seul l'étage de beffroi du clocher et sa flèche de pierre sont plus récents ; les piliers des grandes arcades du sud ont été retaillés. Dès les années 1240, le croisillon nord est reconstruit dans le style gothique. Mais ce n'est pas de cette époque que datent ses deux fenêtres. Elles sont refaits au second quart du XVIe siècle, dans le contexte d'une grande campagne de reconstruction dans le style gothique flamboyant, qui porte notamment sur le remplacement total du chœur et du croisillon sud. Puis, quelques années avant le milieu du XVIe siècle, survient la reprise des piliers des grandes arcades du sud déjà signalée, et les élévations du bas-côté sont rebâties dans un style flamboyant tardif qui intègre quelques éléments Renaissance. Le voûtement du bas-côté est entamé, mais interrompu après la construction des culs-de-lampe et des départs des nervures. Depuis, l'église reste pratiquement inchangée. Possédant l'un des plus beaux clochers romans de la région, un intéressant portail roman placé sous l'influence normande, et l'une des plus anciennes voûtes d'ogives du département, elle aussi d'inspiration normande et probablement en lien avec le narthex de la basilique de Saint-Denis, l'église Sainte-Geneviève représente l'un des édifices religieux les plus intéressants de la vallée d'Ourcq. Elle est classée monument historique par arrêté du 15 janvier 1920. Au lendemain de la Seconde Guerre mondiale, elle se trouve dans un piteux état, et la sacristie, située dans l'angle entre croisillon sud et abside, est détruite. Presque toutes les fenêtres sont provisoirement bouchées. L'église a été restaurée depuis, et se trouve désormais dans un état satisfaisant.

## Description

### Aperçu général

Plan de l'église.

Orientée avec grande exactitude, l'église se compose d'une nef de quatre travées accompagnée de deux bas-côtés inégaux, dont la dernière travée du bas-côté nord est la base du clocher ; d'un transept dont les deux croisillons ont été rebâtis à des époques différentes ; et d'un chœur formé par une courte travée droite et aveugle et une abside à trois pans. Le croisillon sud flanque à la fois la croisée du transept et la partie droite du chœur. Le clocher est doté d'une cage d'escalier hors-œuvre du côté nord, qui s'arrête en haut du premier étage. Il est coiffé d'une haute flèche de pierre. La sacristie jouxte la troisième travée du bas-côté sud. Elle remplace la sacristie détruite sous la Deuxième Guerre mondiale, située davantage vers l'est. La nef n'est pas voûtée et n'est pas conçue pour l'être. Elle est munie d'un plafond de bois plat, qui est relié aux murs gouttereaux par des lambris en quart-de-cercle. Dans ses deux premières travées, le bas-côté nord est couvert d'un simple plancher de bois. Dans sa troisième travée, le plafond est constitué par le revers lambrissé du toit en appentis. La base du clocher est voûtée en berceau brisé perpendiculairement à l'axe de l'édifice. Le bas-côté sud devait être voûté d'ogives dans le cadre de sa reconstruction au XVIe siècle, mais les voûtes n'ont jamais été terminées. Les quatre travées orientales sont donc les seules à être voûtées d'ogives. L'on accède à l'église par le portail occidental de la nef, ou par le portail latéral dans la quatrième travée du bas-côté sud. Le portail latéral du croisillon sud est condamné. Concernant les toitures, les travées du bas-côté sud sont couvertes deux par deux par des toits en bâtière perpendiculairement à l'axe de l'église, et avec le toit analogue du croisillon sud, une enfilade de trois pignons est ainsi obtenue au sud.

### Intérieur

#### Nef

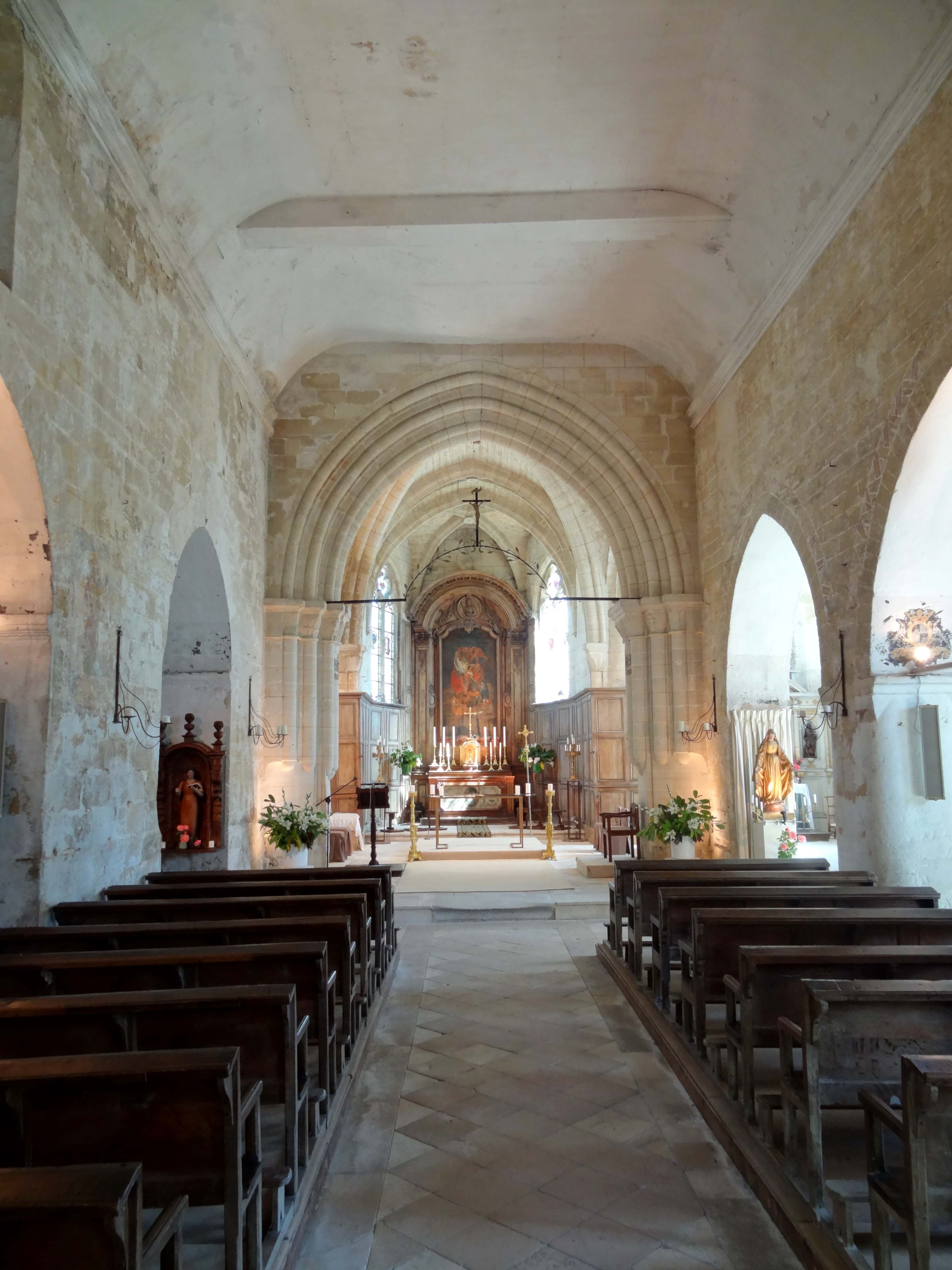
Nef, vue vers l'est.

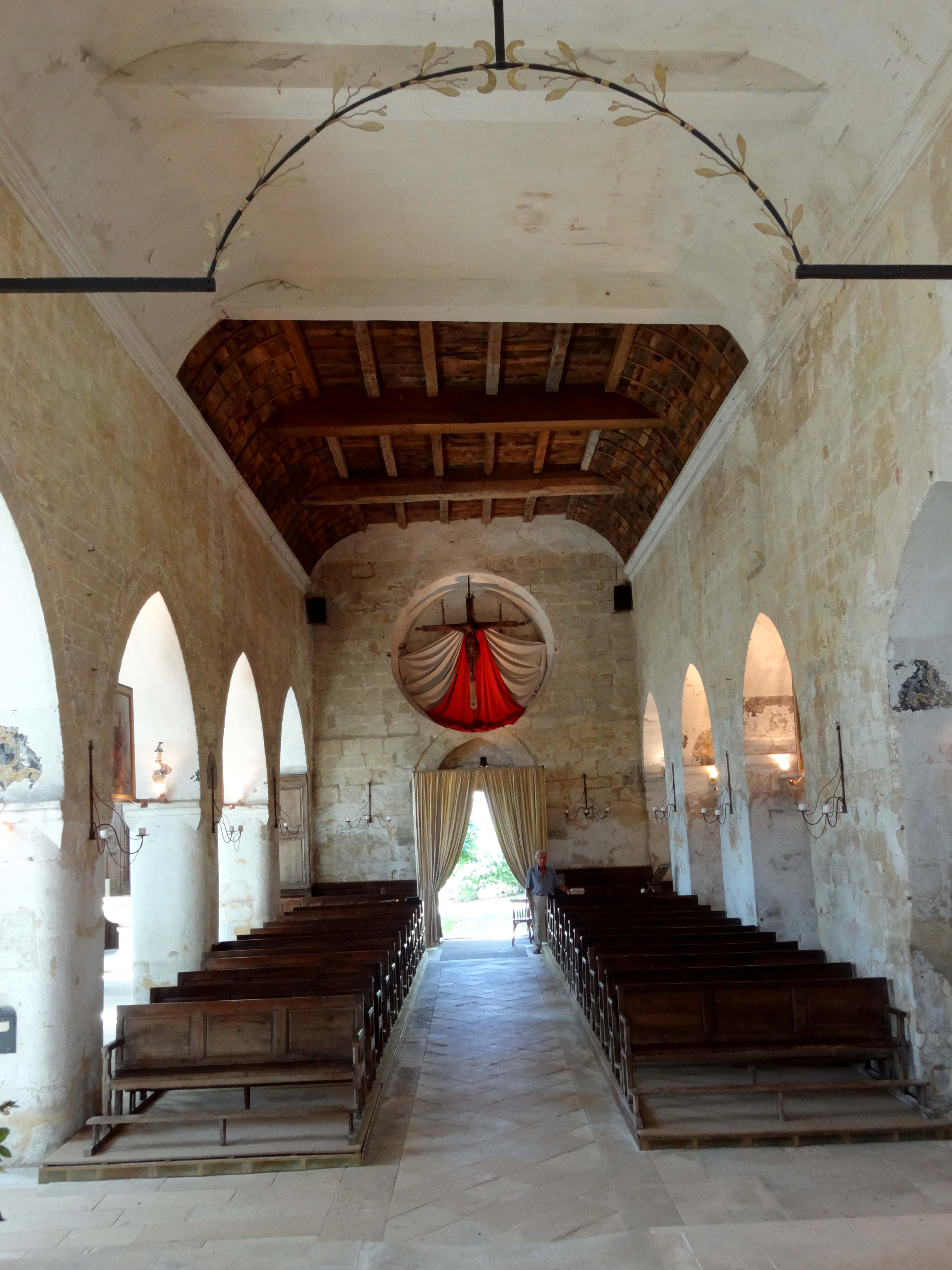
Nef, vue vers l'ouest.

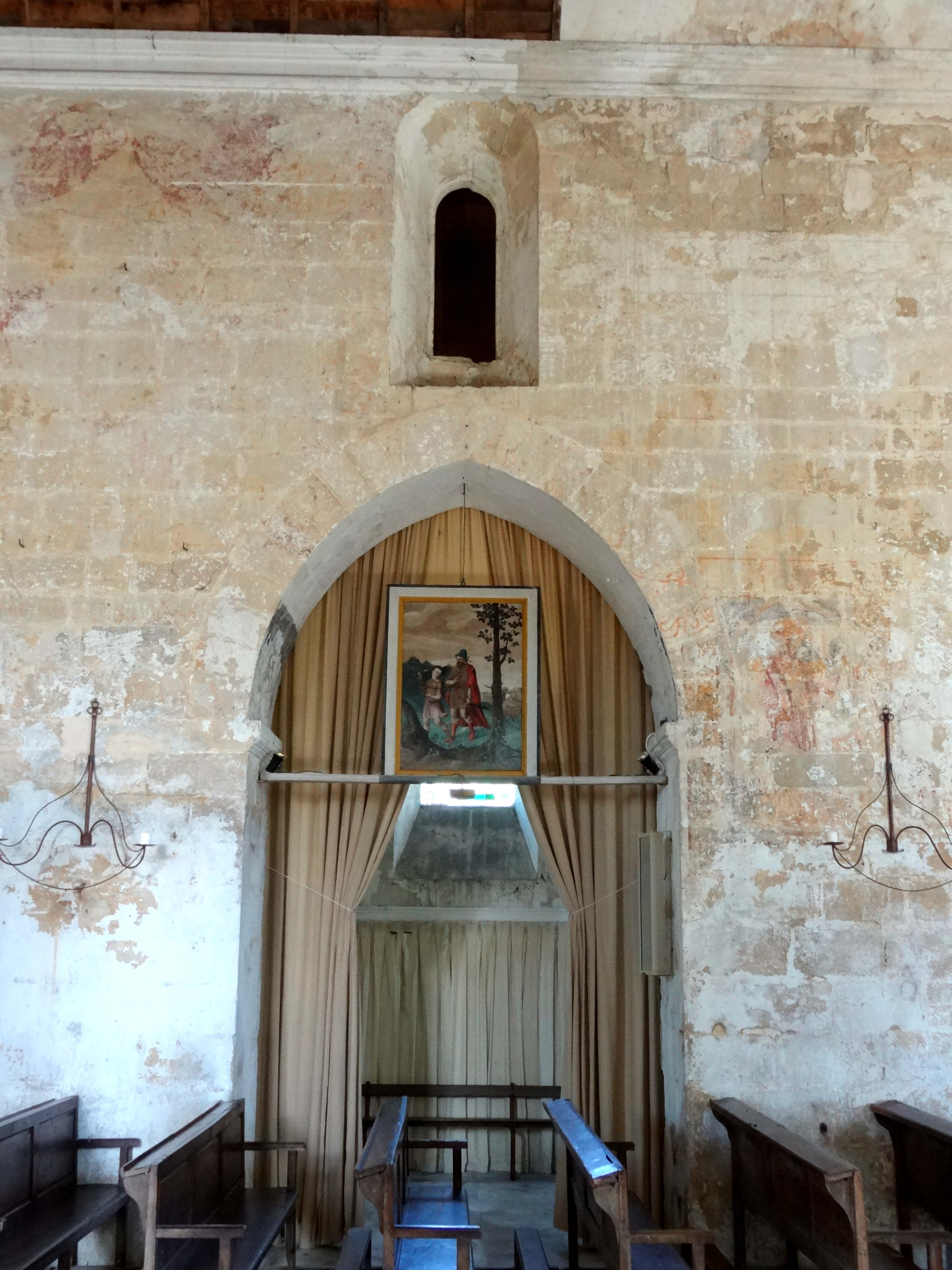
3e travée, côté nord.

La nef n'a jamais été voûtée et n'est pas conçue pour l'être : au temps du premier voûtement d'ogives, entre les années 1110 et les années 1140, la nouvelle technique est presque exclusivement réservée aux bases de clocher, sanctuaires et transepts. Dans le milieu rural, des nefs non voutées sont encore régulièrement construites sous la première période gothique. À l'échelle du département, l'église de Lavilletertre est la seule dont la nef fut voûtée avant le milieu du XIIe siècle. Dans le voisinage, la nef d'Acy-en-Multien présente encore certains caractéristiques romans, mais est toutefois un peu postérieure à 1150. Des tendances archaïques et novatrices se réunissent dans la nef de Marolles. Tout au long du XIIe siècle, le plan basilical est prépondérant dans le Soissonnais et dans la vallée de l'Aisne, alors qu'il demeure l'exception dans le Valois et le Beauvaisis avant la généralisation du voûtement d'ogives. Les grandes arcades sont en tiers-point. Contrairement à une idée reçue, l'arc brisé n'est pas une innovation de la période gothique, et fait son apparition vers 1125 / 1130 dans la nef de Villers-Saint-Paul, dans le transept de Rieux, et dans le chœur de Morienval. L'arc en plein cintre règne toutefois sur la plupart des fenêtres jusqu'au dernier quart du XIIe siècle. Certaines églises de l'Oise possèdent même des voûtes d'ogives romanes en plein cintre. Contrairement à la tendance novatrice que représente l'application de l'arc en tiers-point sur les grandes arcades, celles-ci ne retombent pas sur des colonnettes à chapiteaux, ce qui est pourtant déjà le cas dans les nefs de Morienval et Villers-Saint-Paul. Les piliers sont seulement munis d'impostes, qui sont toutefois moulurés et sculptés d'un ruban ondulé du côté nord, et plus évolués que leurs homologues de Cinqueux, Rhuis, Sacy-le-Grand, et Saint-Maximin (base du clocher). En plus, les piliers ne sont pas carrés, mais nettement barlongs, ce qui réduit l'ouverture des arcades, et les arcades sont à simple rouleau, ce qui leur confère une certaine lourdeur. L'absence de mouluration est toutefois la règle avant le milieu du XIIe siècle. Elle est compensée par la polychromie architecturale en différents tons d'ocre, qui, à titre exceptionnel, subsiste dans presque toute la nef de Marolles, et même au sud, où les piliers ont été retaillés. Elle prévoit un rang de bâtons brisés au-dessus des claveaux des arcades ; un décor en faux-appareil ; et des tentures en hauteur. Au XVIe siècle, des figures d'Apôtres en plusieurs couleurs ont été peintes au-dessus du décor ancien.
Les deux élévations latérales ne sont pas identiques. Elles ont également changé d'aspect au fil du temps. La différence la plus flagrante entre les grandes arcades du nord et du sud sont aujourd'hui les angles retaillés en quart-de-rond des piliers du sud. Les piliers des grandes arcades du nord d'Orrouy ont été remis au goût du temps d'une manière semblable. D'autres différences datent d'origine, et montrent que les deux élévations latérales ont été bâties l'une après l'autre, et non parallèlement, d'est en ouest. Les piliers du sud ont des proportions plus raisonnables, et les grandes arcades sont donc plus larges. Elles cumulent nonobstant à la même hauteur. Ensuite, les tailloirs accusent eux aussi des profils différents. En contraste avec les piliers anormalement larges, archaïques, au nord, le profil y est particulièrement complexe. Il se compose, du haut vers le bas, d'une baguette reliée à un haut cavet peu profond ; d'un tore entre deux listels ; d'un listel relié à un biseau ; de la frise sous la forme d'un ruban ondulé déjà signalée ; et d'un méplat. Au sud, le profil est assez rudimentaire. Il se compose seulement d'un méplat au-dessus d'une rainure et d'un quart-de-rond. Cependant, le méplat est également présent sur les faces nord et sud des piliers. Le profil de ces impostes se répète sur les impostes des arcades ouest et est de la base du clocher, et sur les tailloirs des chapiteaux de l'étage de beffroi, et est, par conséquent, authentiquement roman. Une autre différence saute moins aux yeux. Elle concerne la position des fenêtres hautes, qui sont obturées par les toitures des bas-côtés depuis le XVIe siècle. Primitivement, les toits en appentis des bas-côtés devaient être faiblement inclinés, car les seuils des baies sont très proches des sommets des grandes arcades. Malgré ceci, les fenêtres étaient axées au-dessus des grandes arcades du côté nord. La fenêtre de la troisième travée est encore conservée en l'état. Elle est en plein cintre, fortement ébrasée, et de dimensions moyennes. L'on discerne également les contours de la fenêtre de la deuxième travée. Au total, il devait y avoir quatre fenêtres au nord. En face au sud, les fenêtres étaient assez approximativement axées au-dessus des piliers des grandes arcades, selon un parti plus logique qui confère davantage de solidité des murs, mais réduit aussi le nombre des fenêtres à trois. Ce parti fut adopté à Champlieu (commune d'Orrouy), Fontenay-en-Parisis, Gilocourt, Glaignes, Orrouy, Pontpoint, etc. Une répartition irrégulière des fenêtres se constate aussi à Bonneuil-en-Valois et Fosses, du côté sud seulement. Dans cette dernière église, qui date de la première période gothique, les fenêtres sont implantées au-dessus des piliers du côté nord, et comme à Marolles, il y a donc trois fenêtres d'un côté, et quatre de l'autre côté.
En plus du remaniement des piliers du sud, et du bouchage des fenêtres, l'installation de corniches moulurées sous la forme d'un entablement simplifié, et de lambris coupant les angles entre plancher et murs gouttereaux, ont modifié l'aspect de la nef, sans doute au XVIe siècle. La corniche se marie mal avec l'architecture romane, et semble être de trop, mais le lambris est d'un bel effet. L'on eut plus tard l'idée malencontreuse d'enduire le plancher et le lambris de plâtre, et de les blanchir, en suivant sans doute la tendance à la période néo-classique de rendre les églises plus claires par toutes les mesures à disposition, sans respect pour l'architecture des époques précédentes, et sans envisager non plus la réouverture des fenêtres condamnées. Lors d'une restauration au cours des années 1970, le lambris et le plancher de bois ont de nouveau pu être dégagés dans les deux premières travées. L'on peut ainsi comparer les deux états. À ce propos, on ne peut pas exclure que le plafond a connu d'autres états au Moyen Âge. En haut de la façade, le pignon est ajouré d'une grande baie en tiers-point, qui a dû être percée à la période gothique, puisque les fenêtres latérales sont toutes en plein cintre. Cette baie ne donne aucun sens avec le plafond plat actuel, car elle n'éclaire plus que les combles. La nef devait donc être munie d'une charpente apparente avant son remaniement flamboyant. Afin de remplacer cette source de lumière, un grand oculus circulaire a été ménagé au-dessus du portail. Il coupe malheureusement le sommet de son archivolte, et est dénué de style. Il reste bouché depuis la dernière guerre. Reste encore à considérer l'extrémité orientale de la nef. Elle est formée par l'arc triomphal à triple rouleau, qui ouvre sur la croisée du transept. L'on note que la nef a la même largeur que l'arc triomphal, ce qui est rarement le cas quand nef et parties orientales n'ont pas été bâties en même temps. Les nefs uniques sont généralement beaucoup plus larges que le chœur. Ce constat souligne qu'en dépit du caractère sommaire des grandes arcades, la nef de Marolles devait bien être basilicale dès l'origine.

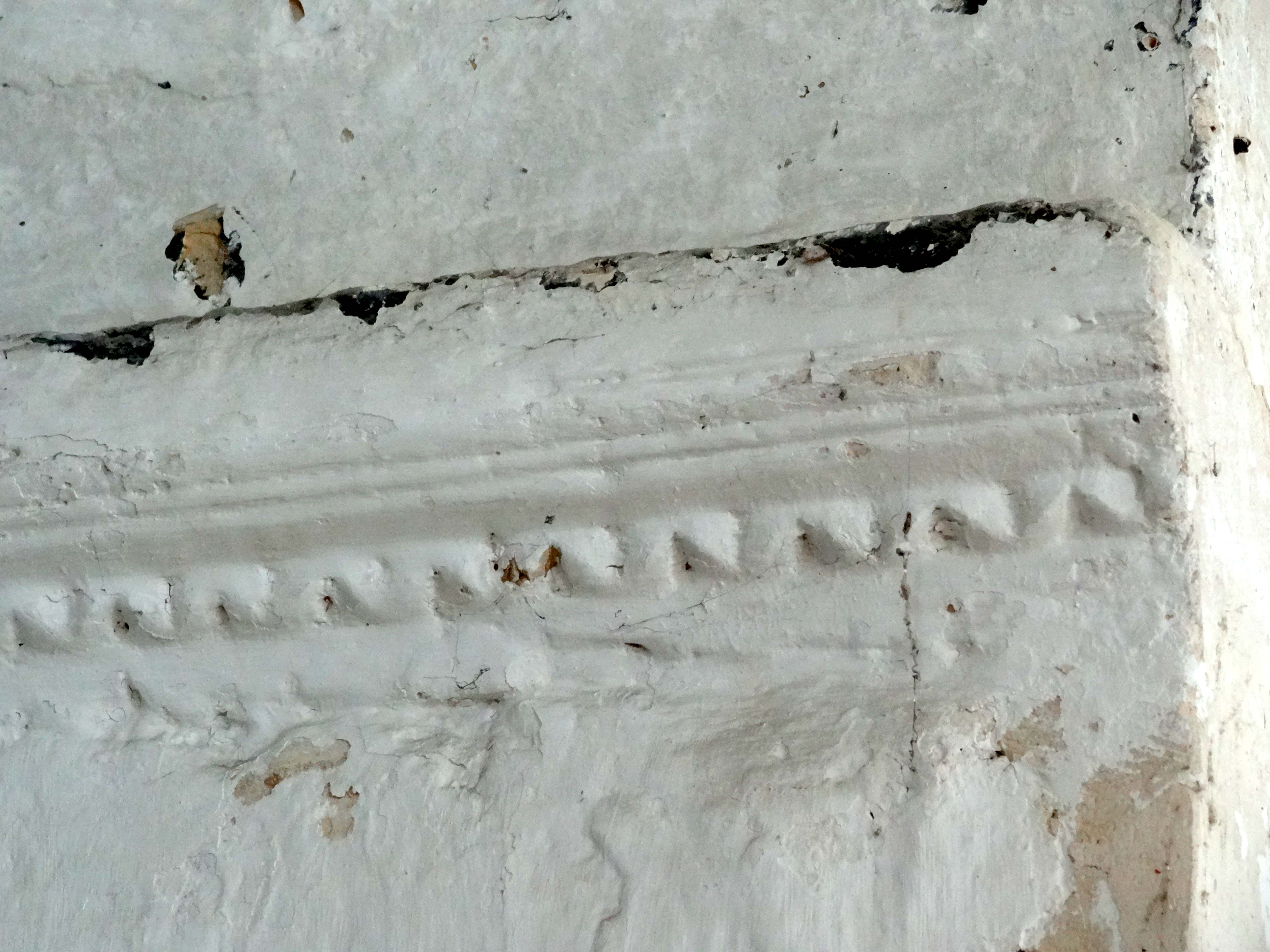
Imposte des grandes arcades du nord.
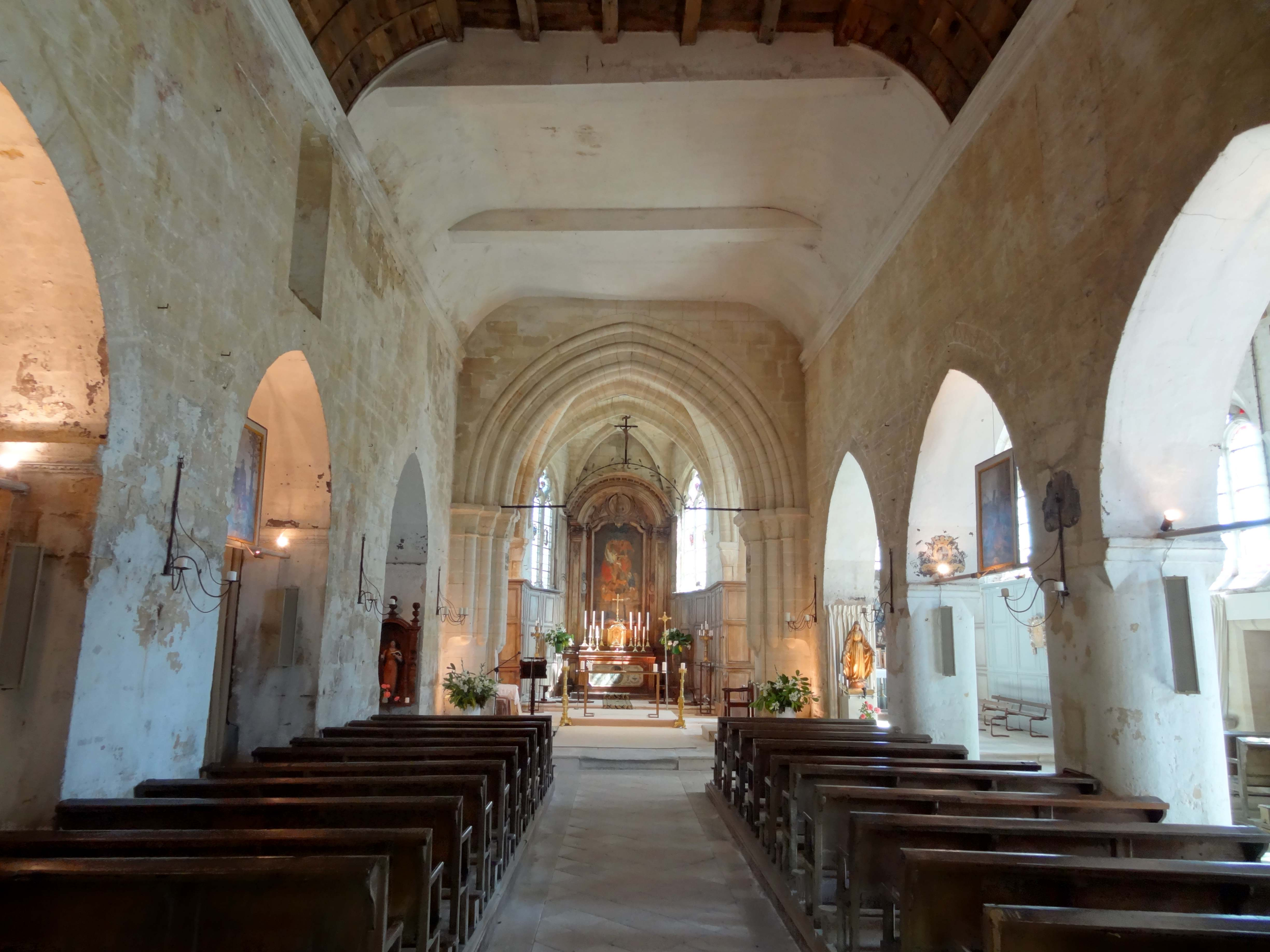
Nef, vue vers l'est.
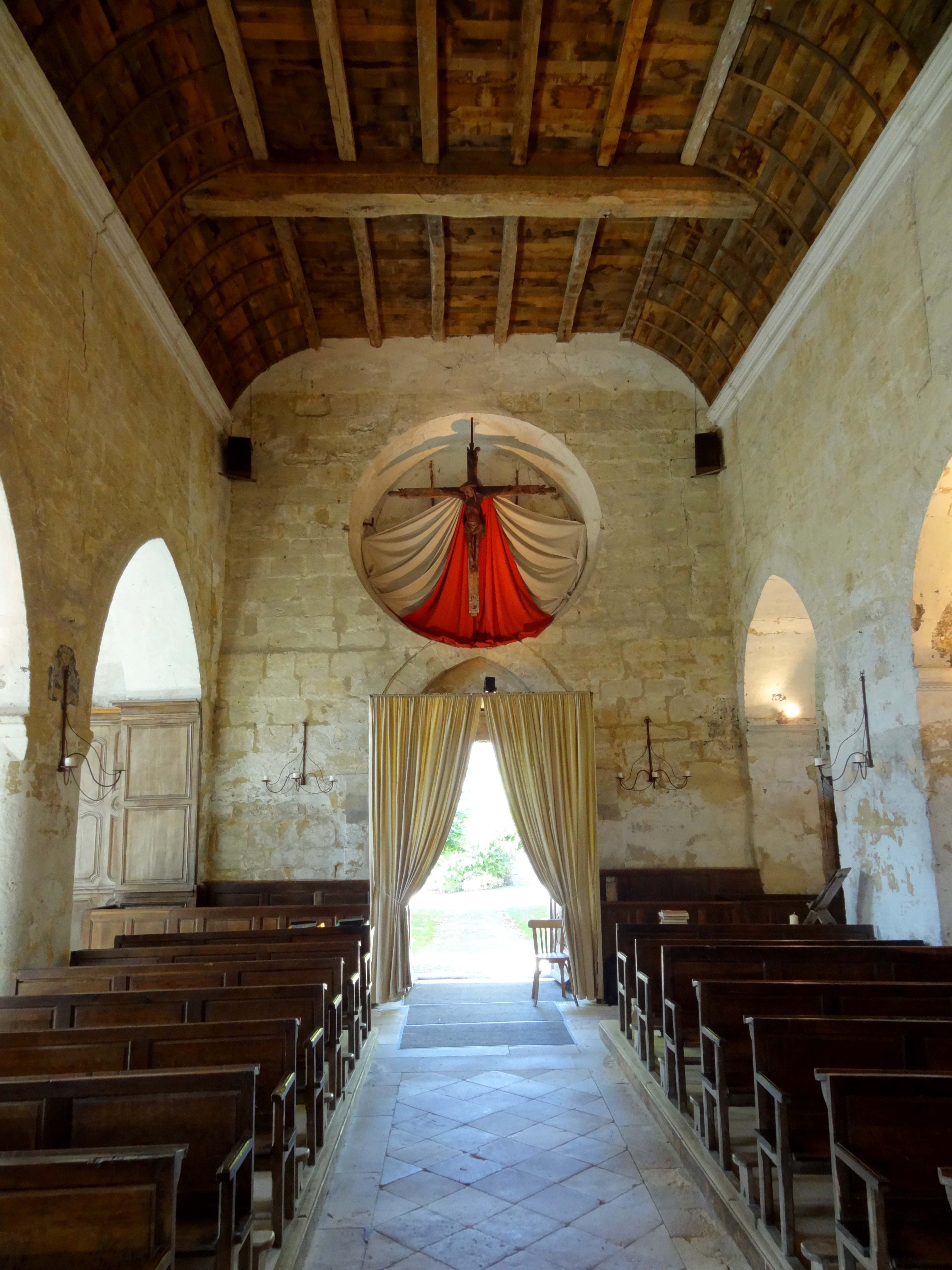
Nef, vue vers l'ouest.
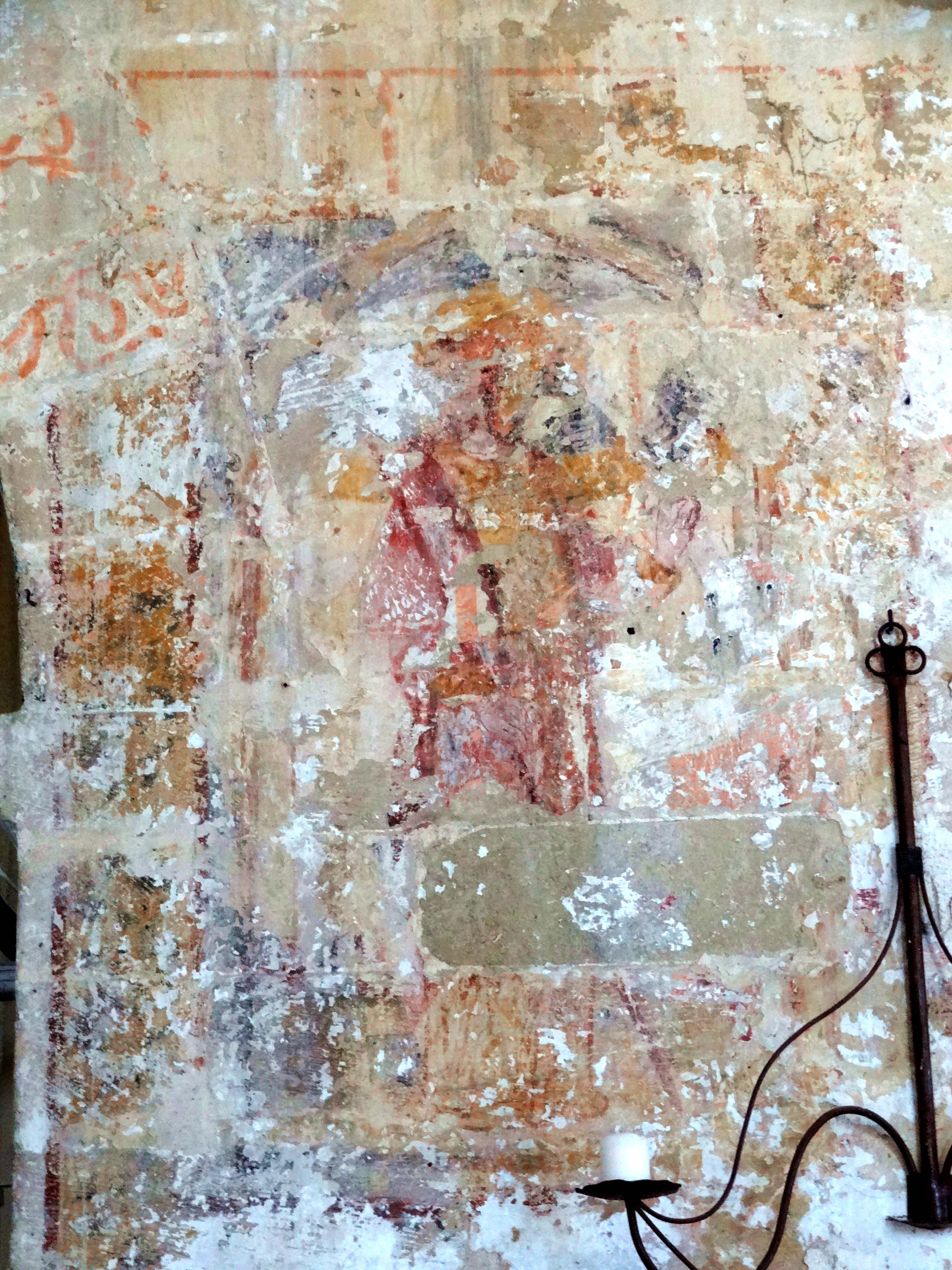
Peinture murale côté nord (figure d'Apôtre).
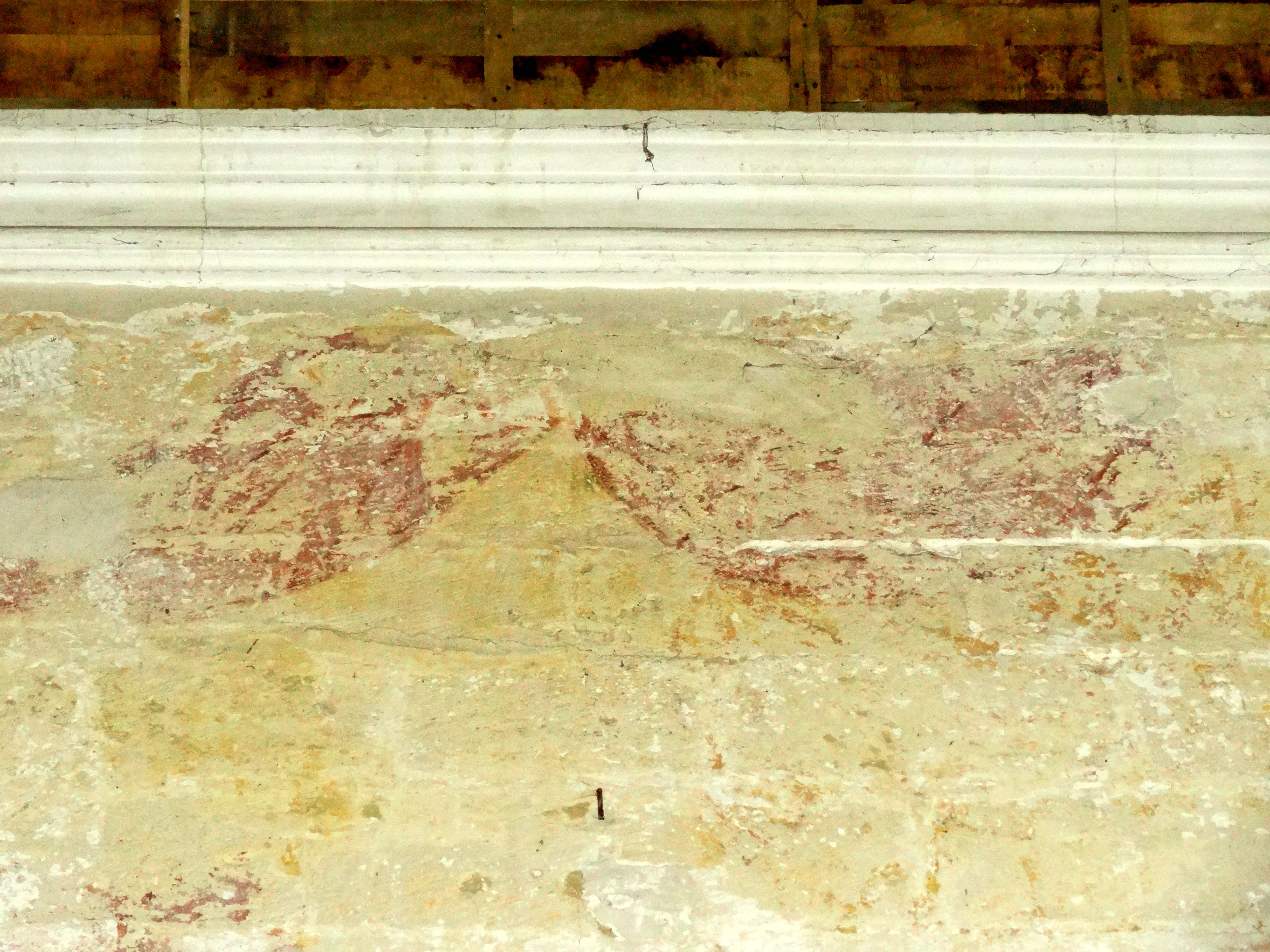
Peinture murale côté nord (tenture).
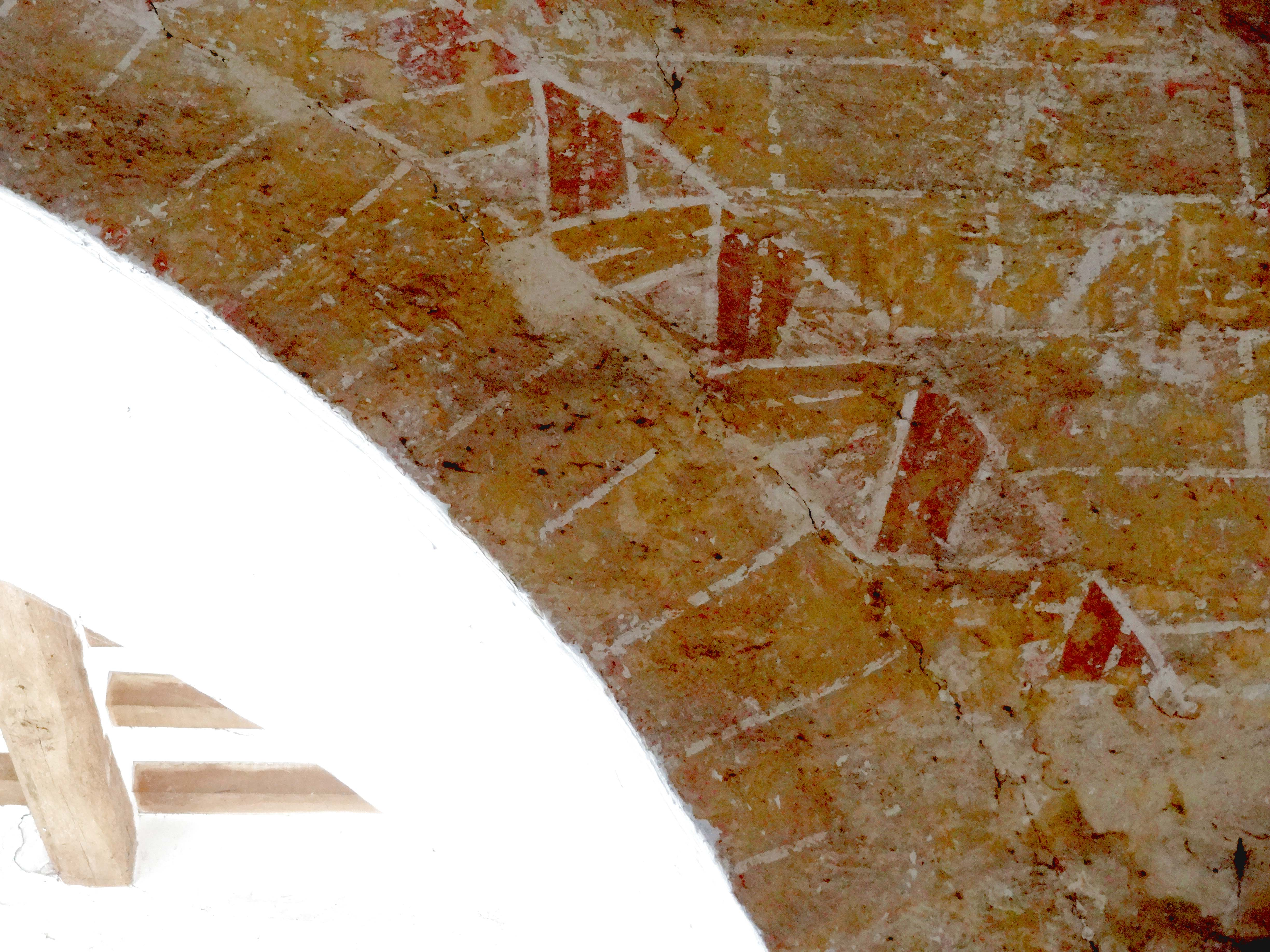
Décor des grandes arcades du sud.

#### Bas-côté nord et base du clocher

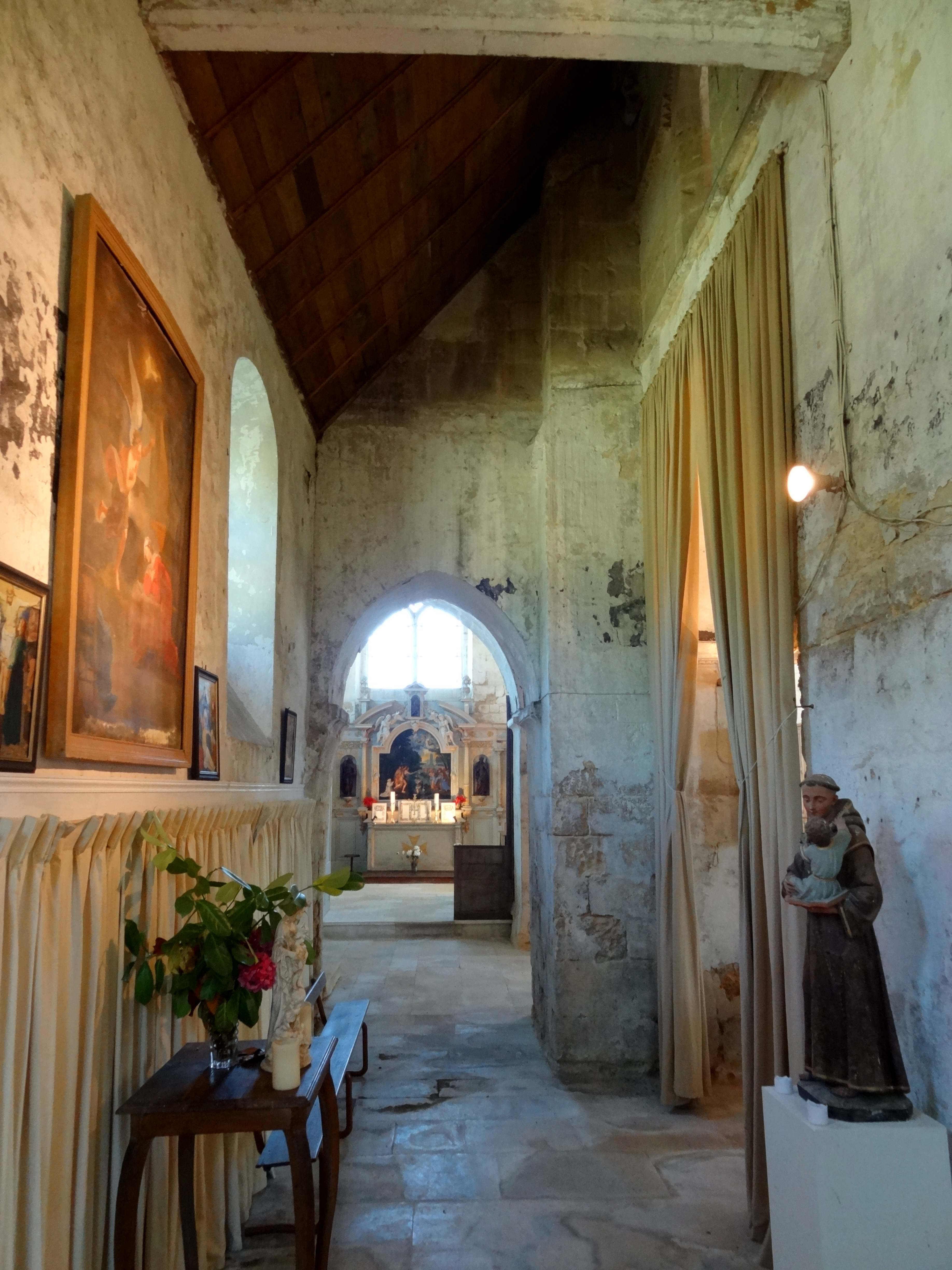
2e travée, vue vers l'est.

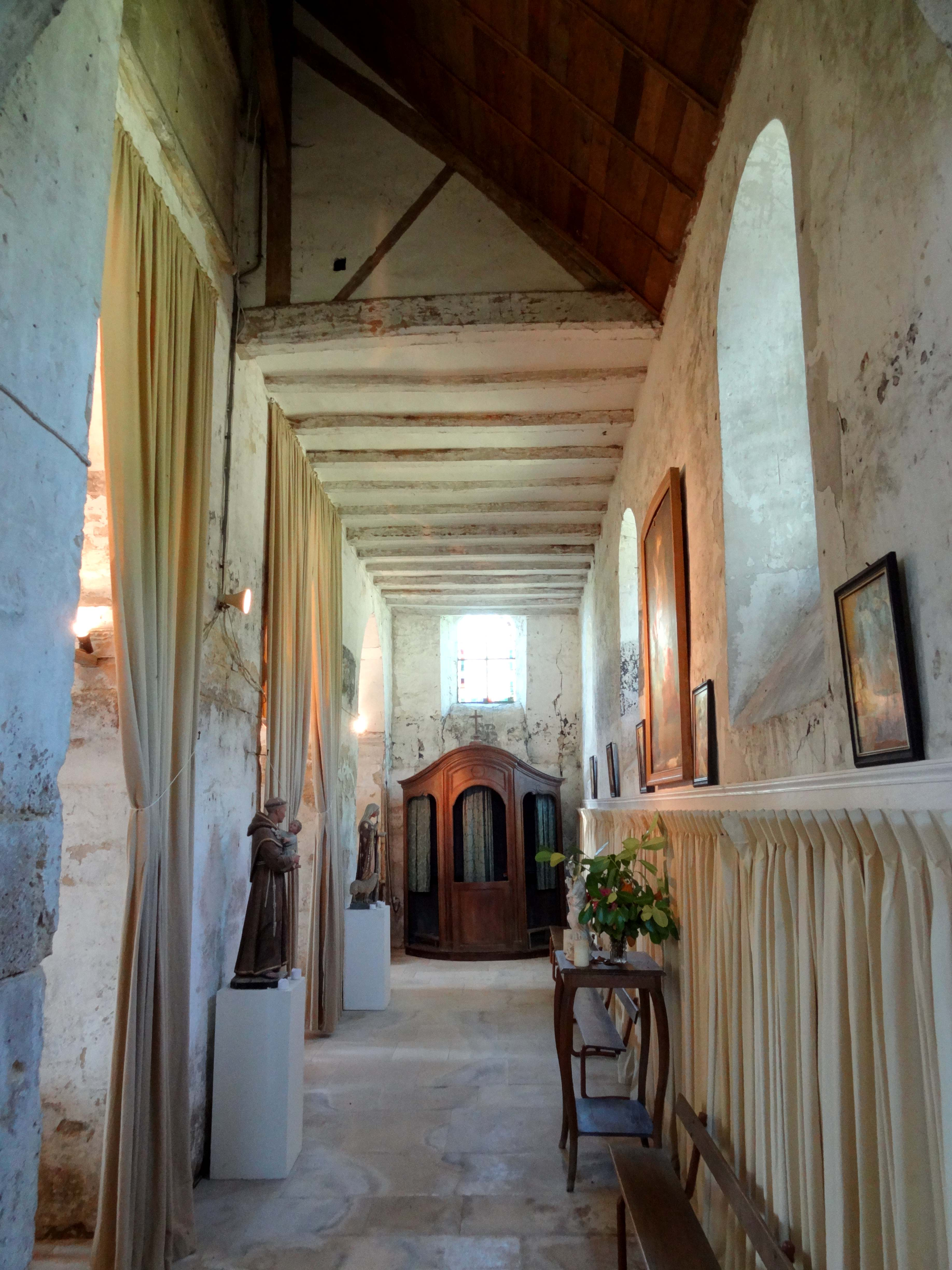
3e travée, vue vers l'ouest.

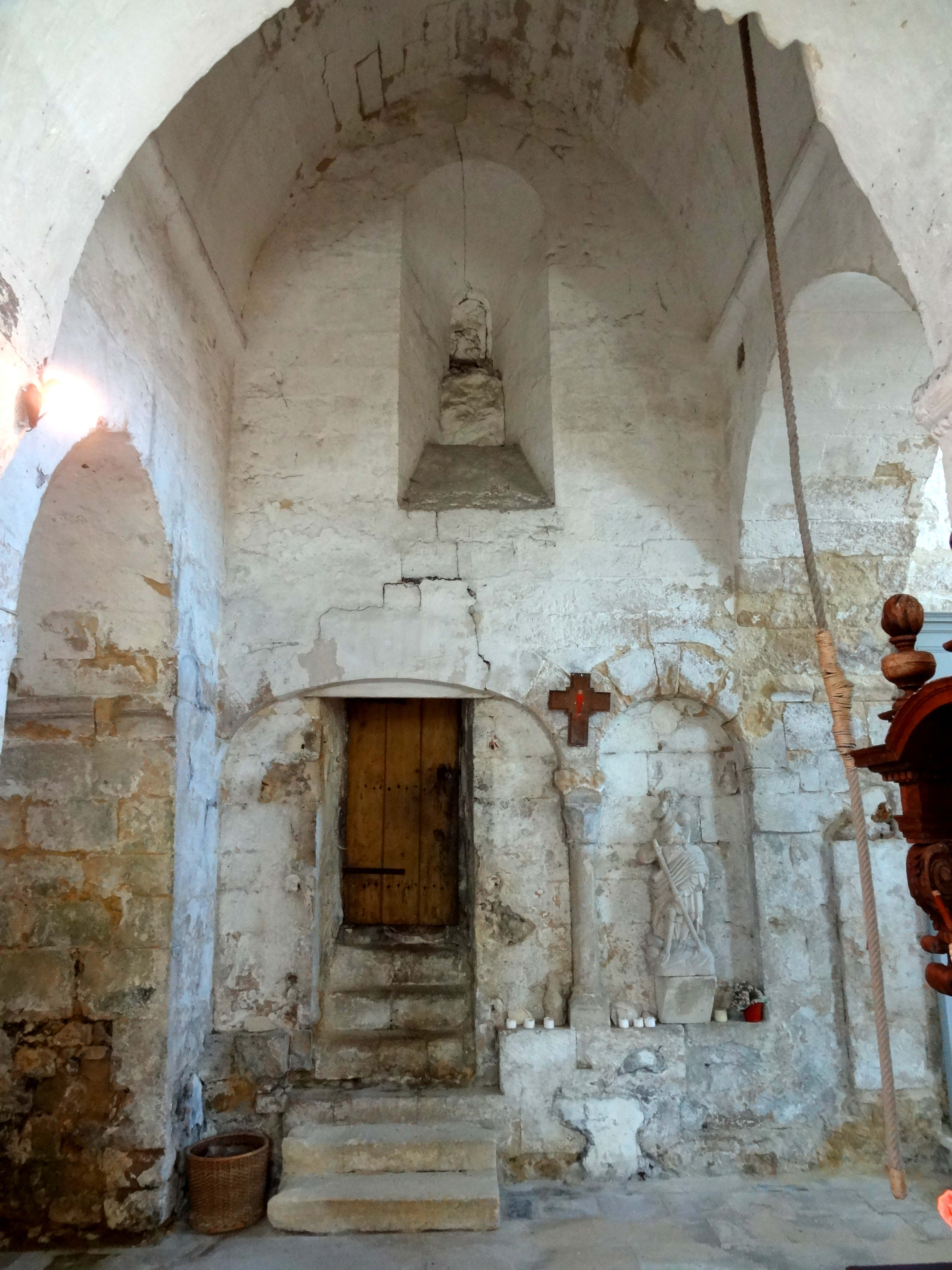
Base du clocher, vue vers le nord.

Dans le mur gouttereau du bas-côté nord, seule la deuxième baie latérale semble relativement ancienne. À l'extérieur, le pourtour des deux autres baies est enduit, et non appareillé en pierre de taille, et à l'intérieur, l'ébrasement n'épouse pas tout à fait la même forme. Il s'agit sans doute de dégâts de guerre mal réparés. Une quatrième fenêtre existe à l'ouest. Son sommet est coupé par le plafond, ce qui prouve qu'ici comme dans la nef, le plancher plat ne représente pas l'état primitif. Le plafond incliné de la troisième travée est beaucoup plus proche de l'esprit de l'architecture d'origine, et a surtout le mérite d'ouvrir la vue sur le mur gouttereau nord de la nef. Dans la plupart des autres églises, également concernées par l'exhaussement des toitures des bas-côtés, il faut visiter les combles pour en avoir un aperçu. À Cinqueux, Glaignes, Pontpoint et Rhuis, l'on a même restitué les toits en appentis faiblement inclinés du XIIe siècle. Côté sud, la charpente du toit en appentis prenait appui sur un bandeau saillant. Il se situe immédiatement au-dessus des poutres du plancher des deux premières travées, qui, du côté nord, prennent appui sur le mur gouttereau du bas-côté. Autrement dit, il n'y a pratiquement pas de différence de niveau, et le mur gouttereau du bas-côté a nécessairement dû être exhaussé. Aucune des fenêtres latérales ne peut ainsi être authentique.
D'autres détails d'un grand intérêt sont visibles dans la troisième travée. Le mur de la nef est très soigneusement appareillé en pierre de taille, avec des joints très minces, et contraste ainsi avec le mur de tout-venant du bas-côté. L'arc de la fenêtre est surmonté d'un rang de fleurs de violette exavées, qui se poursuit latéralement au niveau des impostes. Les fleurs de violette constituent l'un des motifs ornementaux les plus répandus dans la région au XIIe siècle, et apparaissent sur le clocher d'Angy, au chevet de Bailleval, sur les parties du XIIe siècle de l'église de Bonneuil-en-Valois, sur le portail sud de Bury, au-dessus des fenêtres au nord de la nef de Cambronne-lès-Clermont, sur les portails occidentaux de Nointel et Saint-Vaast-lès-Mello, au-dessus des fenêtres de façade de Saint-Vaast-de-Longmont, etc. Une demi-assise plus haut seulement, court une corniche d'une conception exceptionnelle. Des segments étroits y alternent avec des segments larges, qui sont à deux registres. Les segments étroits sont formés par des personnages en buste sculptés en demi-relief. Ces éléments sont, pour la plupart, casés. Les segments larges sont formés par une palmette en hémicycle, et par deux petites arcatures en plein cintre s'inscrivant sous une arcature plus large. Si les éléments du registre supérieur retombaient sur les personnages sculptés, il s'agirait d'une variante de la corniche beauvaisine. Il est à signaler, dans ce contexte, que la corniche du mur sud de la nef est d'une qualité équivalente, mais d'une conception totalement différente.
La base du clocher déborde largement vers le nord à l'extérieur, mais sa largeur ne dépasse pas celle des travées précédentes à l'intérieur. Elle occupe l'emplacement de la quatrième travée du bas-côté. Dans la région, l'église de Marolles fournit ainsi l'un des rares exemples antérieures à la guerre de Cent Ans du positionnement du clocher à l'ouest du transept ou du sanctuaire. Des exceptions sont formées par les clochers-porches d'Estrées-Saint-Denis, Morienval, Nanteuil-le-Haudouin, Silly-le-Long, Thourotte, etc., ou les deux tours de façade de Saint-Leu-d'Esserent. Morienval et Saint-Leu-d'Esserent sont des églises abbatiales. Sinon, selon la coutume à l'Ancien Régime, l'entretien du clocher est à la charge des fidèles s'il est associé à la nef, et à la charge des gros décimateurs s'il fait partie du transept ou du chœur, ce qui explique sans doute que ce dernier parti soit prépondérant dans la région. La travée communique avec le bas-côté et le croisillon nord par des arcades en tiers-point à arêtes vives, dont les impostes affichent assez curieusement le profil rencontré sur les grandes arcades du sud. Pour mémoire, la travée communique également avec la nef. Son mur septentrional montre l'ébrasement d'une fenêtre romane actuellement bouchée, et l'épaisseur considérable du mur est ainsi mis en exergue. En bas à gauche, une porte moderne dessert la cage d'escalier hors-œuvre accolée au clocher. À droite de la porte, le soubassement est animé par une arcature plaquée et demi. À l'intersection entre les deux arcatures, la retombée s'effectue sur une colonnette en délit au chapiteau sculpté de feuilles plates. Les arcatures plaquées se rencontrent dans un grand nombre d'églises romanes de la région. Elles sont en revanche réservées aux édifices plus prestigieux à la période gothique, à quelques exceptions près (dont le bas-côté de Catenoy). Quant à la voûte en berceau brisé, elle paraît presque comme un anachronisme dans une église possédant une voûte d'ogives précoce, d'autant plus que la base du clocher d'Acy-en-Multien ait été voûtée d'ogives dès les années 1110 / 1120. Perpendiculaire au bas-côté et à la nef, elle retombe sur des tablettes biseautées à l'ouest et à l'est. D'autres bases de clocher voûtées en berceau brisé sont Néry et Labruyère. Des voûtes en berceau brisé se trouvent aussi dans la nef de Ducy, et dans les chœurs de Béthisy-Saint-Pierre, Labruyère et Monchy-Saint-Éloi. À Béthisy-Saint-Pierre, les bas-côtés avaient pourtant été voûtés d'ogives avant la construction du chœur. À Monchy-Saint-Éloi, la voûte en berceau de l'ancien chœur jouxte la voûte d'ogive initialement romane de la base du clocher.

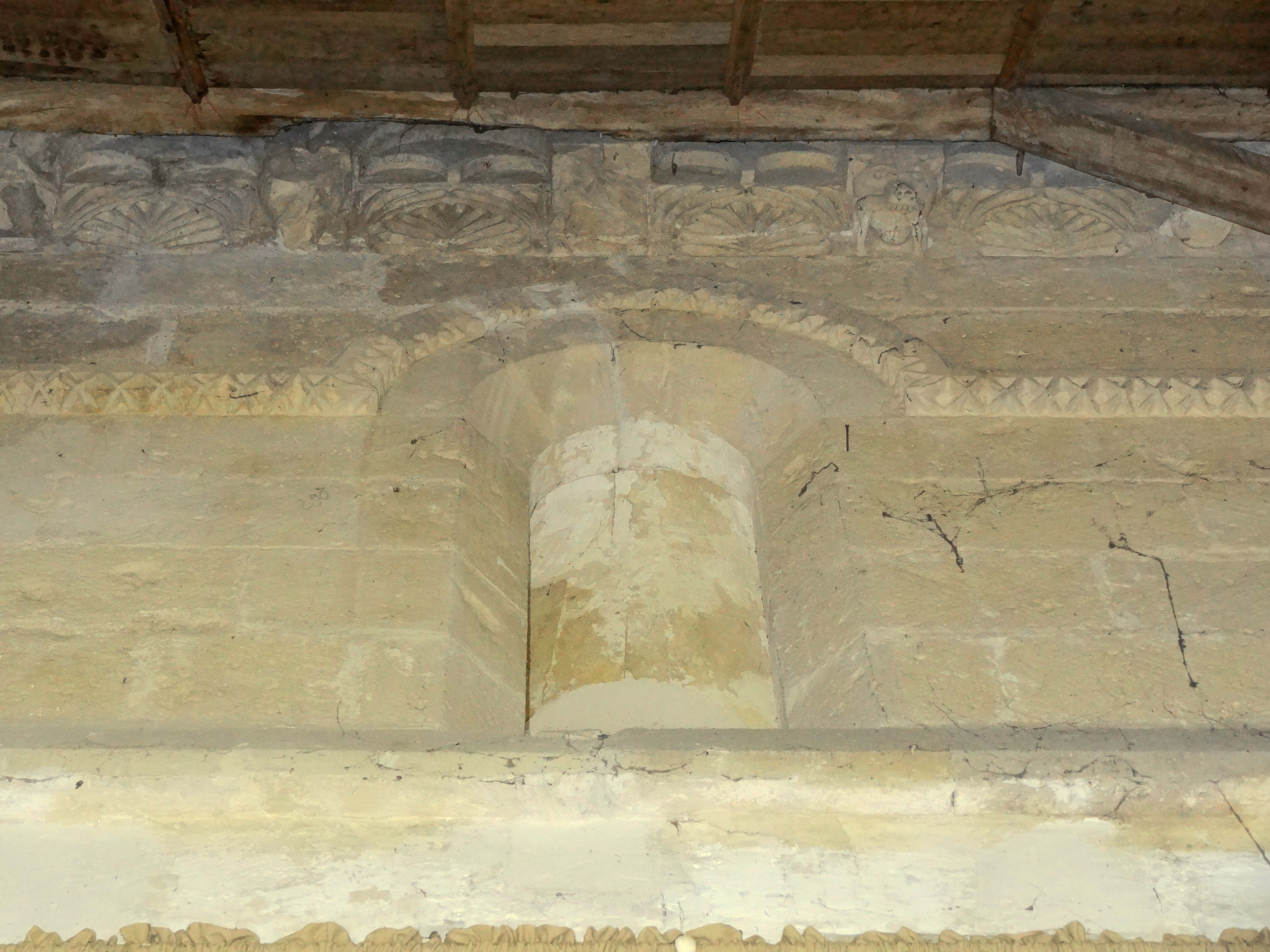
Mur gouttereau nord de la nef.
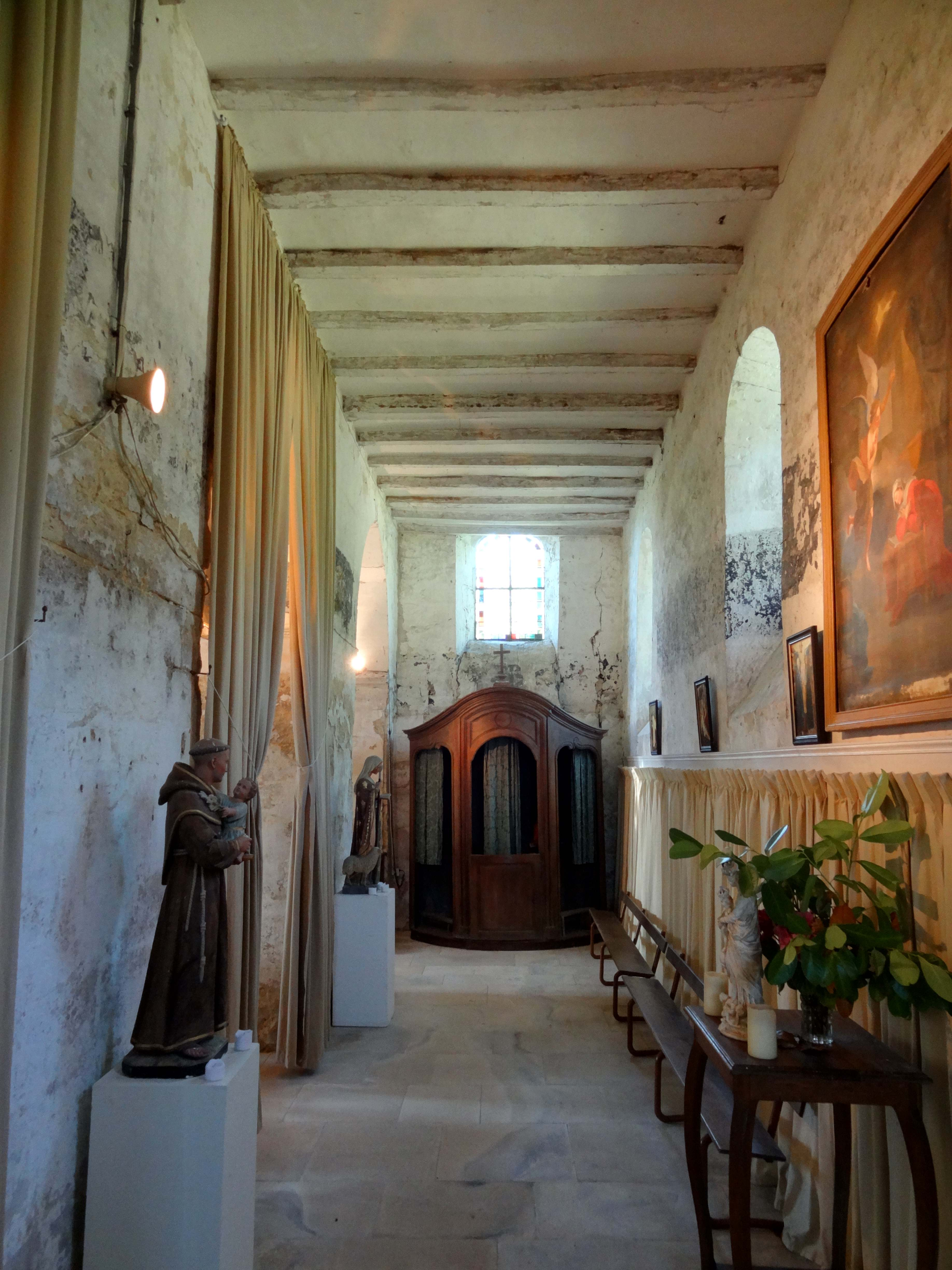
Bas-côté nord, vue vers l'ouest.
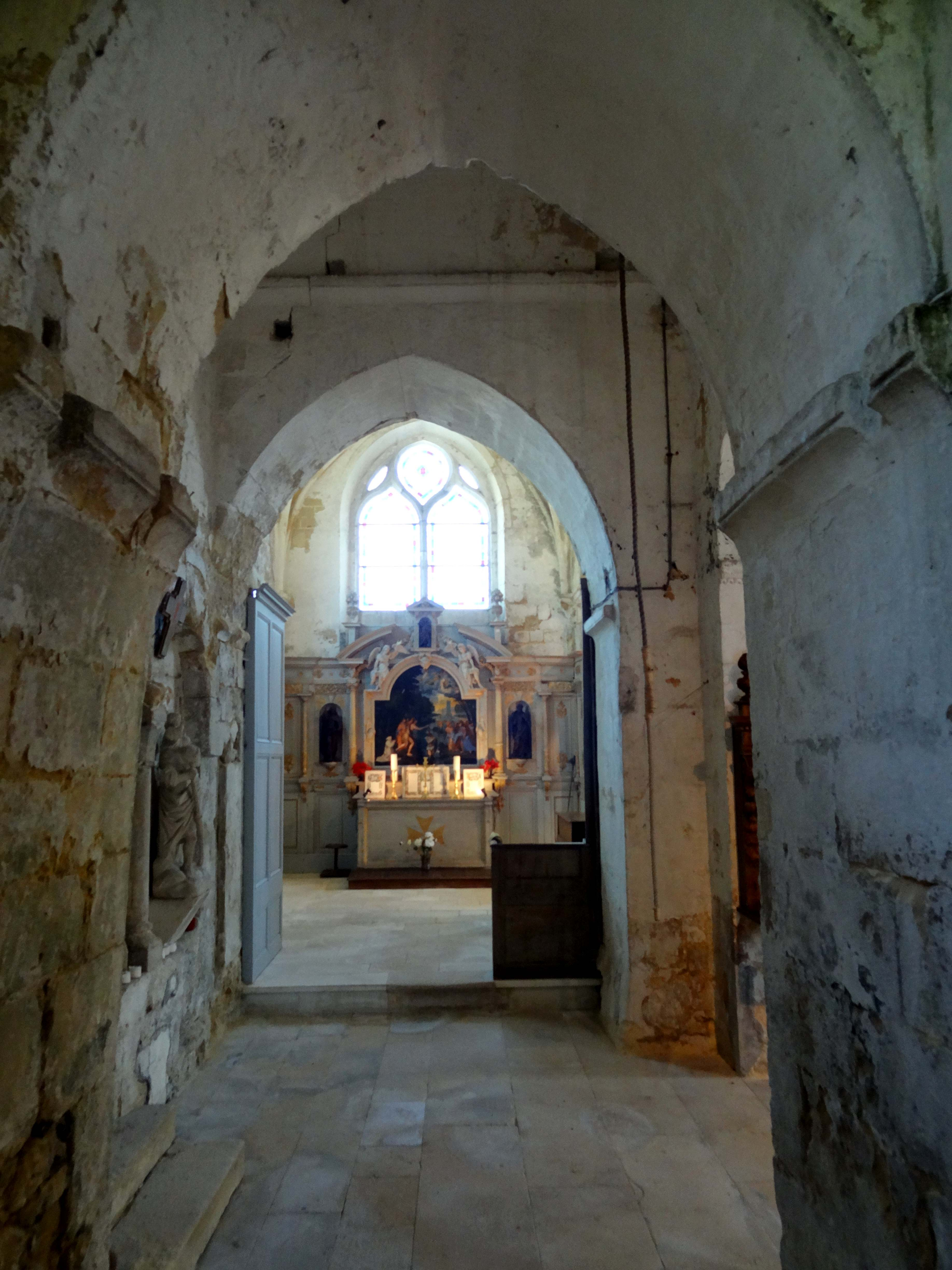
Base du clocher, vue vers l'est.
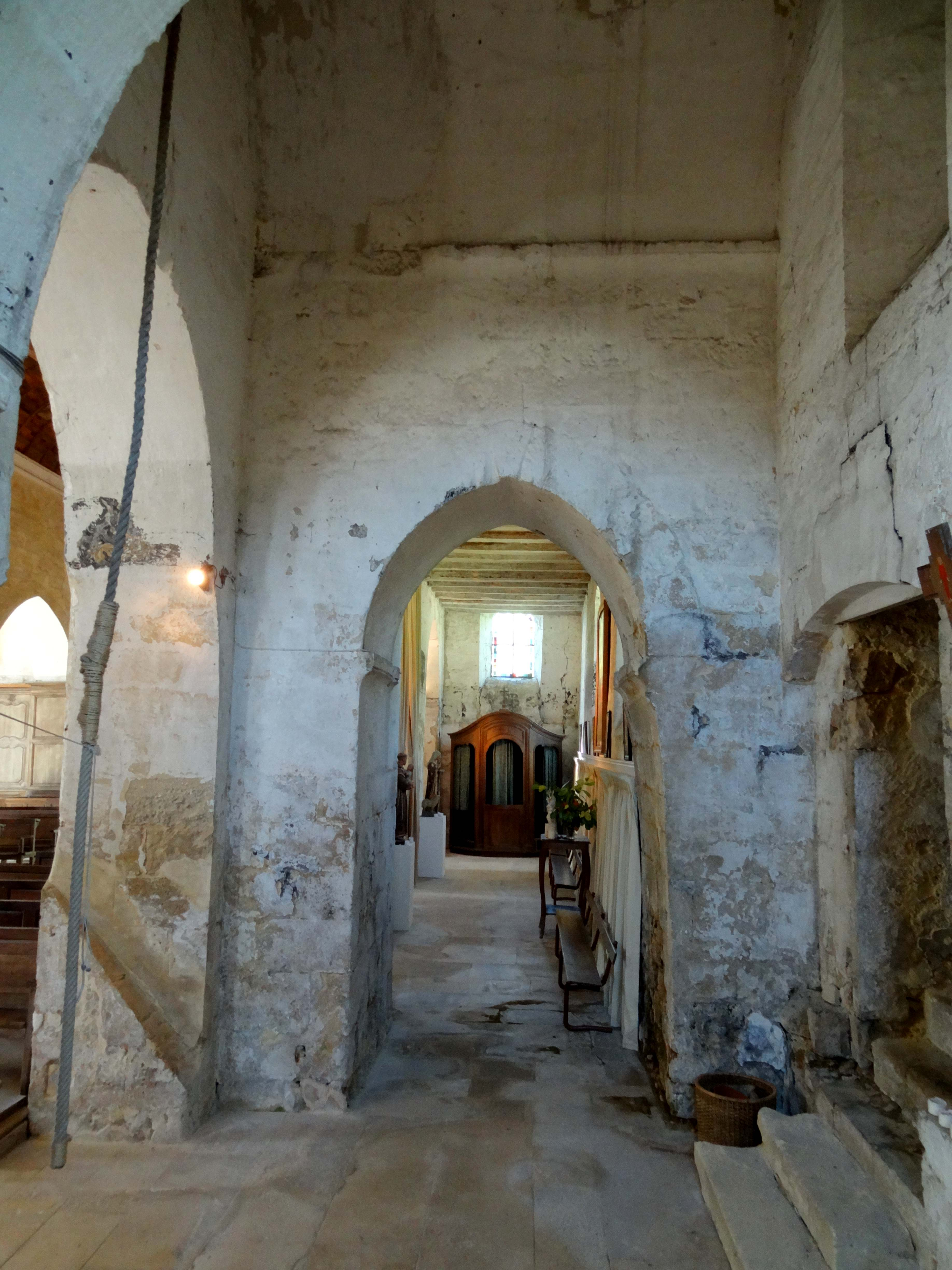
Base du clocher, vue vers l'ouest.
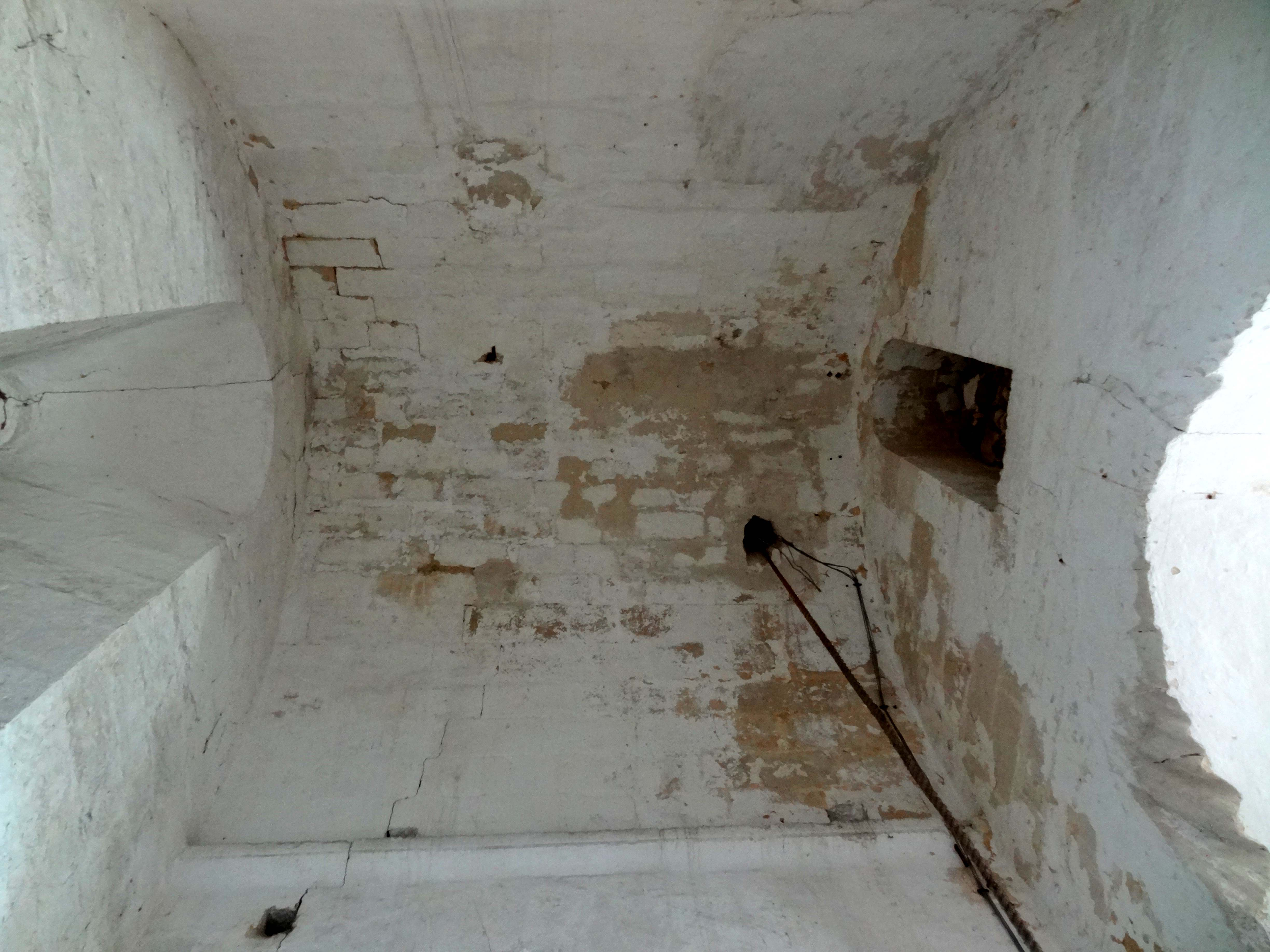
Base du clocher, voûte en berceau.
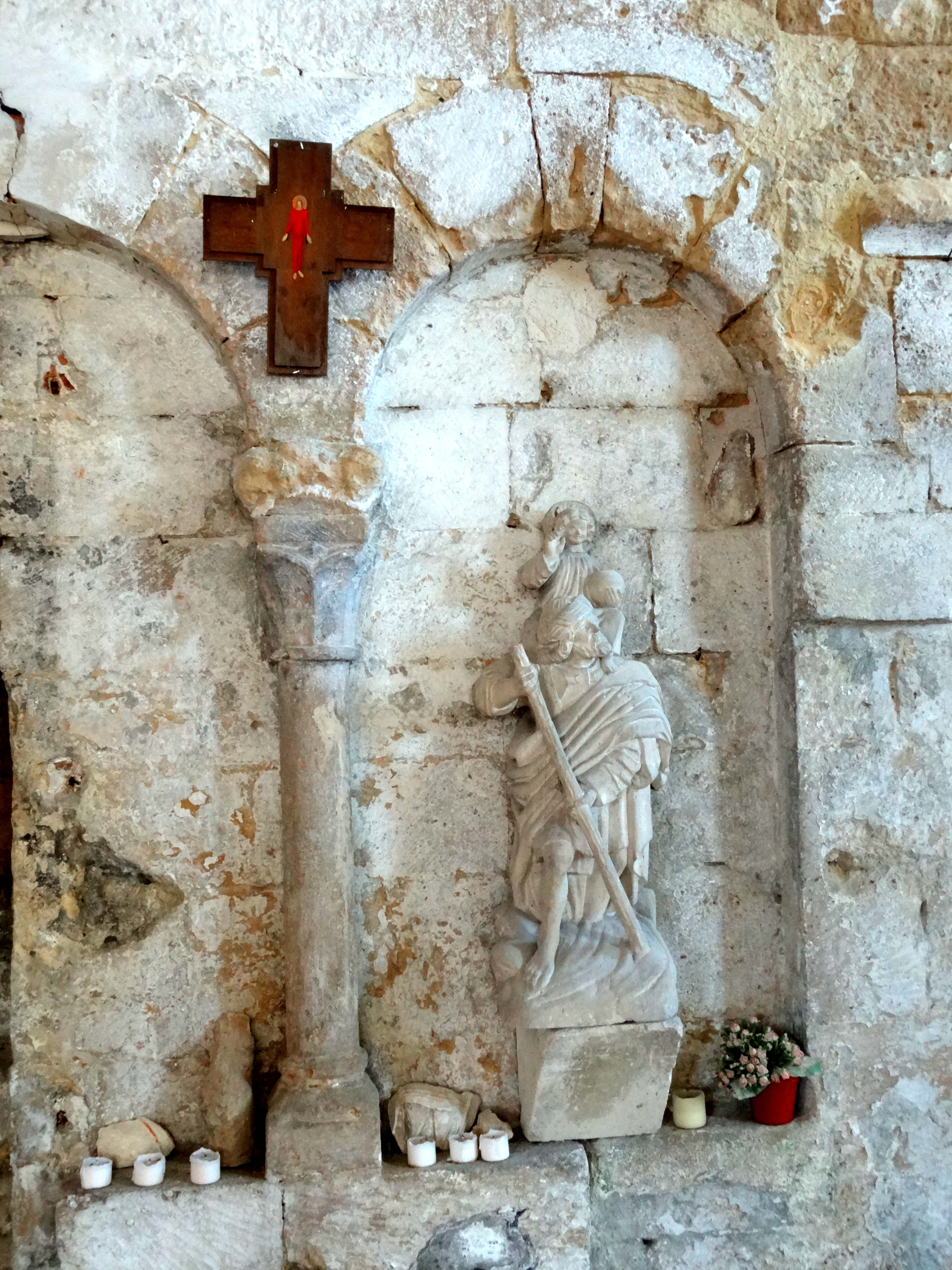
Base du clocher, arcature plaquée.

#### Croisée du transept

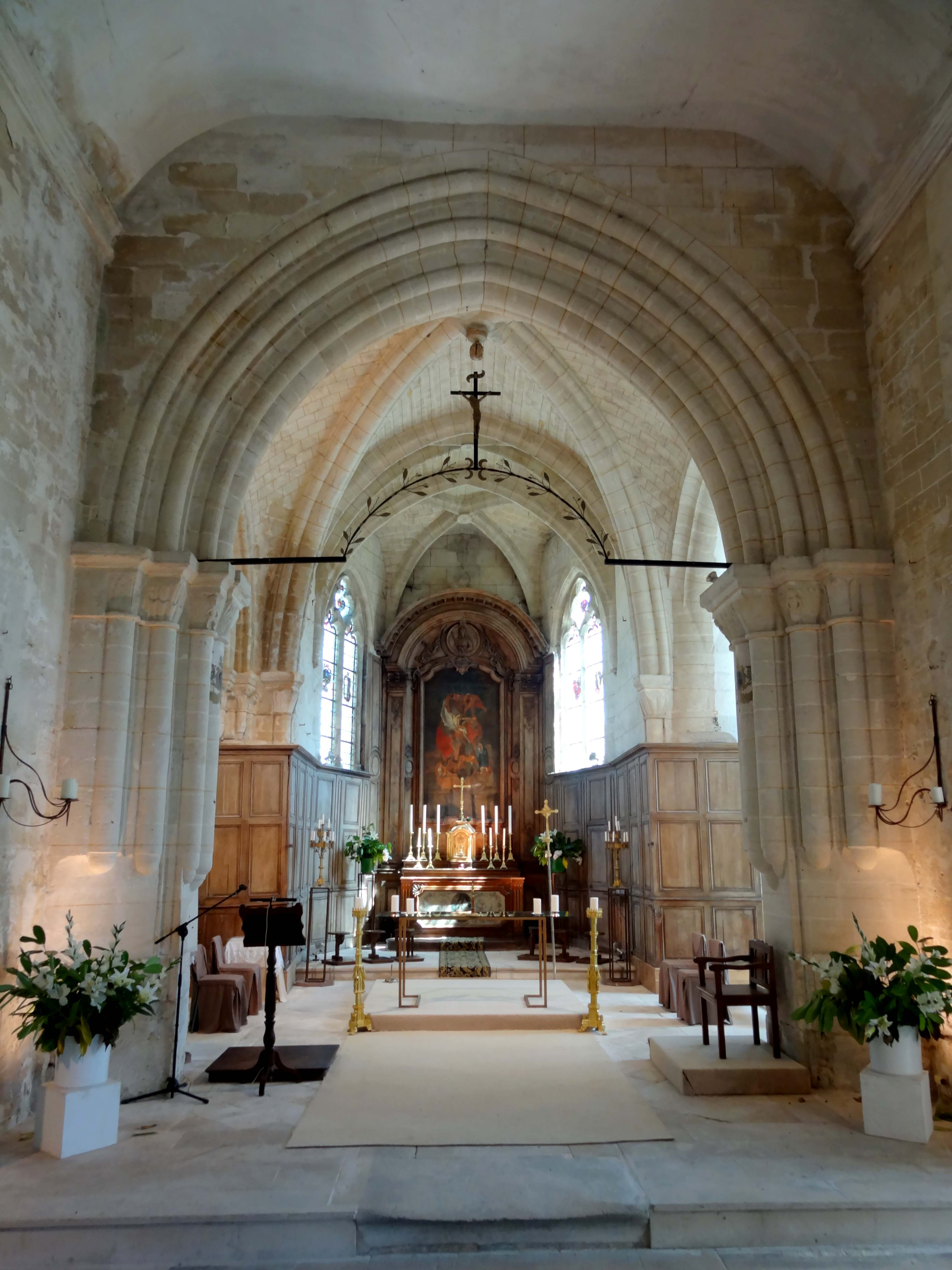
Arc triomphal, côté nef.

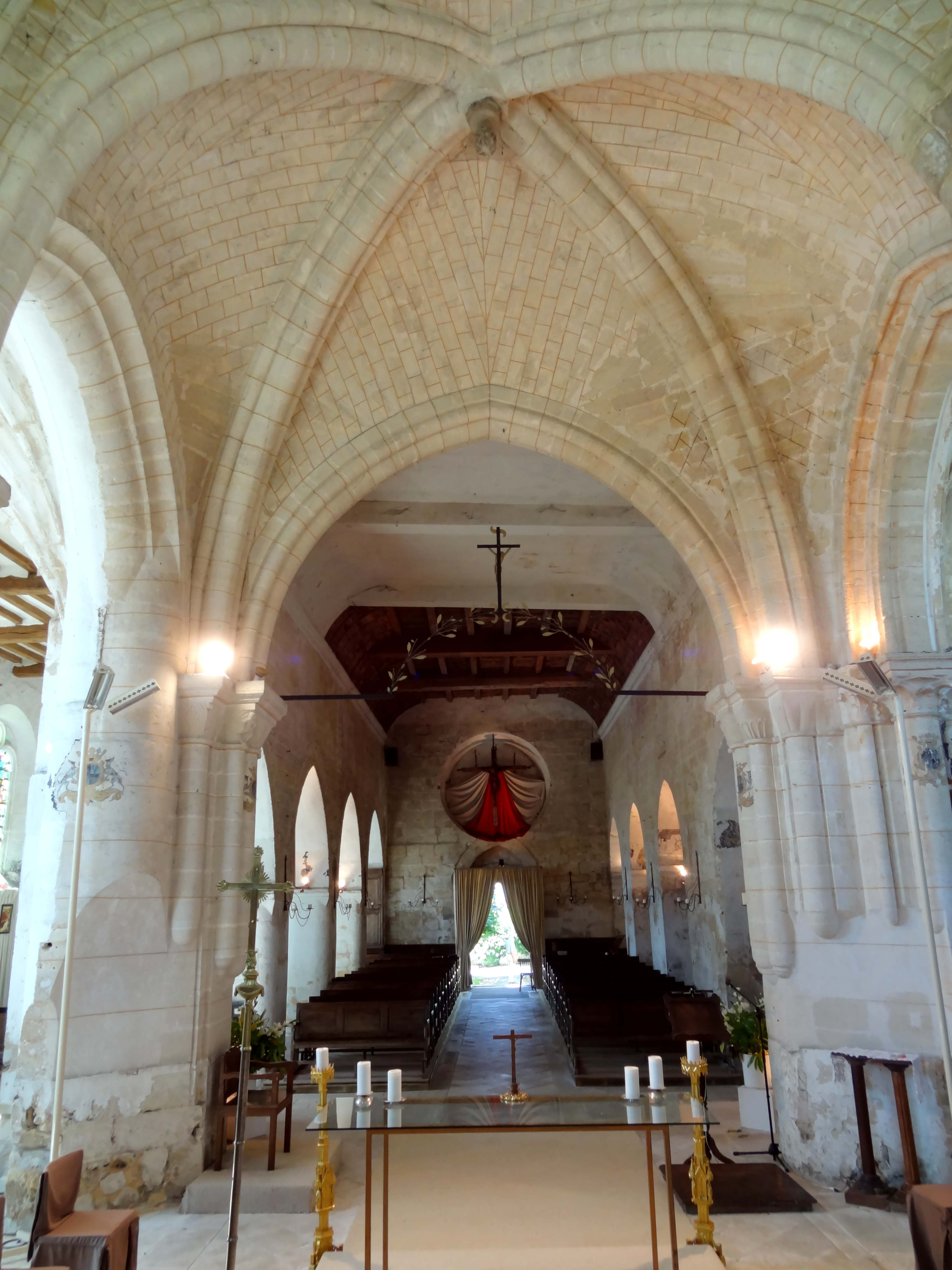
Croisée, vue vers l'ouest.

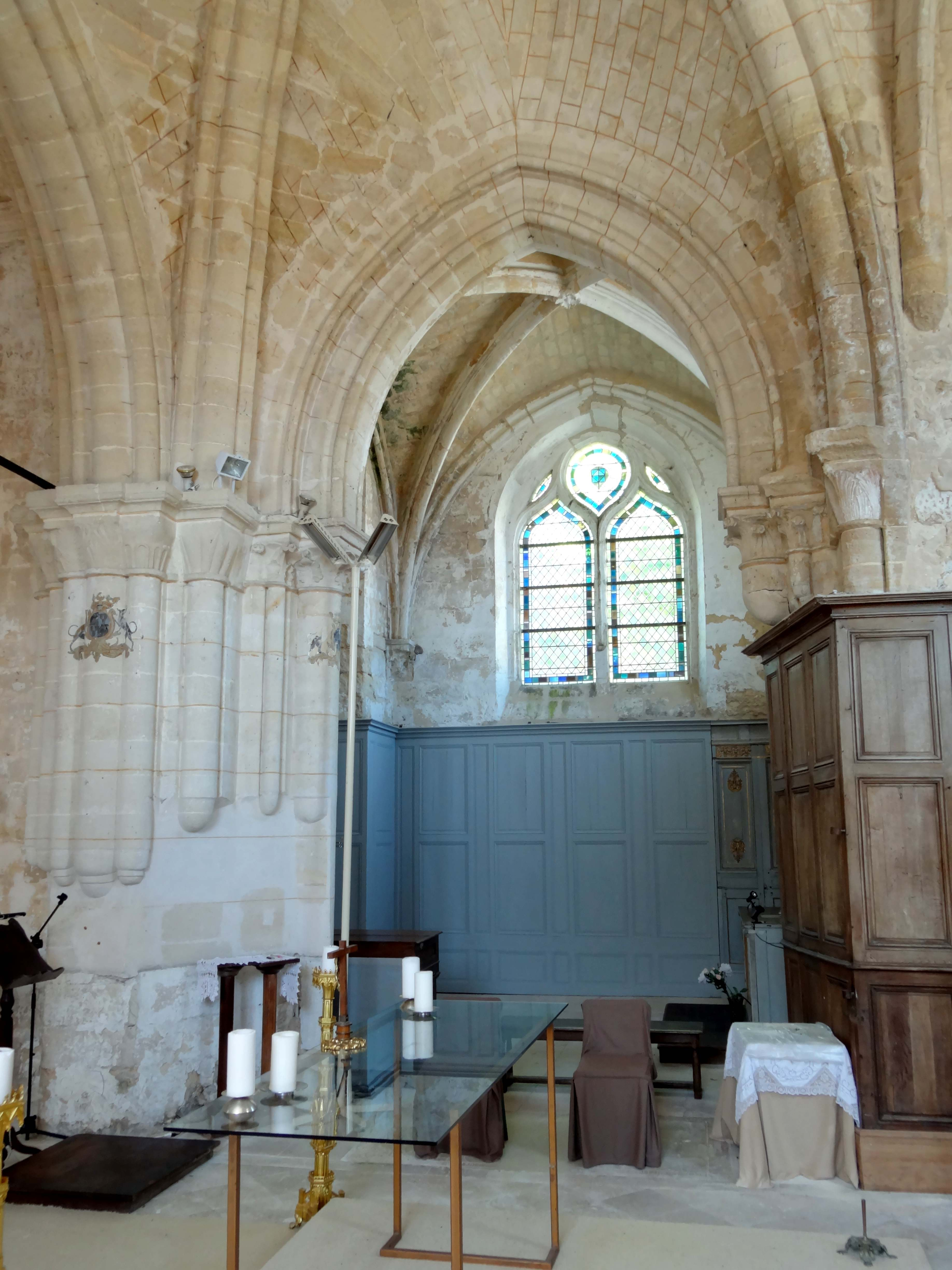
Croisée, vue vers le nord.

La croisée du transept représente, avec le clocher, la partie la plus remarquable de l'église, et c'est elle qui attire presque toute l'attention des auteurs à l'intérieur de l'église. Sa voûte d'ogives des années 1130 mérite cet intérêt, mais est loin d'être unique, car une quarantaine d'églises conservent des voûtes d'ogives romanes à l'échelle du département, et il y en a d'autres qui présentent des caractéristiques voisins. La travée n'est par ailleurs pas conservée dans son état d'origine, et trois de ses quatre doubleaux ont été refaits, sans perturber trop l'harmonie de l'architecture. Il semble que la valeur de cette partie de l'église au point de vue de l'histoire de l'art réside surtout dans le fait qu'elle porte la signature d'un atelier normand, ce que Dominique Vermand fixe sur le profil des ogives et les quelques chapiteaux de godrons. Les influences normandes sont nombreuses dans l'Oise, mais l'intervention d'ateliers venus de Normandie n'a pu être démontrée qu'à Morienval, et paraît probable à Acy-en-Multien et Marolles seulement,. Également intéressantes sont les analogies avec le massif occidental de la basilique de Saint-Denis, dont l'arc triomphal à triple rouleau et les profils utilisés, que Dominique Vermand souligne en 1979 mais n'explicite plus dans ses publications ultérieures.
L'arc triomphal est à triple rouleau côté nef, ce qui est très rare, mais à simple rouleau côté sanctuaire. Le rouleau inférieur est constitué d'un gros boudin entre deux gros tores. Les rouleaux supérieurs sont formés d'un gros tore chacun. La présence d'un boudin dans l'intrados se rencontre aussi dans les chœurs d'Acy-en-Multien, Bémont, Noël-Saint-Martin et Pondron ; dans les bases des clochers de Brignancourt, Courcelles-sur-Viosne (doubleau oriental seulement) et Néry ; et même dans les bases de clocher encore voûtées d'arêtes de Seraincourt et Saint-Gervais. C'est dans les travées dont les doubleaux présentent un gros boudin dans l'intrados que l'on rencontre des ogives formés par un gros boudin entre deux tores, mais sur les ogives, ce profil est encore plus rare. Il apparaît à Auvers-sur-Oise, Bailleval, Bémont, Berzy-le-Sec, Crézancy, Gaillon-sur-Montcient, Nampcel (ancien prieuré de Bellefontaine), Pondron et Vauxrezis (par erreur, Dominique Vermand cite aussi Cauffry). La plupart des exemples concernent l'ancien diocèse de Soissons. Dans certains cas, le boudin est en forme d'amande. Si d'autres profils précoces connaissent une forte diffusion à la première période gothique, dont le tore unique ou l'arête entre deux tores, celui-ci reste sans suite et tombe en désuétude dès le dernier quart du XIIe siècle. La clé de voûte pendante ne cadre pas avec cette architecture, et date bien sûr du XVIe siècle. Hormis les ogives, il convient de regarder les voûtains. Ceux du nord, de l'ouest et du sud sont fortement bombés, c'est-à-dire, leurs lignes de faîte ne sont pas horizontales, et la clé de voûte se situe nettement au-dessus des clés d'arc des doubleaux. Certaines voûtes soient déjà parfaitement plates dès les années 1120 / 1130, mais les voûtes bombées en arc brisé sont assez fréquentes à la période romane : nef de Bury, tribune occidentale de Saint-Leu-d'Esserent ; parties orientales de Foulangues et Mogneville ; chœurs de Cauffry, Fitz-James et Rocquemont ; etc. En plus, les voûtains sont appareillés perpendiculairement aux ogives, et non aux doubleaux, ce qui nécessite des claveaux qui se rajeunissent en direction des lignes de faîte. Cette manière de faire s'observe aussi à Avrechy, Morienval et Rocquemont. Ce sont donc là deux marques d'ancienneté, qui témoignent du tâtonnement des artisans lors des premières expérimentations de la nouvelle technique. Elles sont notamment visibles en comparant avec le voûtain oriental, qui a été refait au XVIe siècle dans le contexte de la construction du chœur.
L'arc triomphal et les ogives retombent sur les tailloirs carrés de colonnettes à chapiteaux. Les tailloirs des ogives sont implantés orthogonalement, et non à 45° face aux ogives, ce qui est le cas le plus fréquent. Pour l'époque concernée, Dominique Vermand cite comme autres exemples de cette disposition Francastel, Lavilletertre, Morienval, Nampcel (prieuré de Bellefontaine), Rocquemont et Ully-Saint-Georges. Elle est également adoptée occasionnellement à la première période gothique, puis assez souvent à la période rayonnante, jusqu'à ce que les tailloirs ronds ou polygonaux effacent la distinction. Pour le rouleau inférieur de l'arc triomphal, il y a trois colonnettes à chapiteaux situés sur un même plan, dont les tailloirs sont accolés les uns aux autres. Le tailloir de la colonnette médiane fait légèrement saillie au nord, mais pas au sud, où l'on pourrait parler d'un tailloir unique pour les trois colonnettes. Au nord, le profil des tailloirs se compose d'un méplat, d'une baguette et d'un cavet. Au sud, s'y ajoute une autre baguette en bas. Ceci vaut aussi pour les tailloirs des ogives. Parmi les quatorze chapiteaux romans, deux sont sculptés de godrons ordinaires (ogives dans l'angle nord-ouest et sud-est de la croisée). Un autre est sculpté de deux rangs de godrons, et un autre de feuilles simples en U renversé, esquissées par des filets saillants (au nord de l'arc triomphal). Le chapiteau de godrons sont présents dans l'Oise dès la fin du XIe siècle sur l'abside de Rhuis, mais sauf à Acy et Morienval, ses apparitions restent sporadiques. Abstraction faite des figures d'angle d'une facture très naïve qui se détachent devant trois chapiteaux (anciennement quatre), les autres chapiteaux sont à faible relief, et l'effet de leur sculptée est davantage graphique que plastique. Tout à droit de l'arc triomphal, côté nef, l'on trouve des feuilles simples à volutes d'angle, motif stéréotypé qui représente une bonne partie des chapiteaux dans nombre d'églises romanes normandes. Sinon ce sont les palmettes de feuille d'acanthe qui dominent, dont trois fois associées aux figures d'angle. Sauf tout à gauche de l'arc triomphal côté nef, où le dessin est plus évolué, mais abîme, ces palmettes se présentent comme des faisceaux de feuilles simples très allongées. Enfin, une feuille de fougère est associée à la figure d'angle à l'ouest de l'intrados, côté nord. Quant aux supports des trois autres doubleaux, ils sont contemporains des travées adjacentes auxquels les doubleaux se rattachent.

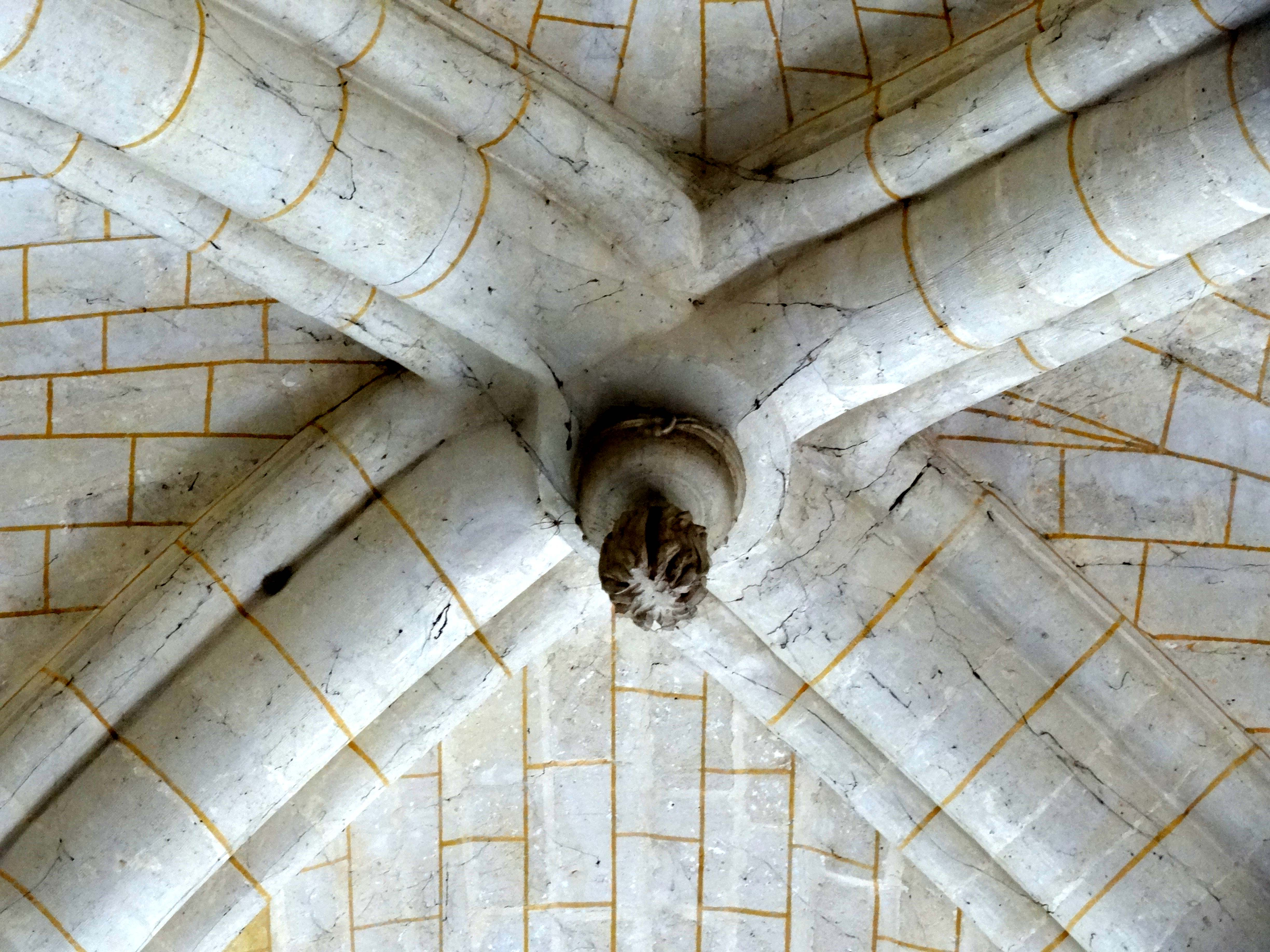
Sommet de la voûte.
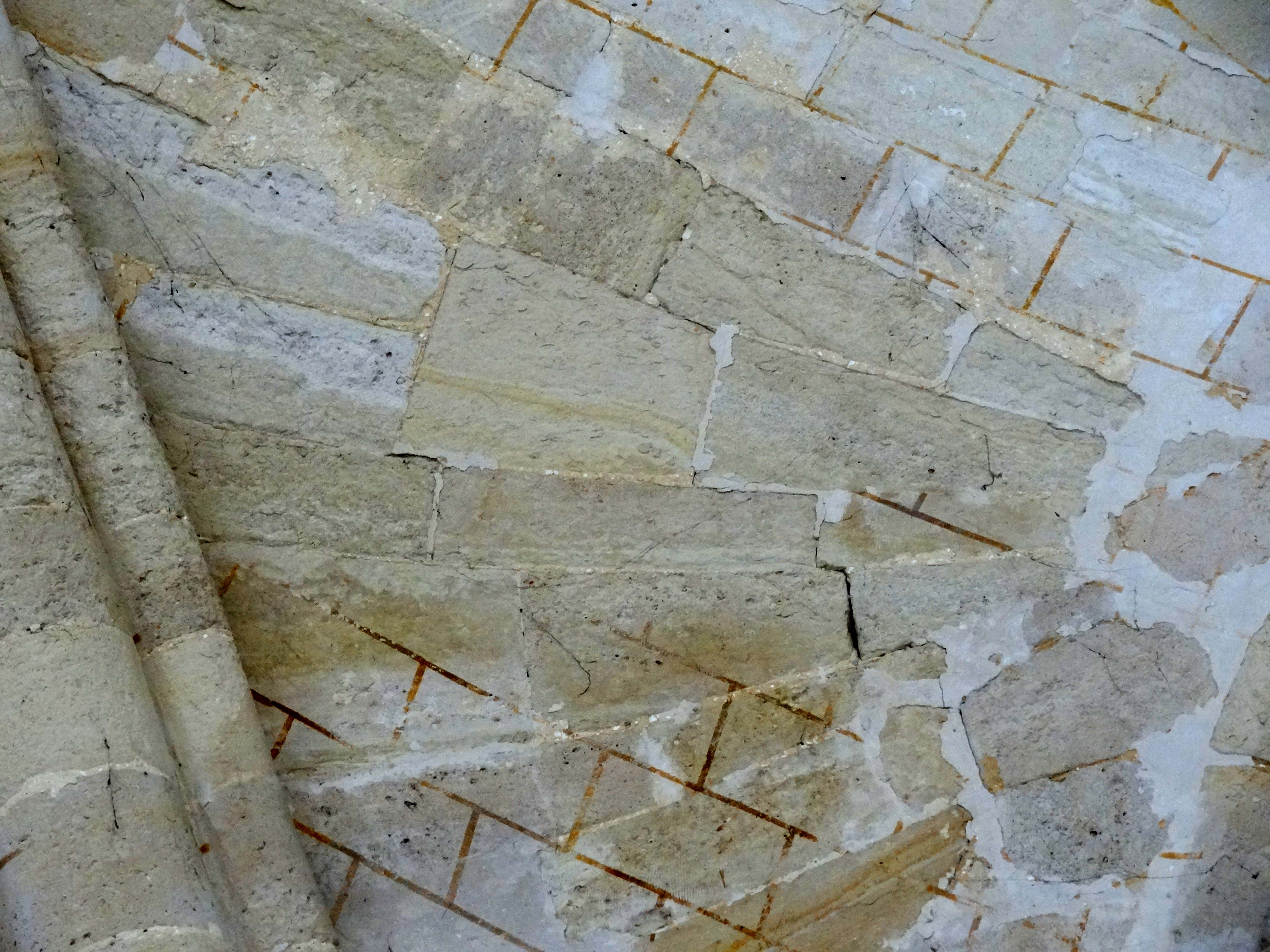
Appareillage de la voûte.
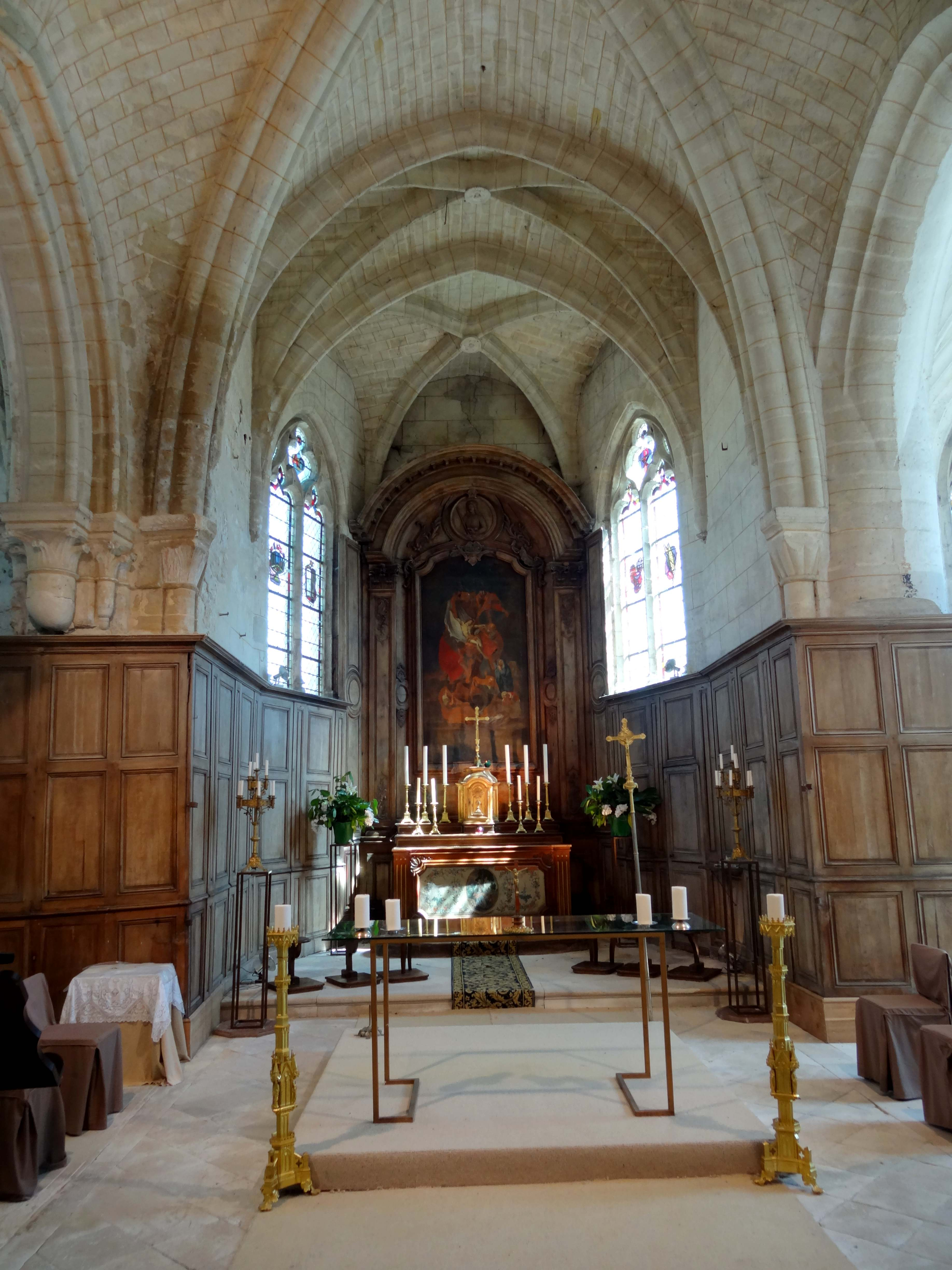
Croisée, vue vers l'est.
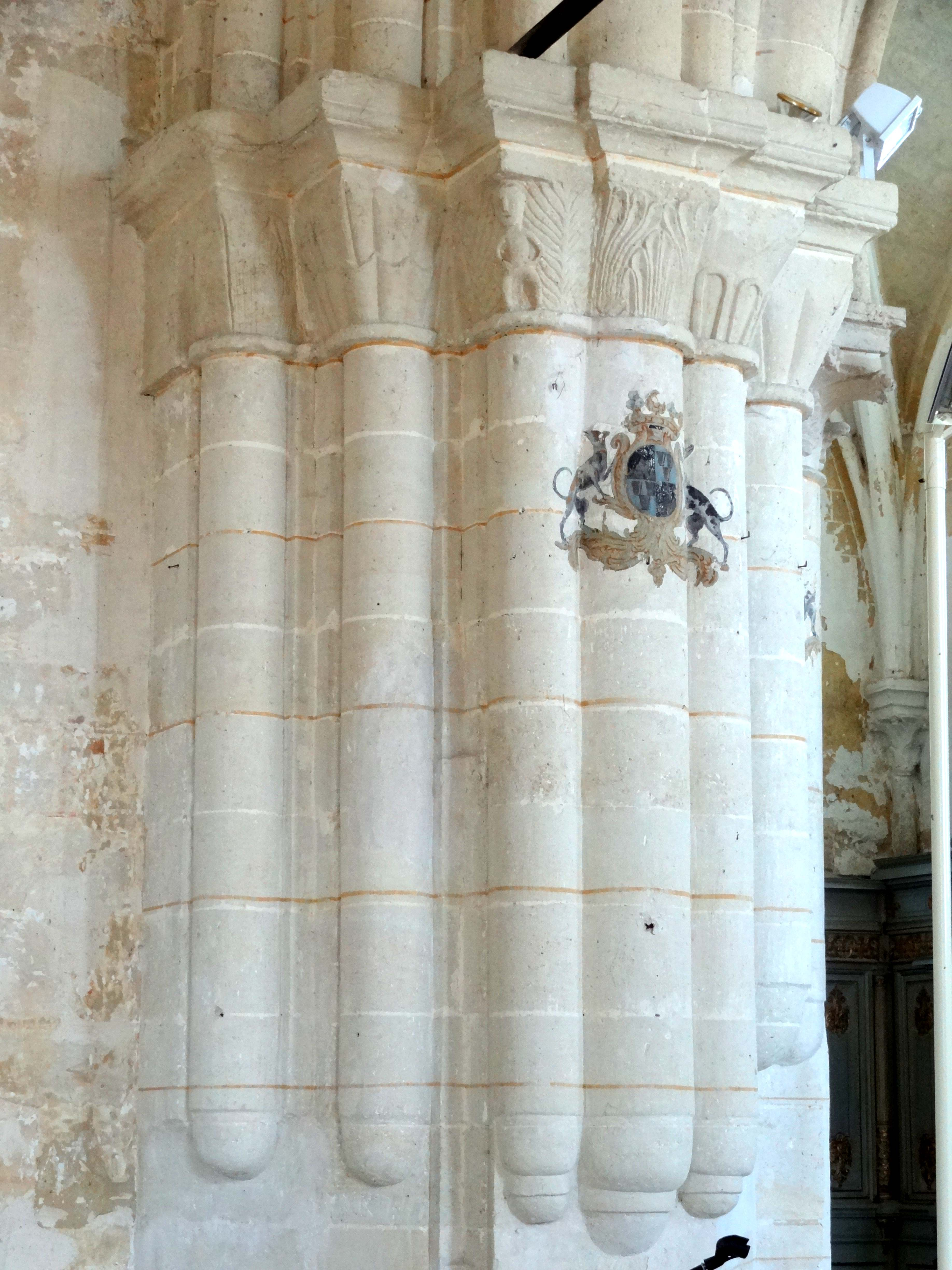
Faisceau de colonnettes.
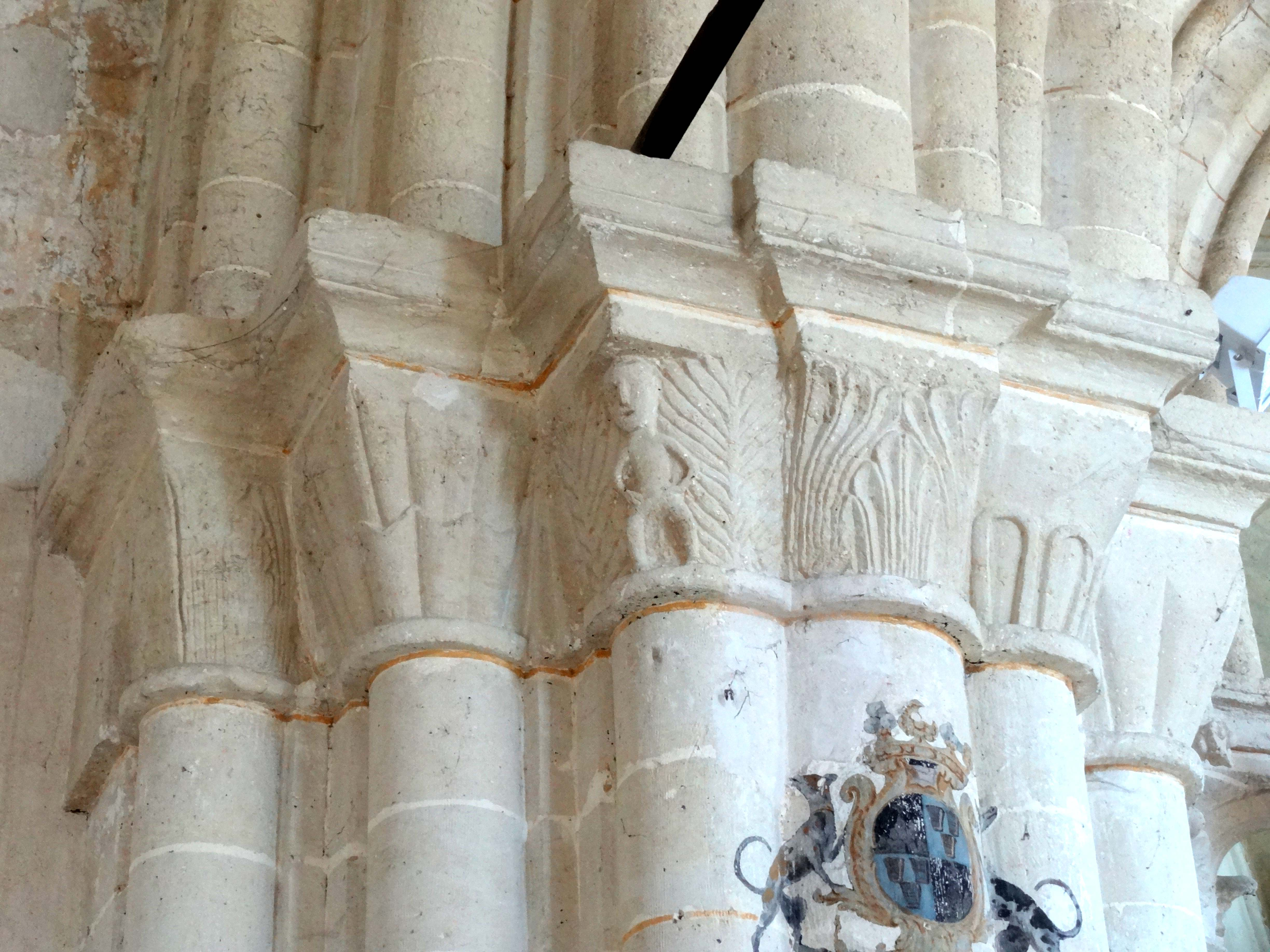
Chapiteaux côté nord.
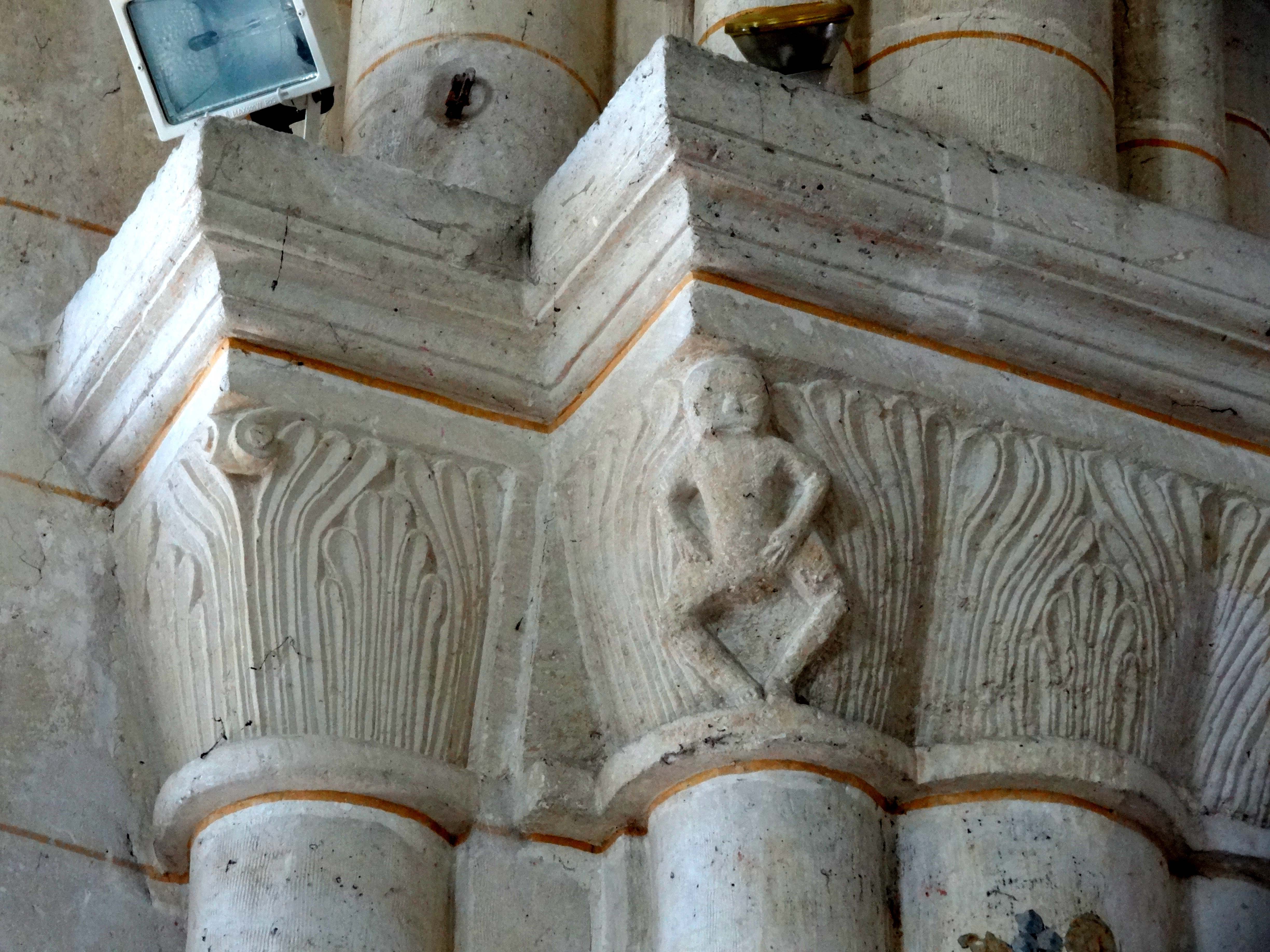
Chapiteaux côté sud.

#### Croisillon nord

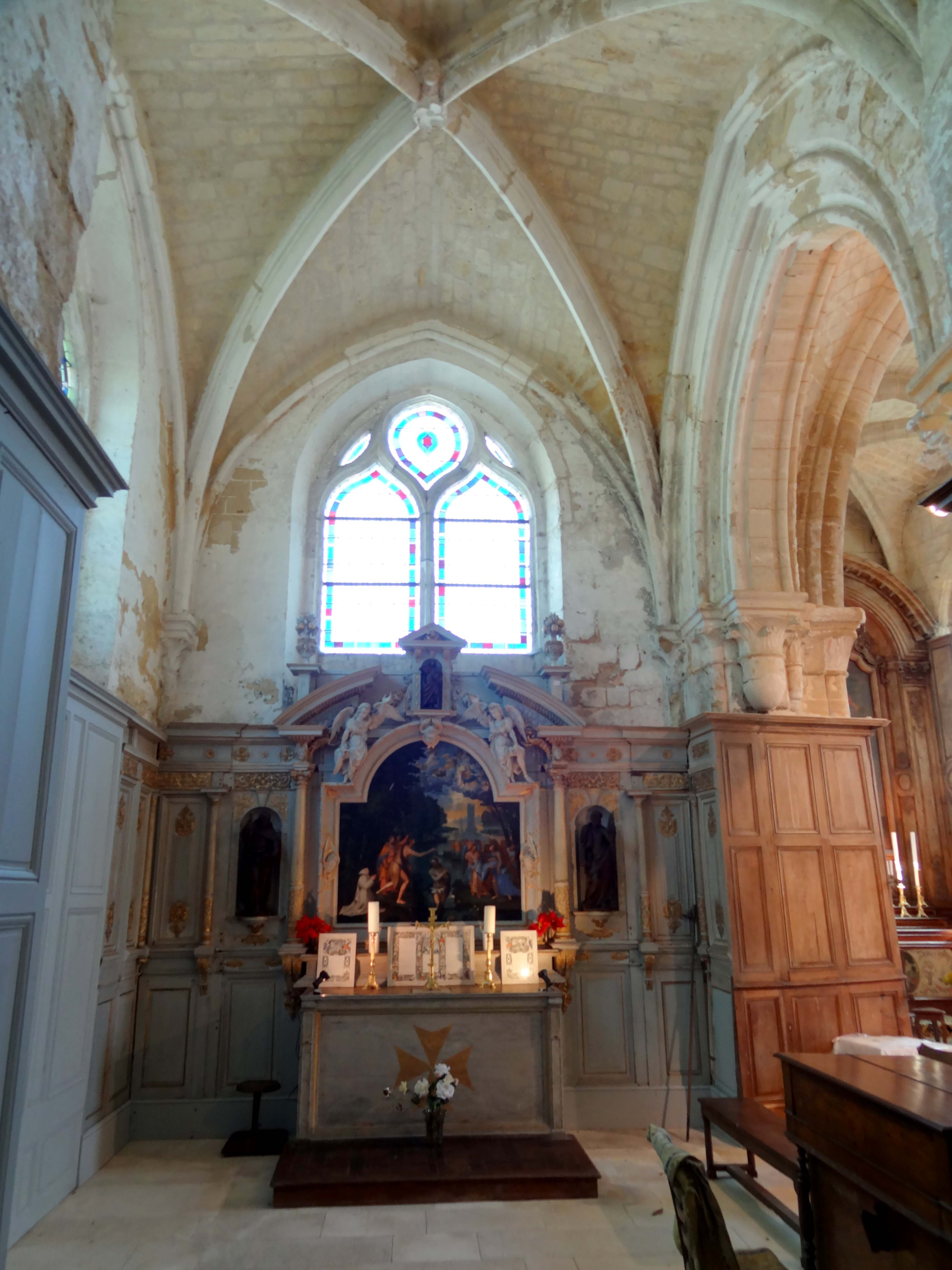
Vue vers l'est.

Bien avant la construction des croisillons actuels, l'église de Marolles devait posséder un transept, comme le donne à penser le plan basilical de sa nef. Seulement, la reprise totale des élévations latérales de la croisée du transept ne permet plus de le démontrer. Le croisillon nord s'ouvre par un arc-doubleau à double rouleau emblématique de l'architecture gothique. Le rouleau supérieur est mouluré d'un mince tore dégagé de chaque côté, et l'intrados, d'un méplat entre deux tores dégagés. L'habileté de la reprise en sous-œuvre est à souligner, car le doubleau épouse parfaitement l'arc d'inscription de la voûte romane, et celle-ci n'a pas subi la moindre déformation. Moyennant des tailloirs carrés, moulurés d'un méplat et d'un listel relié à un large cavet, les deux rangs de claveaux sont reçus sur les chapiteaux de crochets d'une colonne engagée et de deux fines colonnettes logées dans des angles rentrants de chaque côté. Les tailloirs des petits chapiteaux se poursuivent jusqu'aux tailloirs des chapiteaux des ogives, tant au sud qu'au nord (soit à l'intérieur du croisillon). De cette manière, les colonnettes des années 1130 et celles des années 1240 forment des faisceaux presque homogènes, d'autant plus que les chapiteaux soient exactement de la même hauteur, et les astragales alignés sur un même niveau. Les fûts des années 1130 sont d'un plus fort diamètre, mais même à la période gothique, elles sont généralement plus fortes que celles des formerets ou rouleaux supérieurs. À l'intérieur du croisillon, l'on note l'élégance de la voûte, dont les ogives sont effectivement plus fortes que les grêles formerets, mais néanmoins très fines. Les ogives accusent un tore aminci en forme d'amande entre deux baguettes. La clé de voûte est flanquée d'une tête humaine saillante du côté ouest, et sculptée d'une petite rosace de feuillages. Avec les formerets, les ogives retombent sur les tailloirs carrés de chapiteaux de crochets uniques, dont les fûts ont été tronqués afin de faciliter la pose de boiseries. Un formeret est présent même du côté sud, au-dessus du doubleau vers la croisée. Sinon, le croisillon sud ne réserve aucune particularité, si ce n'est la courte section voûtée en berceau brisé comprise entre les deux contreforts orientaux du clocher qui relie la travée à la base du clocher. Comme déjà évoqué, les fenêtres sont flamboyantes. Leur pourtour n'est pas mouluré. Elles affichent un remplage de deux lancettes amorties en accolade, qui sont surmontées d'un soufflet simplifié entre deux étroites mouchettes. Les meneaux sont au profil d'un filet entre deux fines moulures concaves, et dépourvues de bases.

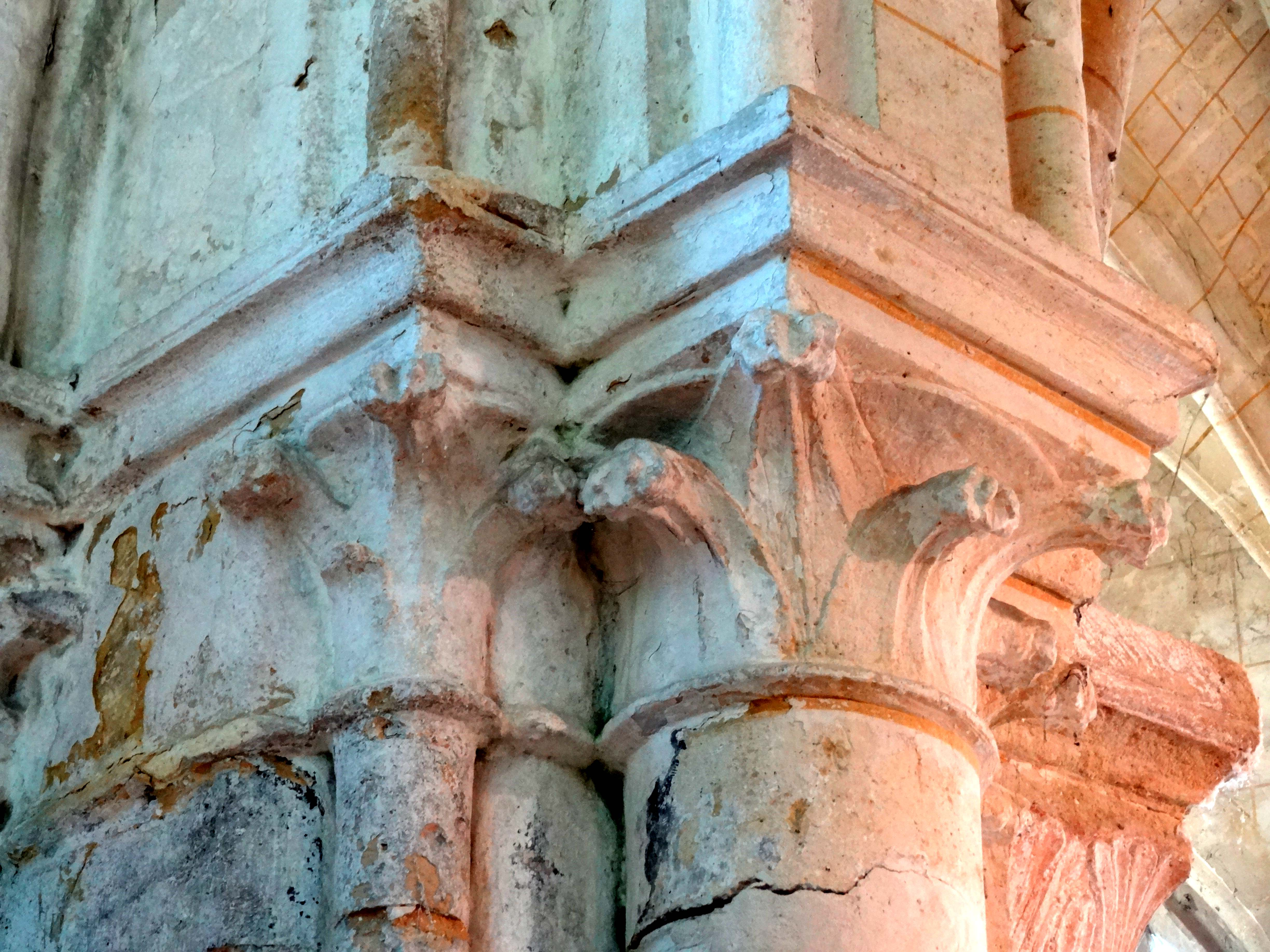
Chapiteaux dans l'angle sud-est.
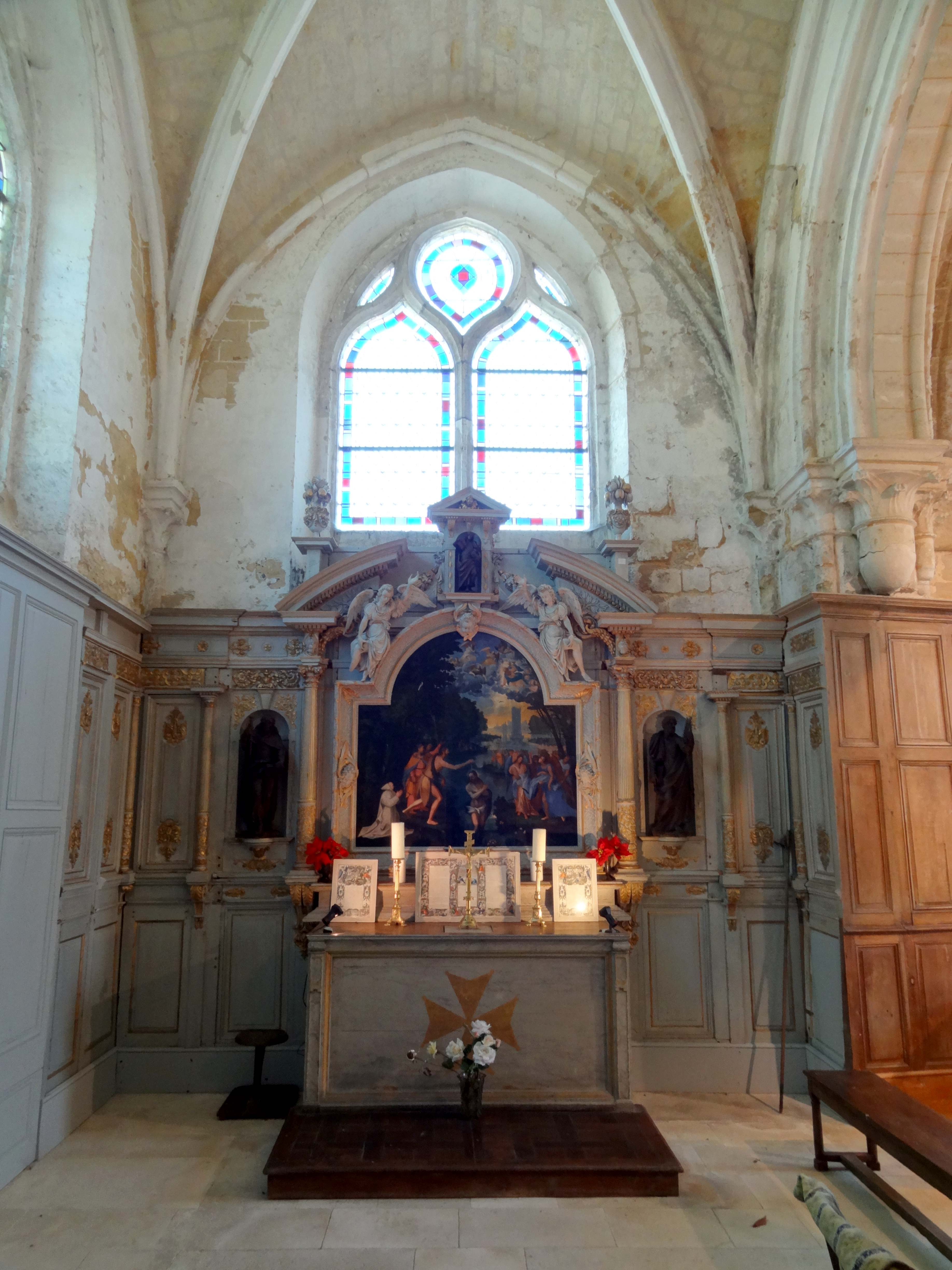
Chevet et retable.
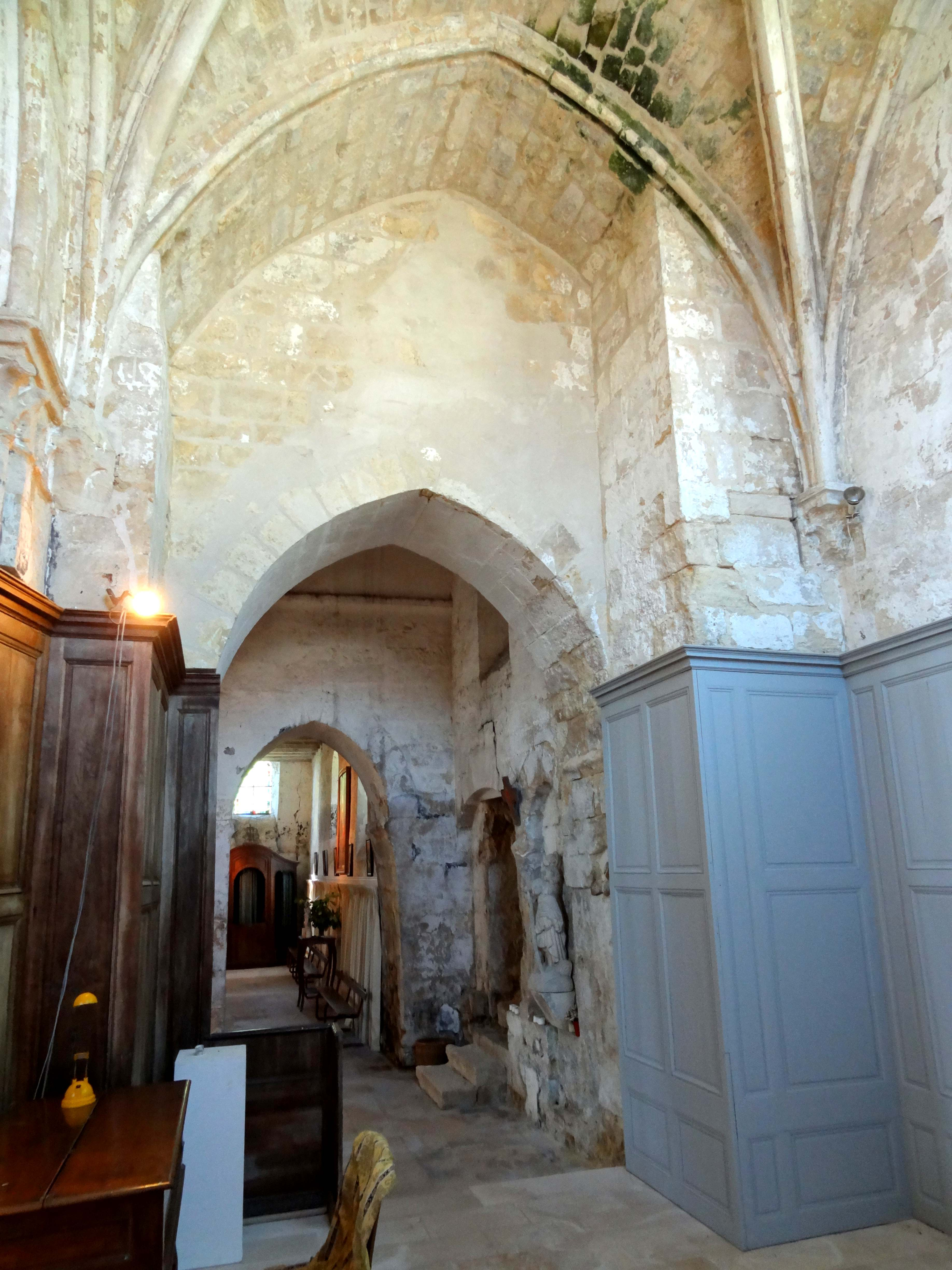
Vue vers l'ouest.
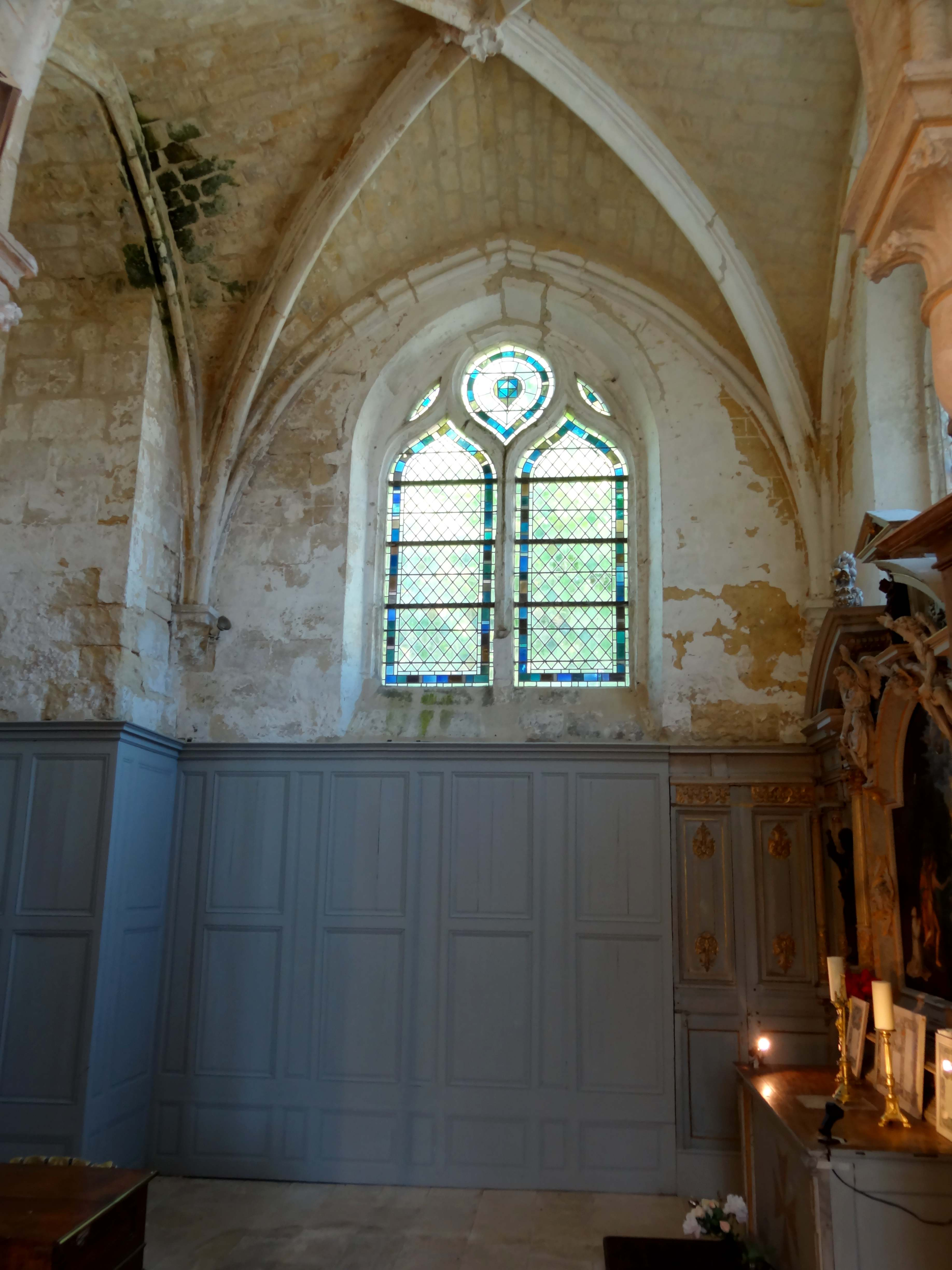
Vue vers le nord.
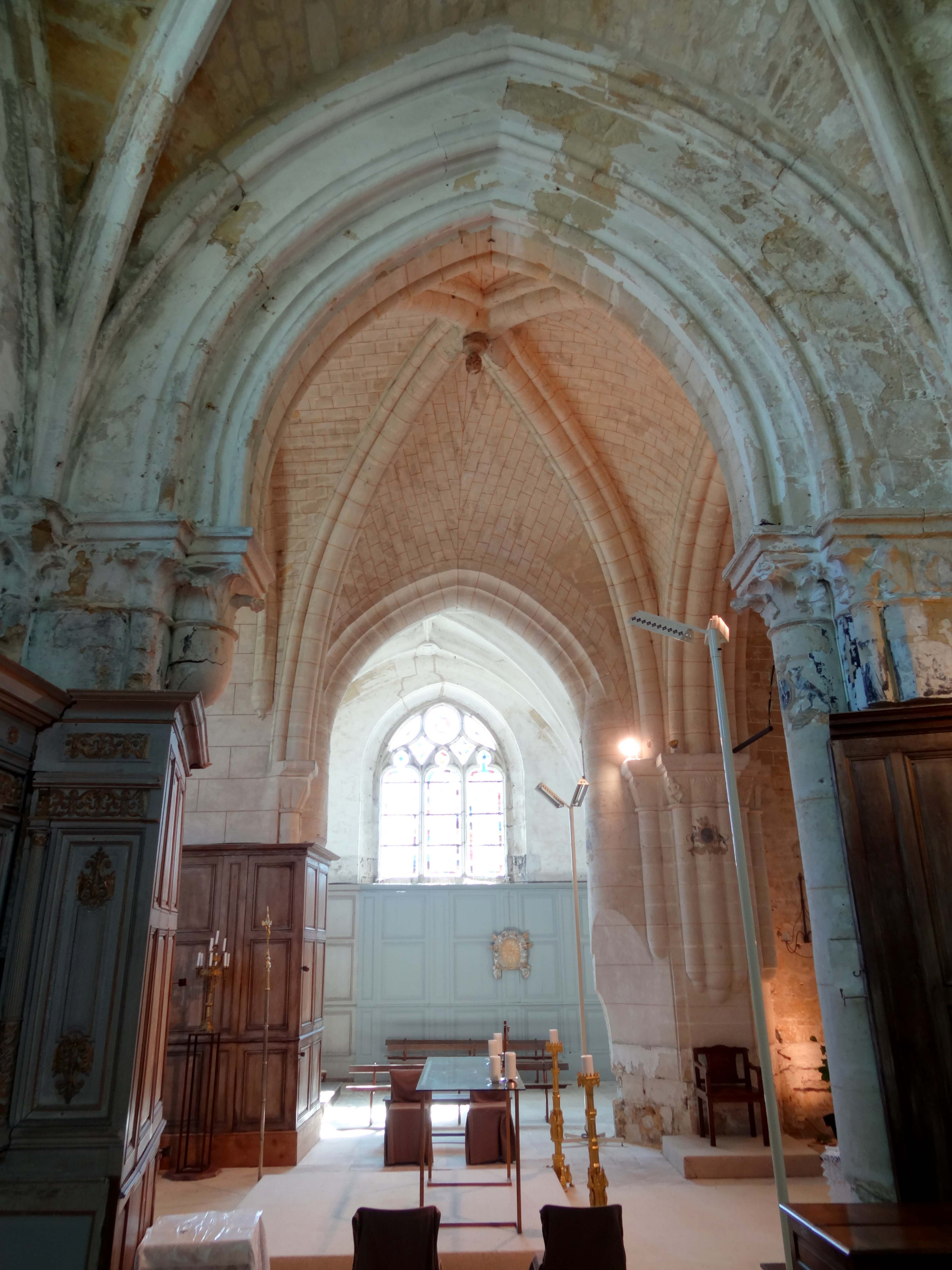
Vue vers le sud.
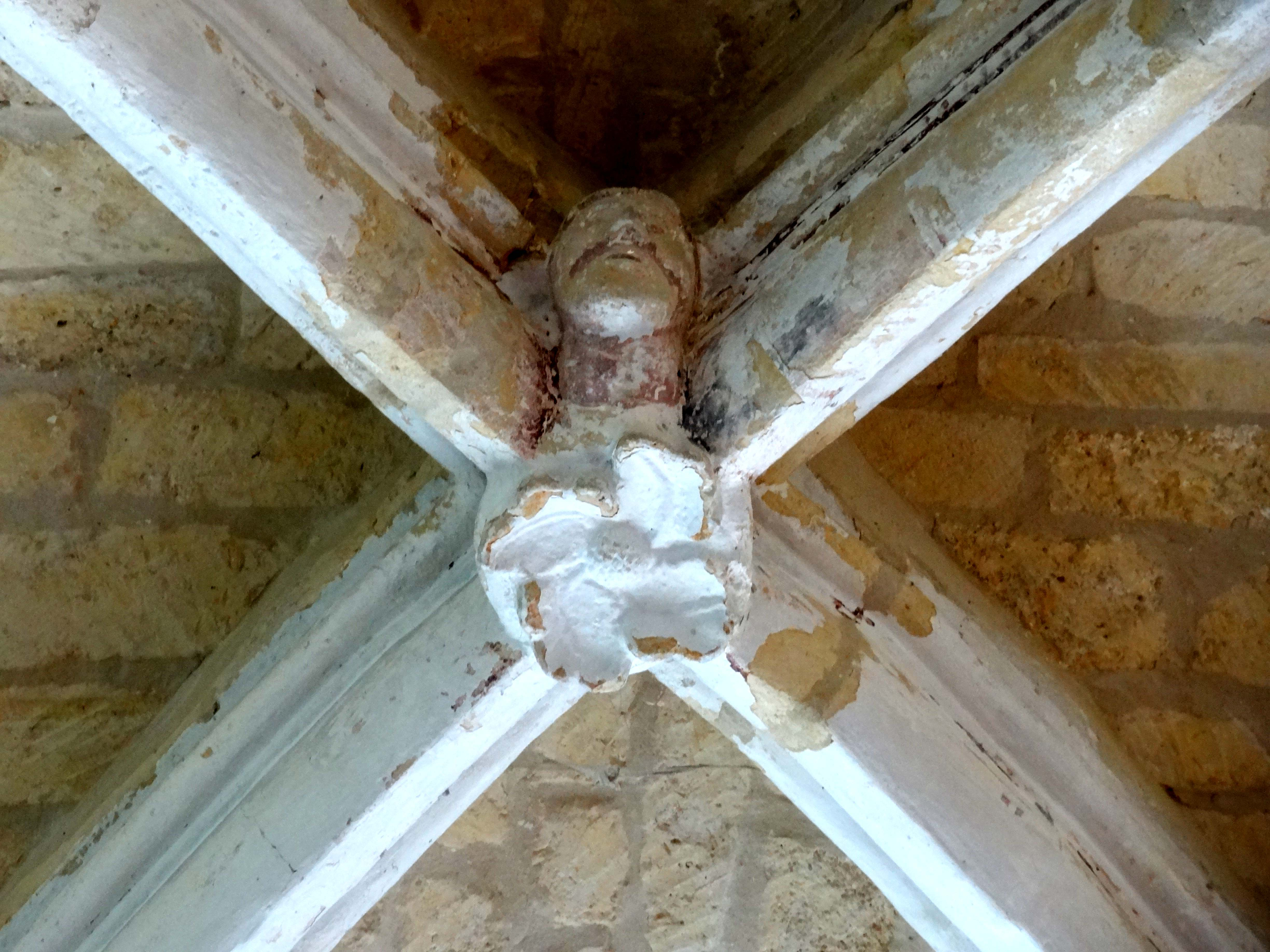
Clé de voûte.

#### Chœur et croisillon sud

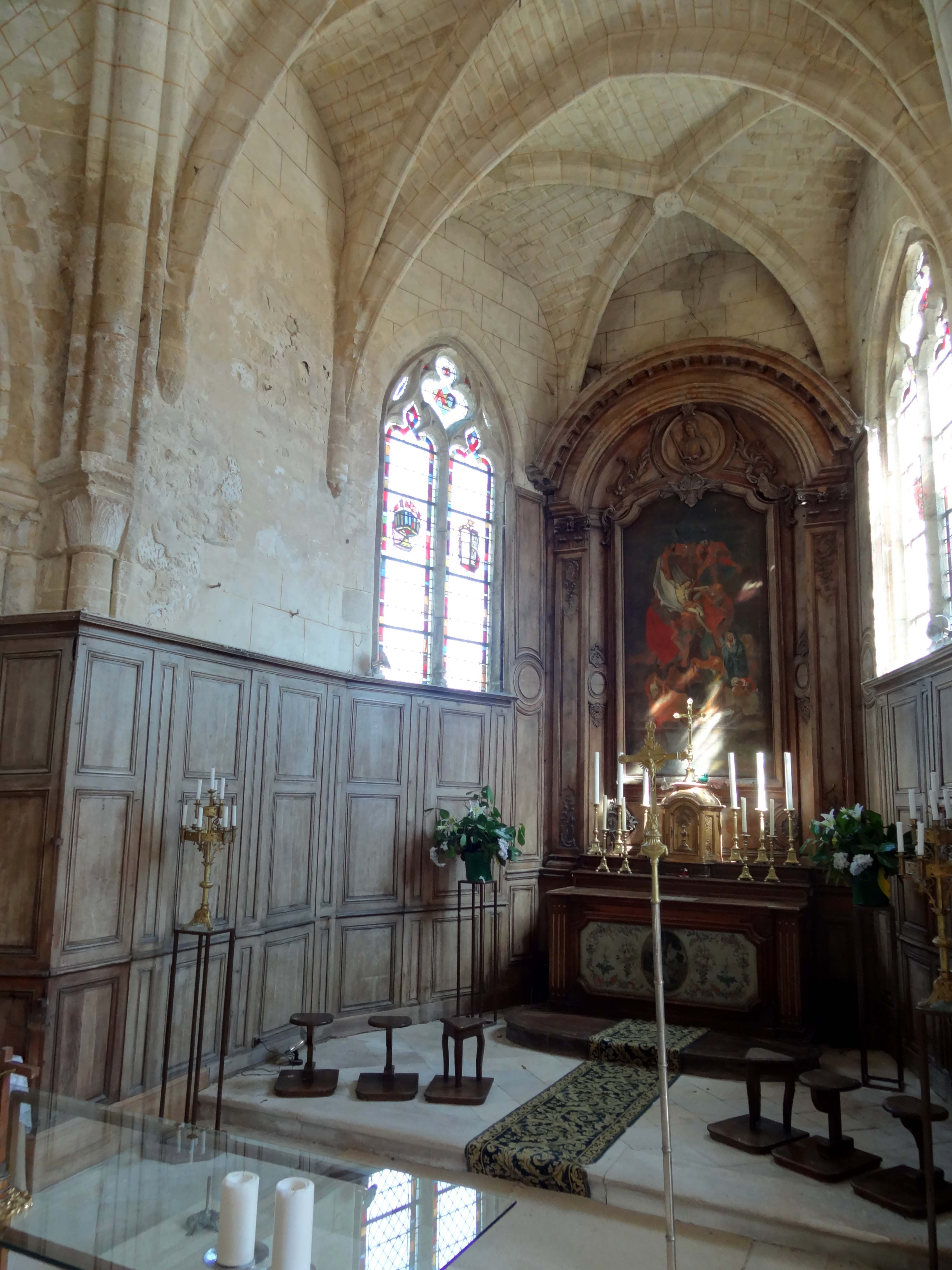
Chœur, côté nord-est.

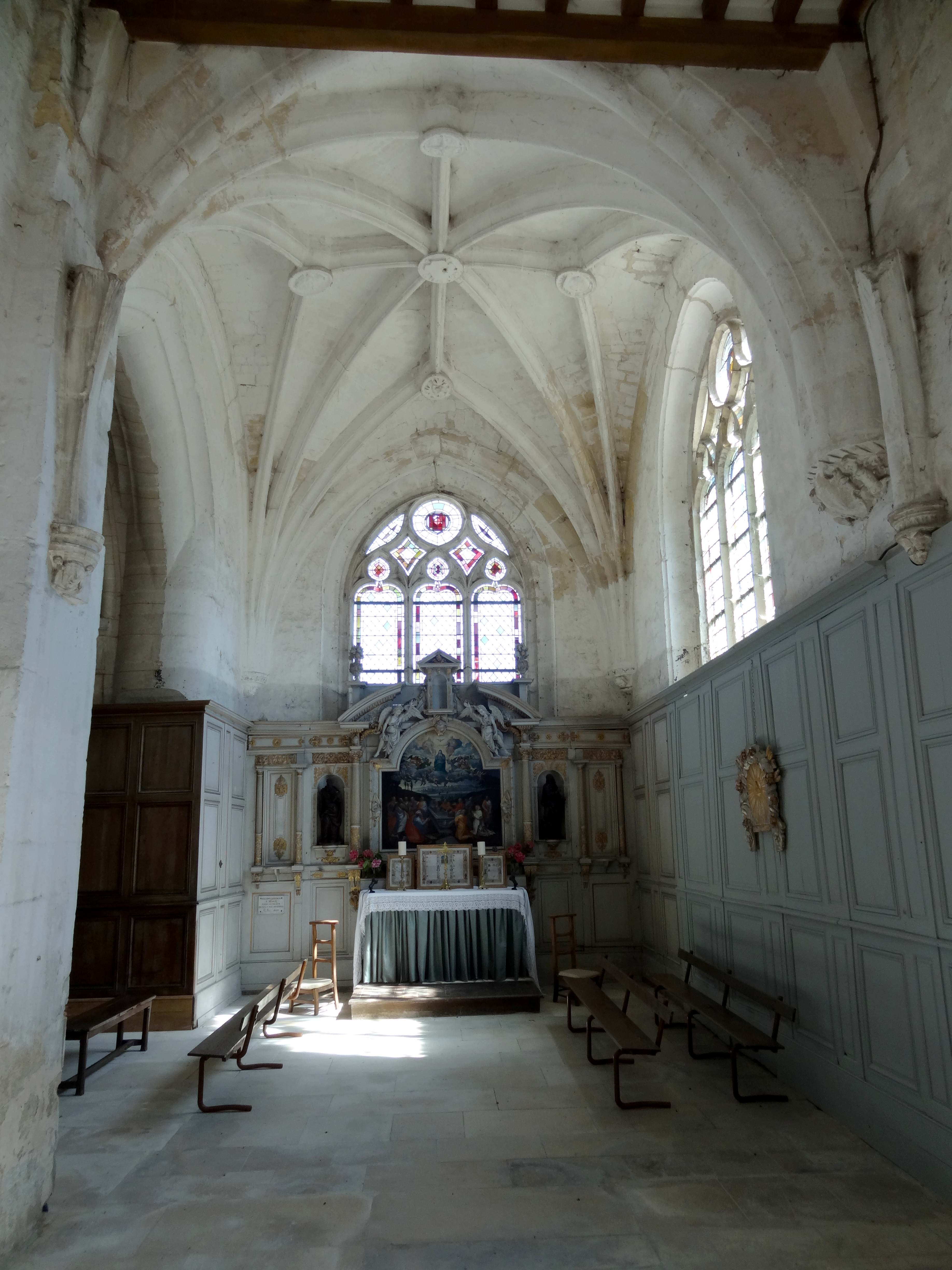
Croisillon, vue vers l'est.

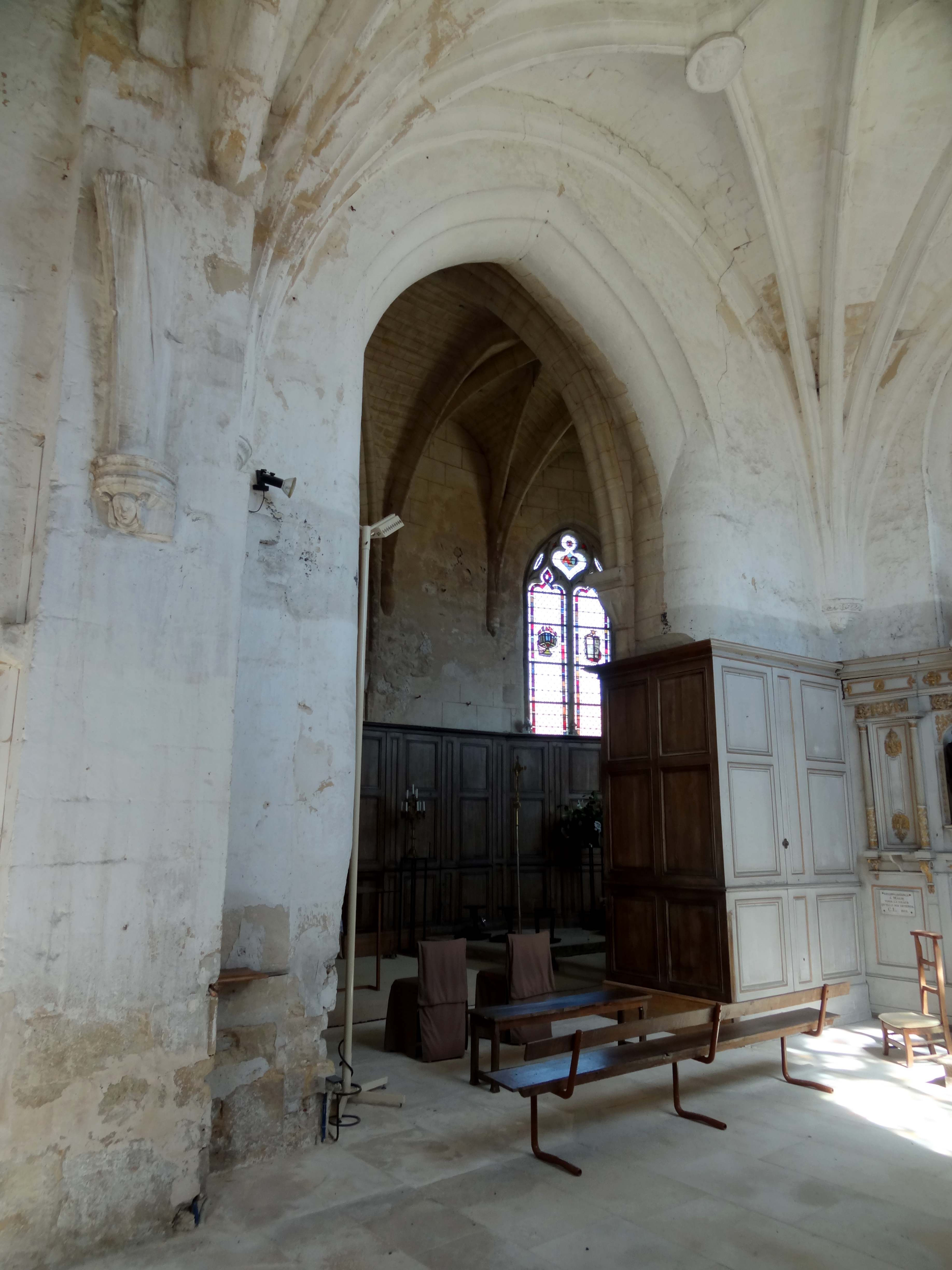
Croisillon sud, vue vers le nord-est.

Le chœur et le croisillon sud sont stylistiquement très proches, mais le croisillon est un peu plus soigné, tant sur le plan du profil des ogives que sur le plan des culs-de-lampe qui reçoivent les nervures, et les deux parties n'ont vraisemblablement pas été bâties simultanément. Dans les deux cas, la modénature et la sculpture indiquent nettement la période flamboyante tardive, et les années 1530 / 1540, mais l'influence de la Renaissance se fait moins ressentir que dans le bas-côté sud, qui est en tout cas postérieur. Seuls les voûtains de la deuxième travée sont en plein cintre. Les fenêtres notamment sont toujours en arc brisé, alors qu'elles sont en plein cintre dans le bas-côté. La relative pauvreté de la modénature et l'absence de formerets, sauf au chevet du croisillon, traduisent un souci d'économie, mais la présence de culs-de-lampe sculptés et de liernes et tiercerons dans le croisillon font également preuve d'un arbitrage entre conventions architecturales et apport décoratif. Le chœur se caractérise notamment par la profondeur réduite des deux travées, ou, selon la lecture, du voûtement séparé de la partie droite et de la partie oblique de l'abside. L'absence de fenêtres dans la travée droite ou la partie antérieure est un trait partagé avec le chœur contemporain d'Armancourt. Un chevet à trois pans recouvert d'une voûte quadripartite sur plan trapézoïdal apparaît aussi à La Chapelle-en-Serval, Droizelles (commune de Versigny), Fresnoy-la-Rivière, Mézy-sur-Seine et Le Thillay, à la période flamboyante.
La campagne de construction du chœur inclut le voûtain oriental de la croisée du transept ainsi que son l'arc-doubleau oriental. Ce doubleau n'est pas renforcé, comme c'est généralement le cas à l'intersection de deux parties différentes d'une église, mais assimilé aux ogives. Conformément à l'usage à la période flamboyante, c'est aussi le cas du doubleau intermédiaire. Le profil des ogives se compose seulement d'un coin émoussé entre deux gorges placées devant un bandeau situé en arrière-plan. Il peut être jugé rudimentaire. Les deux clés de voûte sont des disques sculptés d'une rosace de feuillages dans le goût flamboyant. Au moment de se fondre dans des fûts cylindriques engagés, les ogives et doubleaux s'interpénètrent. Pratiquement aussitôt, les fûts s'estompent sur des petits culs-de-lampe sans tailloirs, dont les corbeilles sont sculptées de bourgeons. Dans l'angle sud-ouest, la partie supérieure de la corbeille est en outre moulurée d'un listel et d'un quart-de-rond, et affiche un rang de glyphes, motif de la Renaissance. Du fait de la présence du retable du chevet, il n'est pas possible de savoir comment s'effectue la retombée dans les angles du chevet. Le pourtour des baies n'est pas mouluré, tout comme dans le croisillon nord, et les meneaux accusent un profil chanfreiné encore plus simple. En revanche, les lancettes sont à têtes trilobées ; le soufflet est à redents ; et le tympan est délimité supérieurement par des meneaux, qui se continuent le long des piédroits. Les trois meneaux verticaux sont munis de petites bases moulurées. Dans le croisillon nord, il n'y a que le meneau médian et ceux qui séparent les compartiments du tympan, et il n'y a pas de bases à proprement parler.
L'arcade qui fait communiquer le croisillon nord avec la croisée du transept épouse l'arc d'inscription du voûtain méridional de cette dernière, mais se situe en dessous de la voûte du croisillon. Elle est à simple rouleau, et d'une facture assez lourde. L'intrados est profilé d'un très gros boudin, et l'extrados d'une gorge de chaque côté. Les deux butent contre les piédroits sous la forme de gros piliers cylindriques engagés, qui forment corps avec les murs. Le doubleau occidental du croisillon est similaire, mais son boudin est moins épais, et ses gorges plus larges, ce qui est globalement d'un meilleur effet. Au nord, l'on a omis de remanier le pilier dans le style flamboyant, et le doubleau retombe sur la couronne d'un mur du XIIe siècle. Au sud, le doubleau se partage un cul-de-lampe avec une ogive et deux liernes de la voûte. À l'instar du chœur, toutes les nervures de la voûte sont également reçues sur des culs-de-lampe, qui sont tous très différents. Ces différences concernent tout aussi bien les tailloirs que les corbeilles. Il y a des tailloirs sculptées d'une frise végétale logée dans un quart-de-rond, ou d'une torsade. Un autre affiche deux doucines, et un autre encore prend la forme d'un entablement à glyphes. De la corbeille au nord du doubleau occidental, se détachent deux anges tenant un écusson sous la forme d'un cuir découpé, et en face au sud, l'on trouve un personnage grotesque. Dans les angles, les motifs sont des feuilles grasses, une tête d'enfant et une tête de femme. Les nervures de la voûte accusent pratiquement le même profil que celui rencontré dans le chœur, mais ses trois composants sont dégagés par des rainures. La clé de voûte centrale affiche un écusson vierge en forme de cuir découpé. Une clé secondaire arbore une sorte de rose des vents formée par quatre balustres et quatre volutes, inspirée par l'art grotesque. Une autre est garnie d'une rosace de feuillages, et deux sont des disques sculptés du portrait d'un homme en bas-relief. Selon Louis Graves, l'un évoque Henri IV, ce qui ne cadre toutefois pas avec la période de construction. L'autre est entouré d'une inscription partiellement bûchée : « C'EST LA […] VIRGILE POTTIER ». Quant aux fenêtres, leur pourtour est mouluré d'une gorge, et elles sont plus larges que les autres. La modénature du remplage est analogue au chœur. Le dessin est formé par trois lancettes à têtes trilobées, surmontées de deux losanges irréguliers et d'un soufflet simplifié entre deux mouchettes.

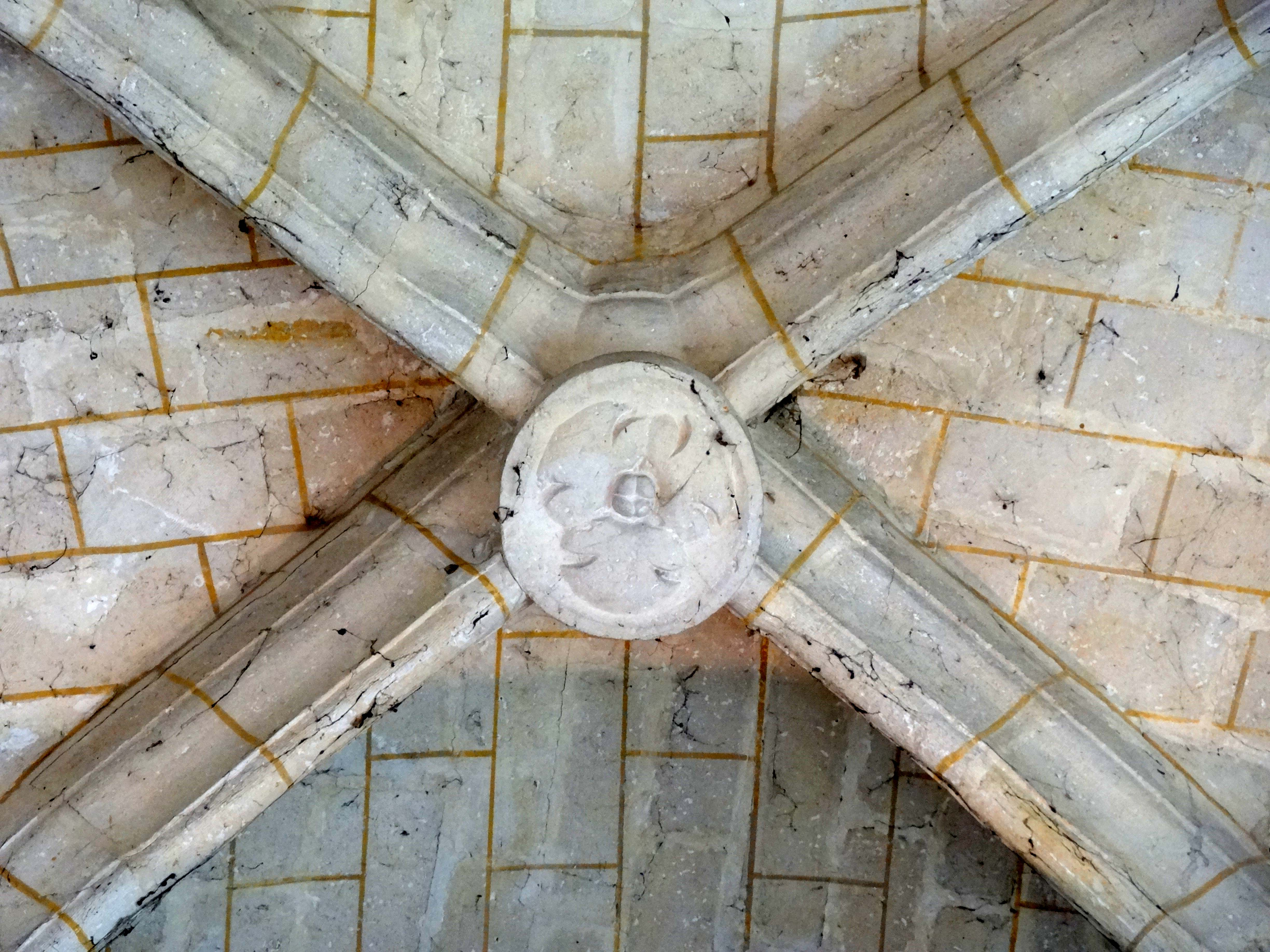
Chœur, clé de voûte de la 2e travée.
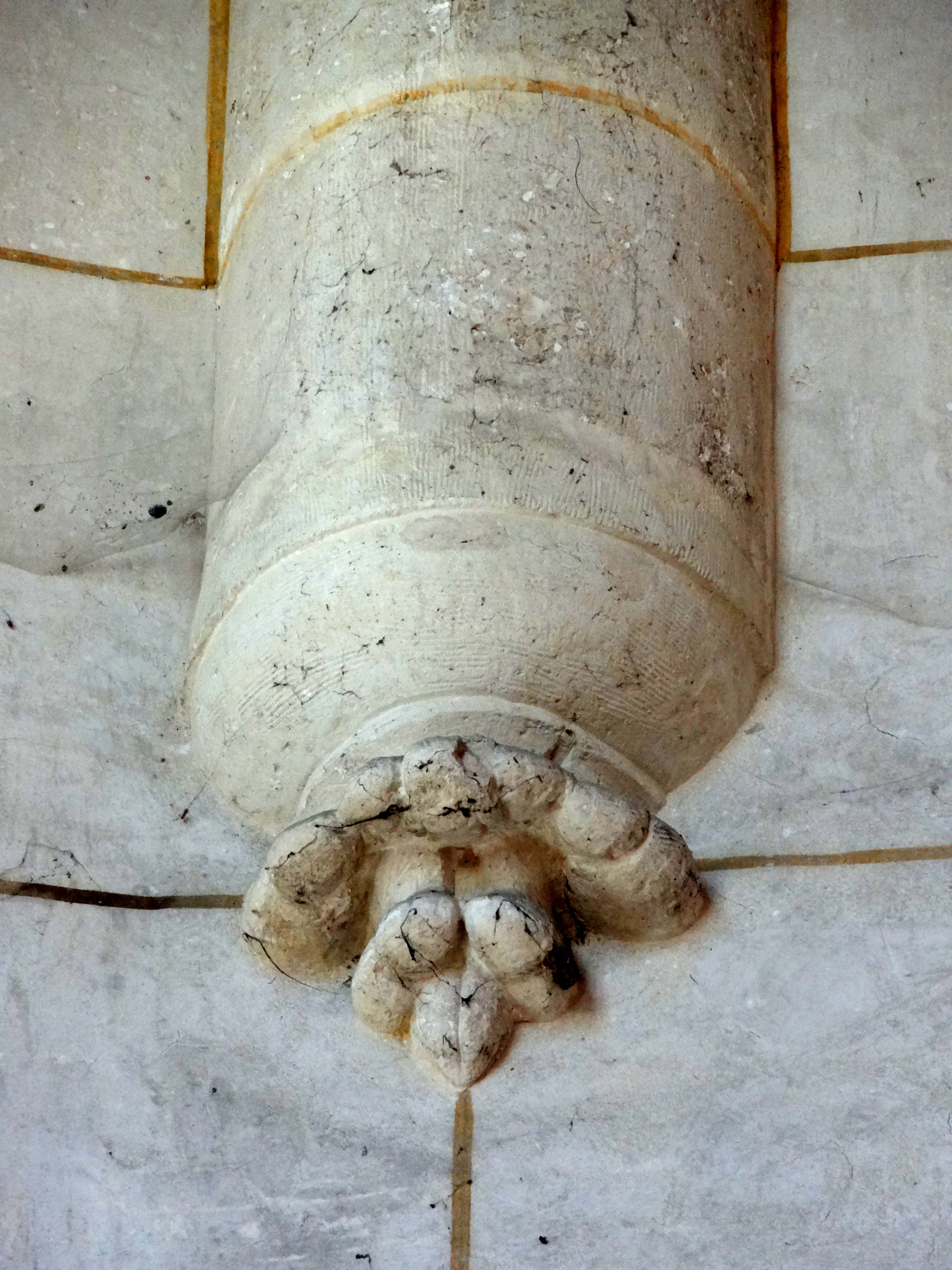
Chœur, cul-de-lampe.
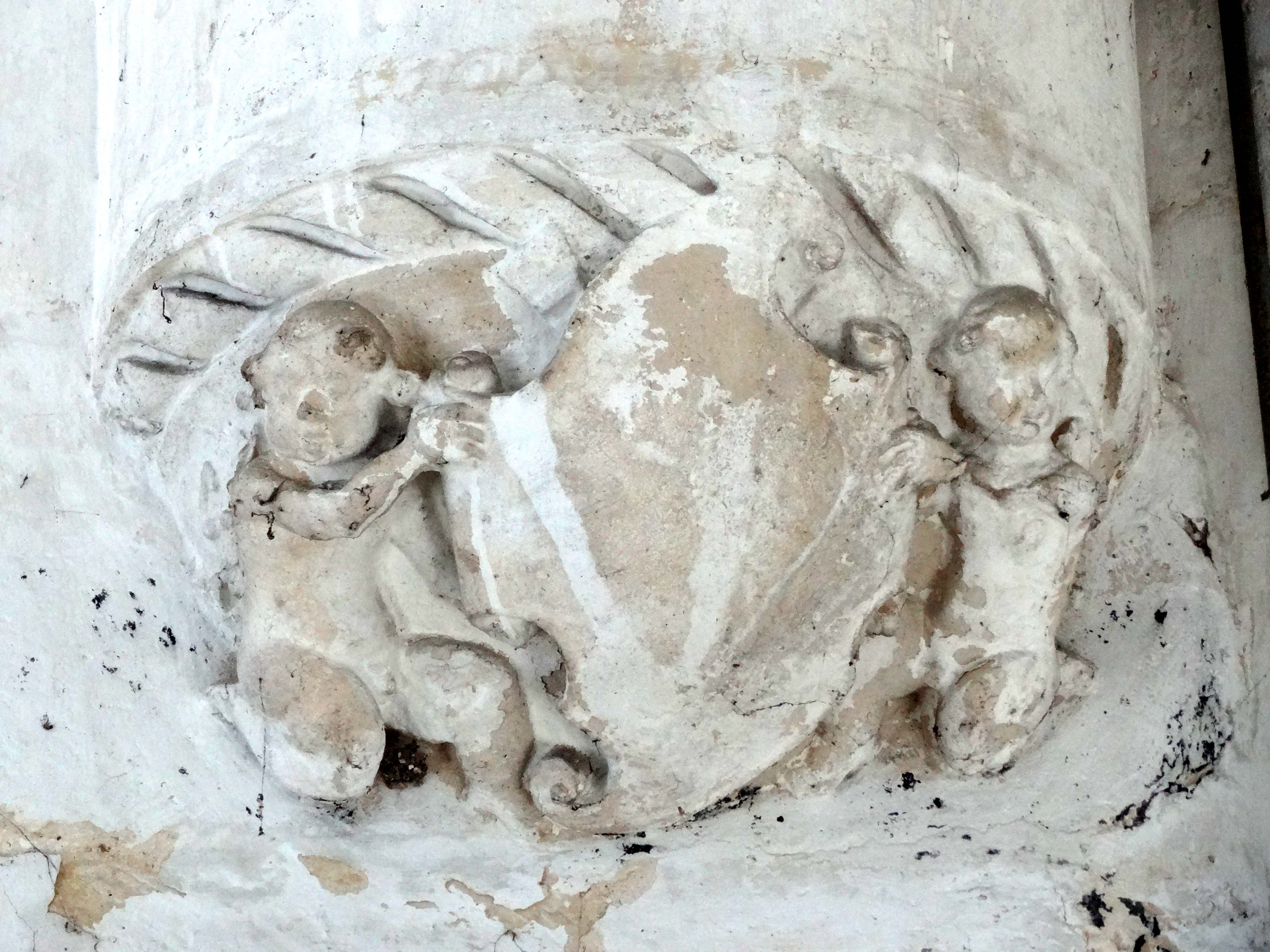
Croisillon, cul-de-lampe du doubleau oriental.
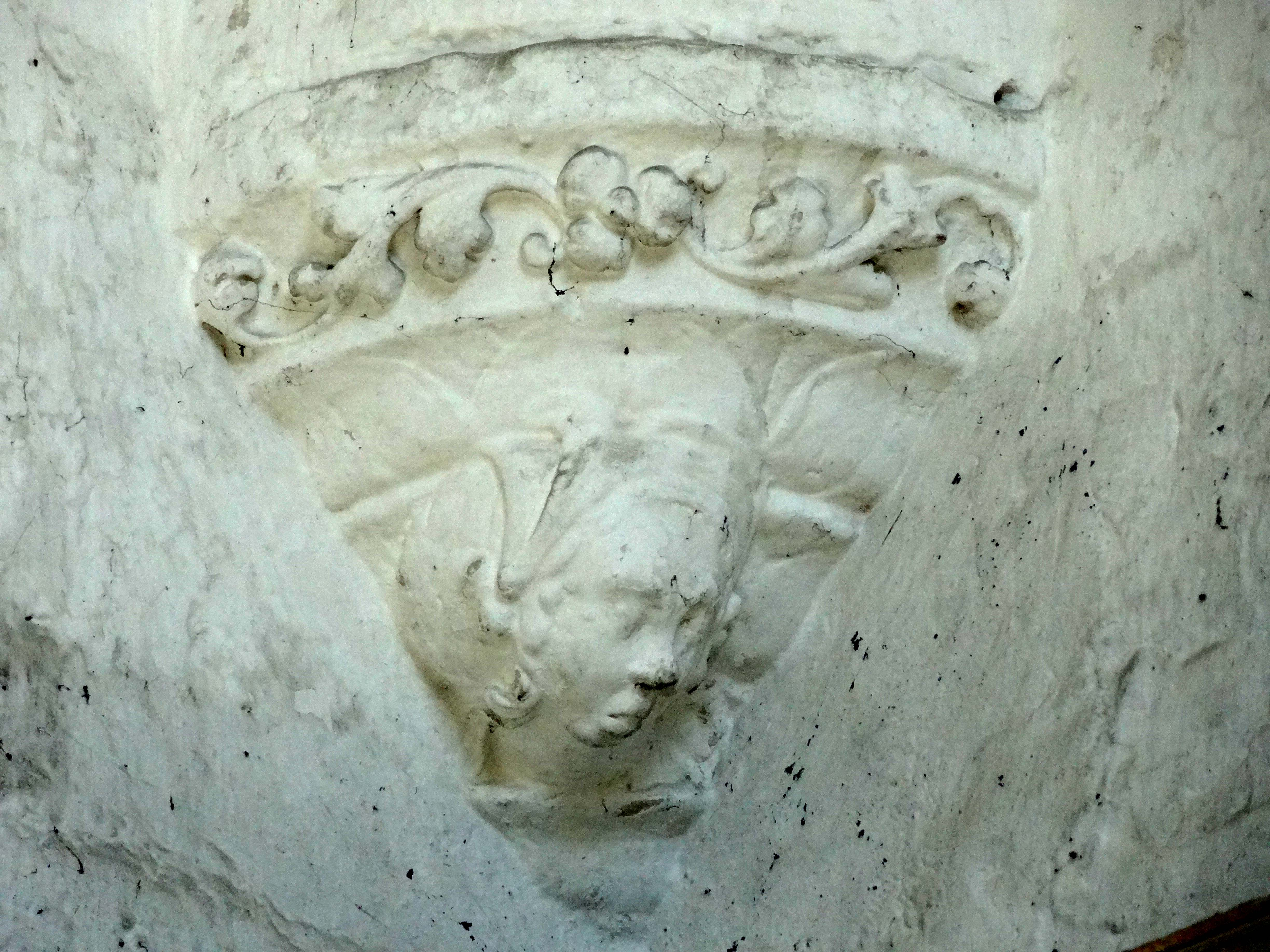
Croisillon sud, cul-de-lampe au sud-ouest.
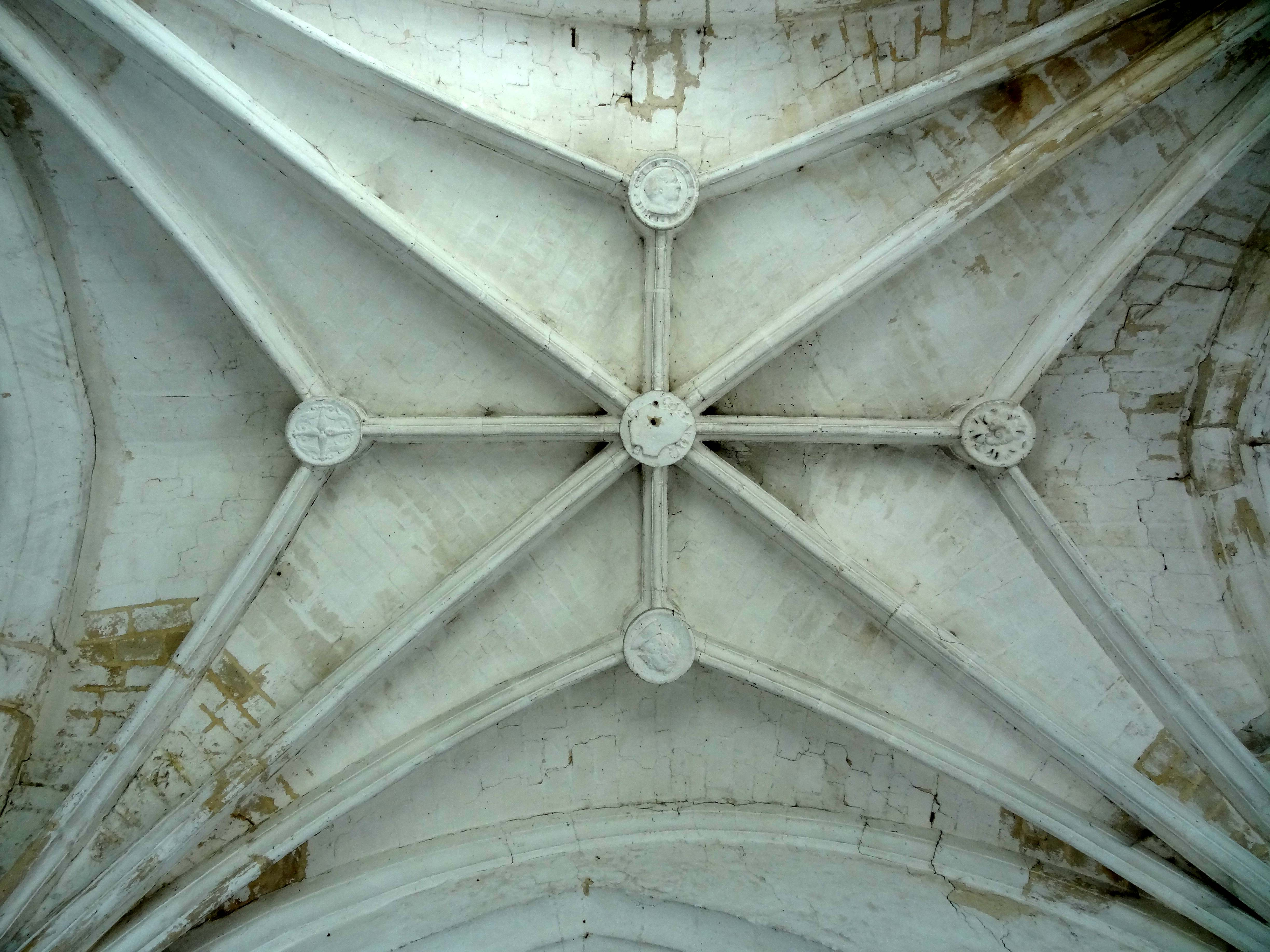
Croisillon sud, voûte à liernes et tiercerons.
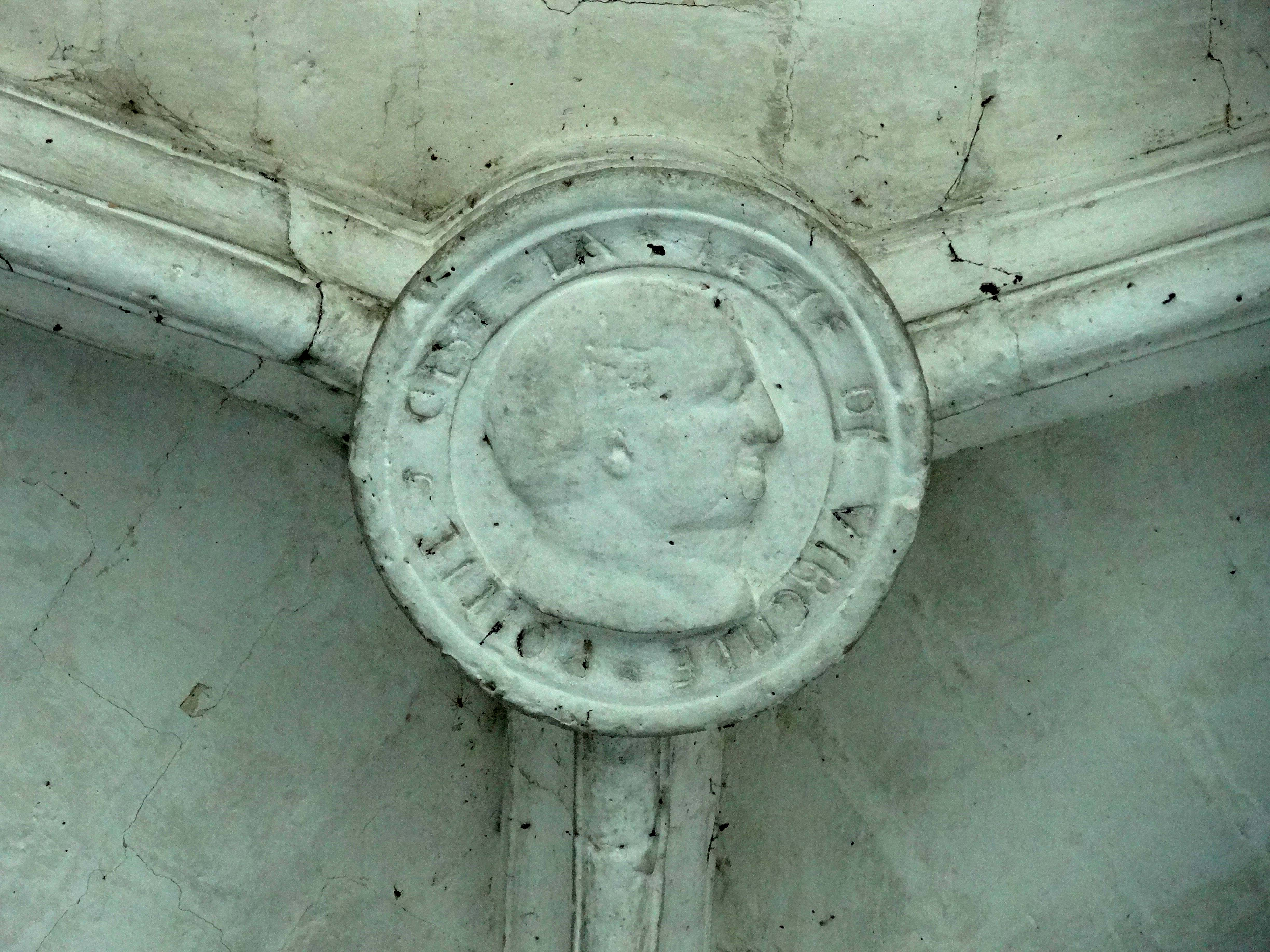
Croisillon sud, clé de voûte secondaire.

#### Bas-côté sud

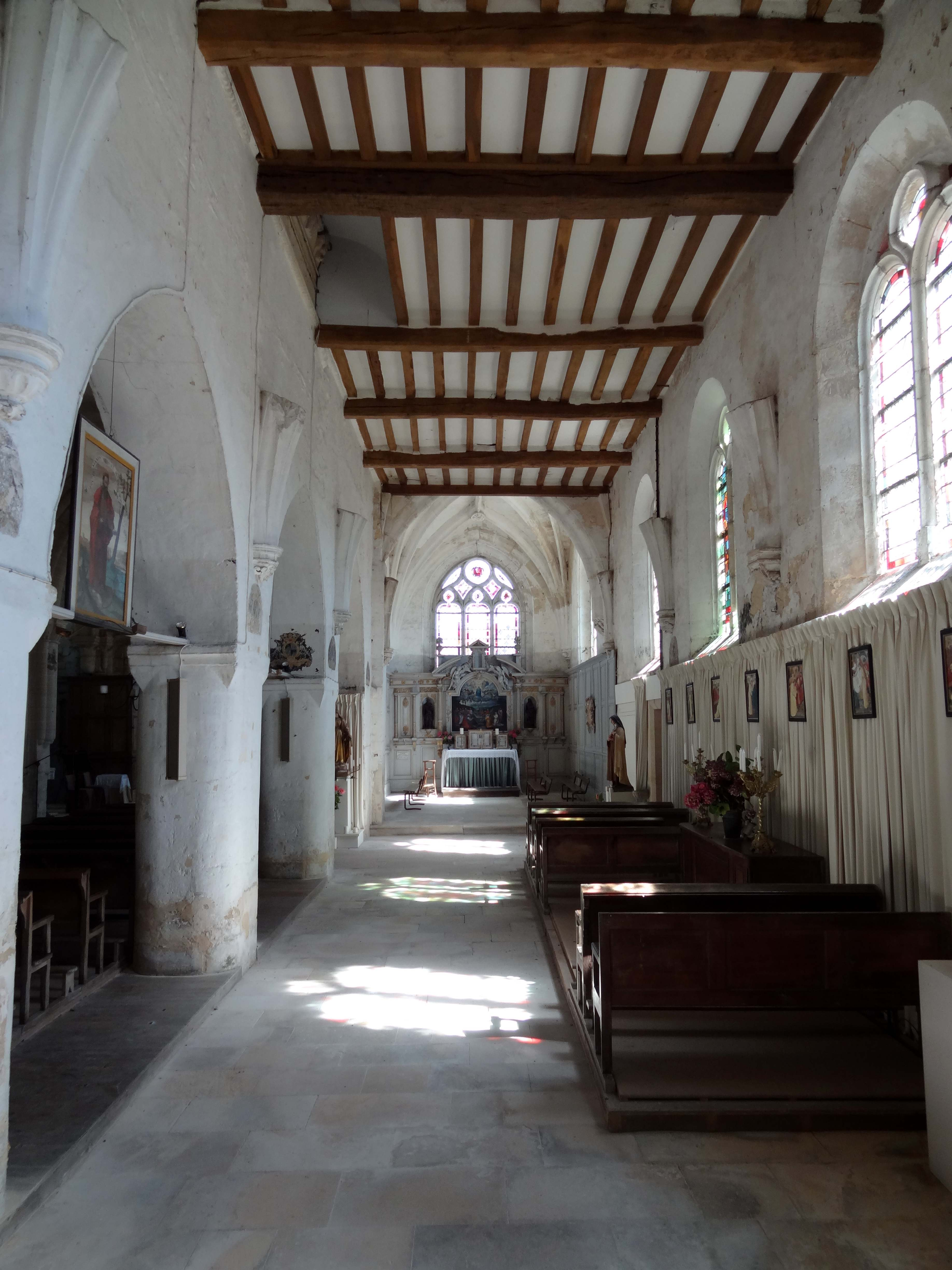
Vue vers l'est.

Le bas-côté sud est une construction rustique du second quart du XVIe siècle. Avec son plancher de bois ordinaire, mis en valeur lors d'une restauration récente, et ses grandes arcades à arêtes vives de la fin de la période romane, il montre des similitudes avec les deux premières travées du bas-côté nord, et ne s'en distinguent que par les fenêtres et les départs de voûtes. Ce n'est pas ce qu'annonce l'élévation extérieure quelque peu présomptueuse avec ses deux pignons en enfilade. Les fenêtres, en plein cintre, sont dotées du remplage Renaissance standard de deux formes en plein cintre, surmontées d'un oculus entre deux écoinçons ajourés. Par leur modénature, les meneaux évoquent le croisillon nord (un filet entre deux fines moulures concaves). Le pourtour des baies n'est pas mouluré. En cohérence avec cette architecture dépouillée, le voûtement devait se faire sans formerets, comme dans les autres travées flamboyantes de l'église (sauf au chevet du croisillon sud), et dans le même esprit, avec des nervures en coin émoussé se fondant dans des fûts cylindriques engagés, qui retombent aussitôt sur des culs-de-lampe. Leur diversité est tout aussi étonnante que dans le croisillon sud, et les culs-de-lampe à l'intersection des deux premières travées, côté sud, ont même des tailloirs carrés. Que le tailloir soit de plan carré ou de plan semi-circulaire, le profil est toujours dérivé d'un entablement. Deux tailloirs affichent une frise de diglyphes. Les corbeilles sont sculptées d'un atlante en buste ; d'écussons ; de feuilles d'acanthe ; d'une tête de chérubin flanquée d'ailes déployées ; de godrons et d'un bourgeon ; d'une tête humaine ; d'un homme vert ; etc. L'inachèvement des voûtes n'a rien d'exceptionnel. Le XVIe siècle est riche en projets de voûtement restés sans suite, comme le montrent les départs d'ogives à Avilly-Saint-Léonard, Brignancourt, Jaux, Lierville, Saint-Sauveur, Vauréal, etc. Inondé de lumière par beau temps, éclatant de blancheur et agrémenté à l'ouest de boiseries Rococo de bon niveau, le bas-côté ne donne malgré tout pas l'impression que quelque chose lui manque. Indépendamment de son architecture propre, il offre une vue sur la corniche romane du mur gouttereau sud de la nef, au-dessus de la troisième grande arcade. Sans points communs avec son homologue du nord, cette corniche se compose de modillons sculptés assez rapprochés, de cordons de cinq têtes de clous ou pointes-de-diamant en haut des intervalles, d'un méplat, d'une faible gorge, et d'un rang de têtes de clous en continu. Les motifs des modillons sont une coquille Saint-Jacques stylisée, une tête aujourd'hui mutilée, trois rudentures, et un autre motif aujourd'hui méconnaissable.

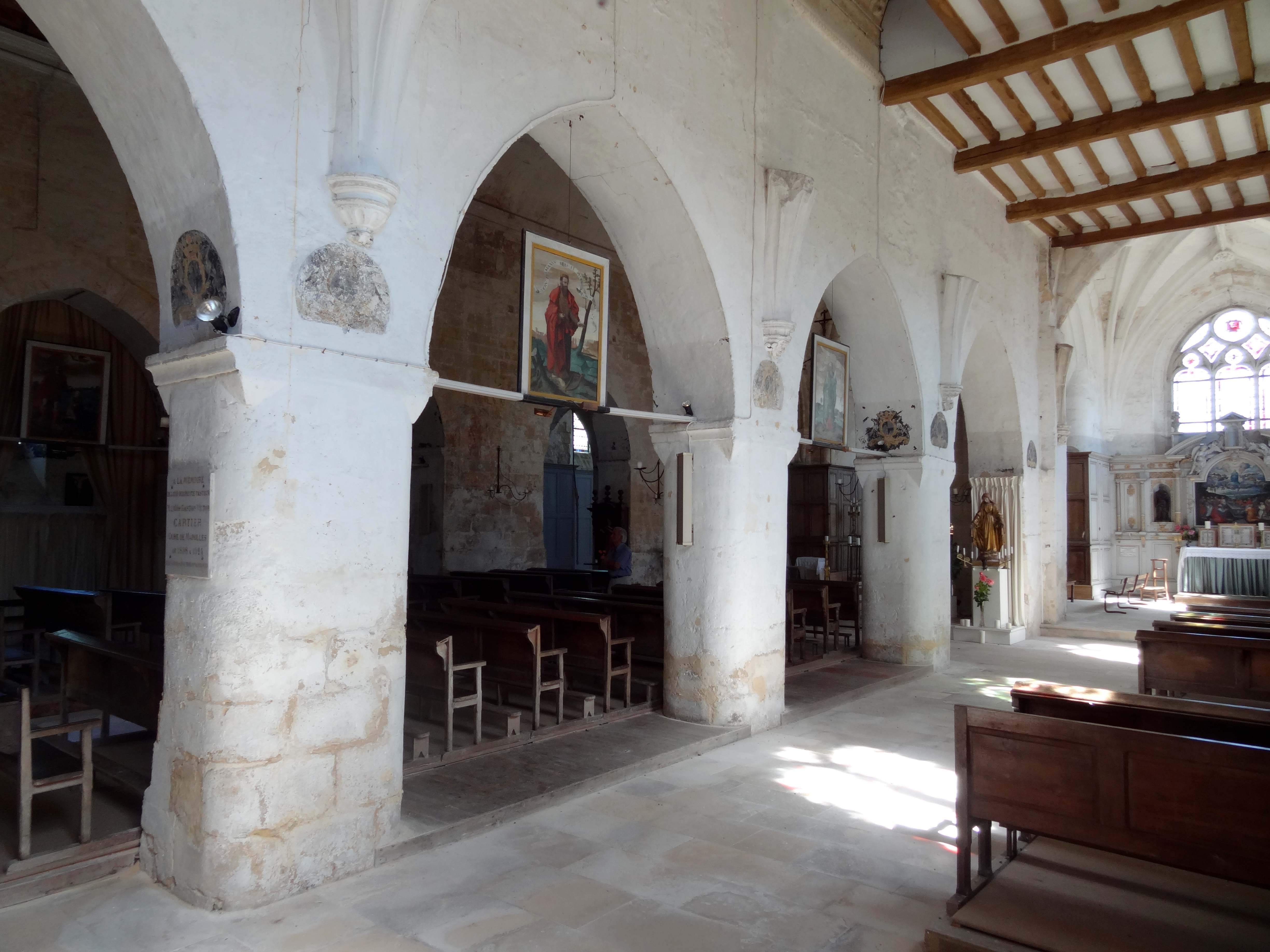
Vue diagonale vers le nord-est.
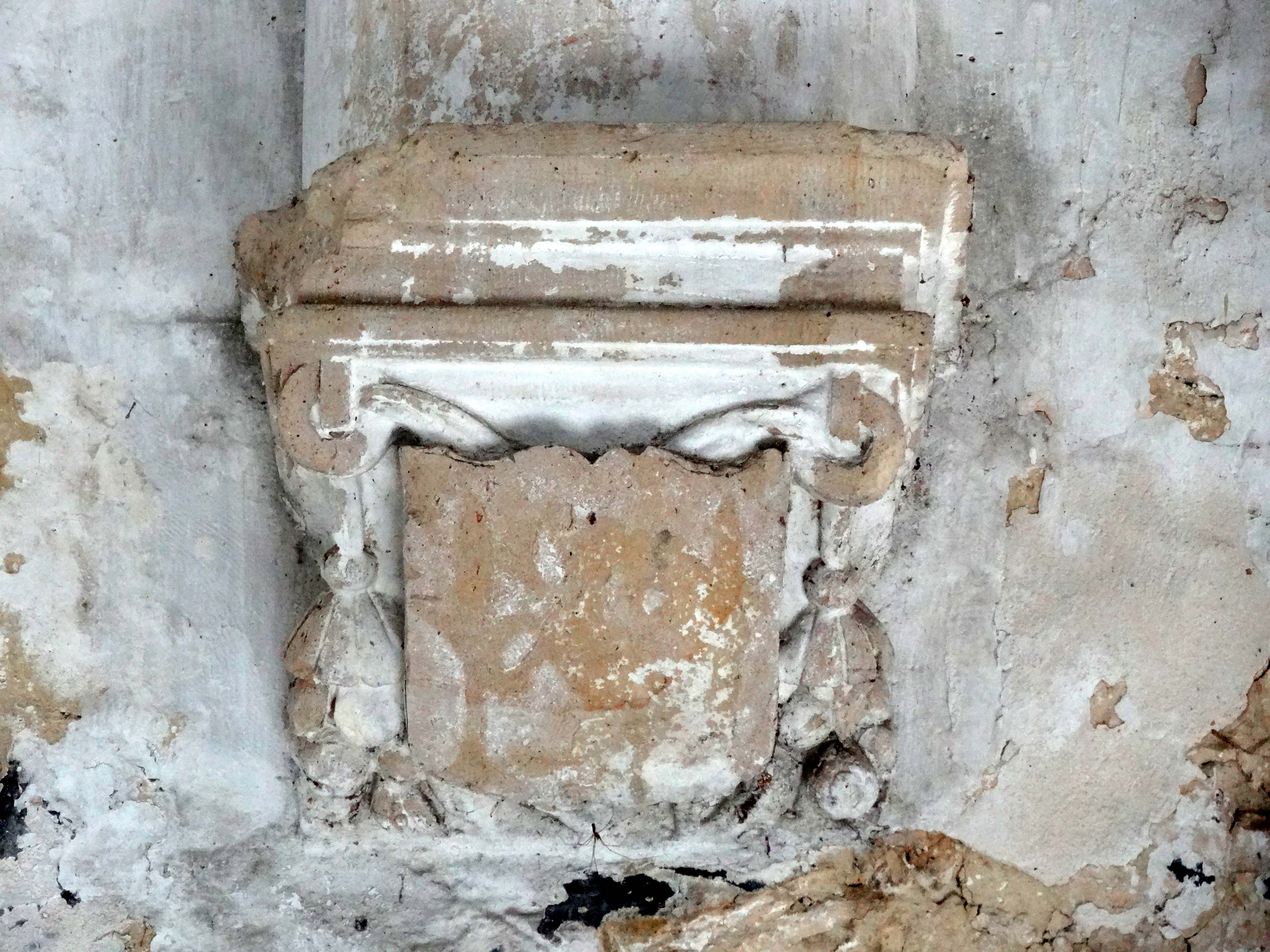
Cul-de-lampe du 2e doubleau, côté sud.
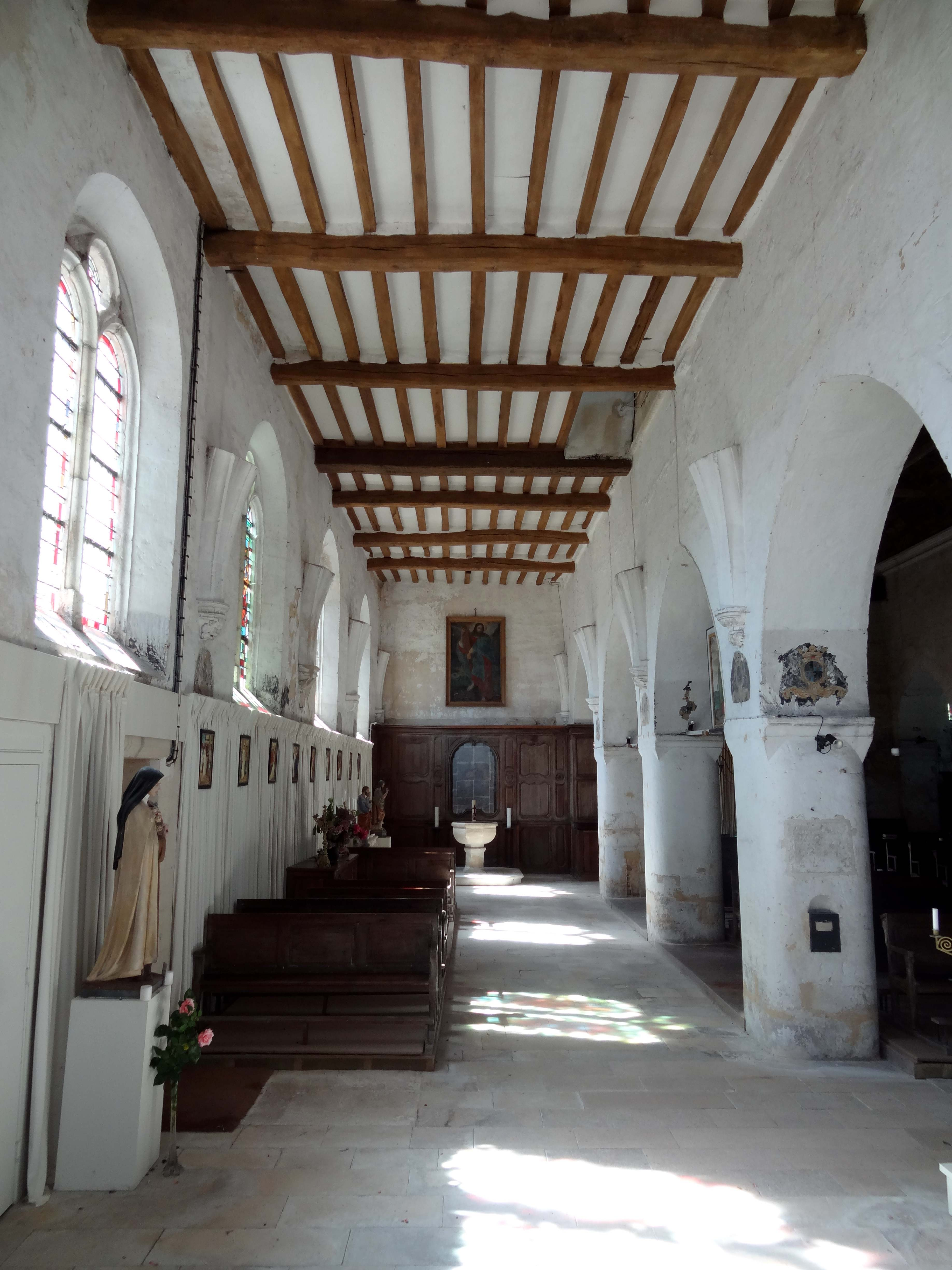
Vue vers l'ouest.
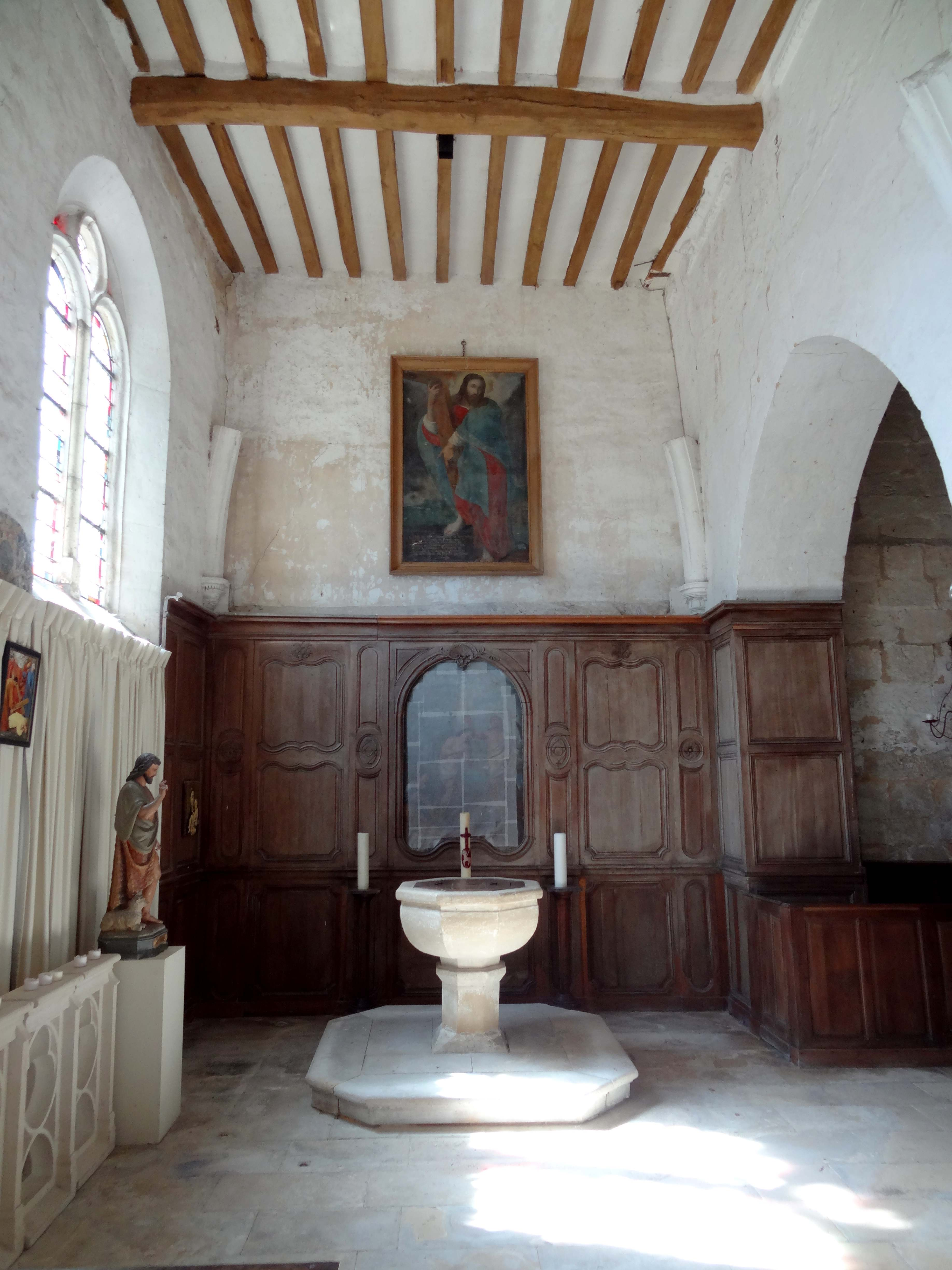
Extrémité ouest.
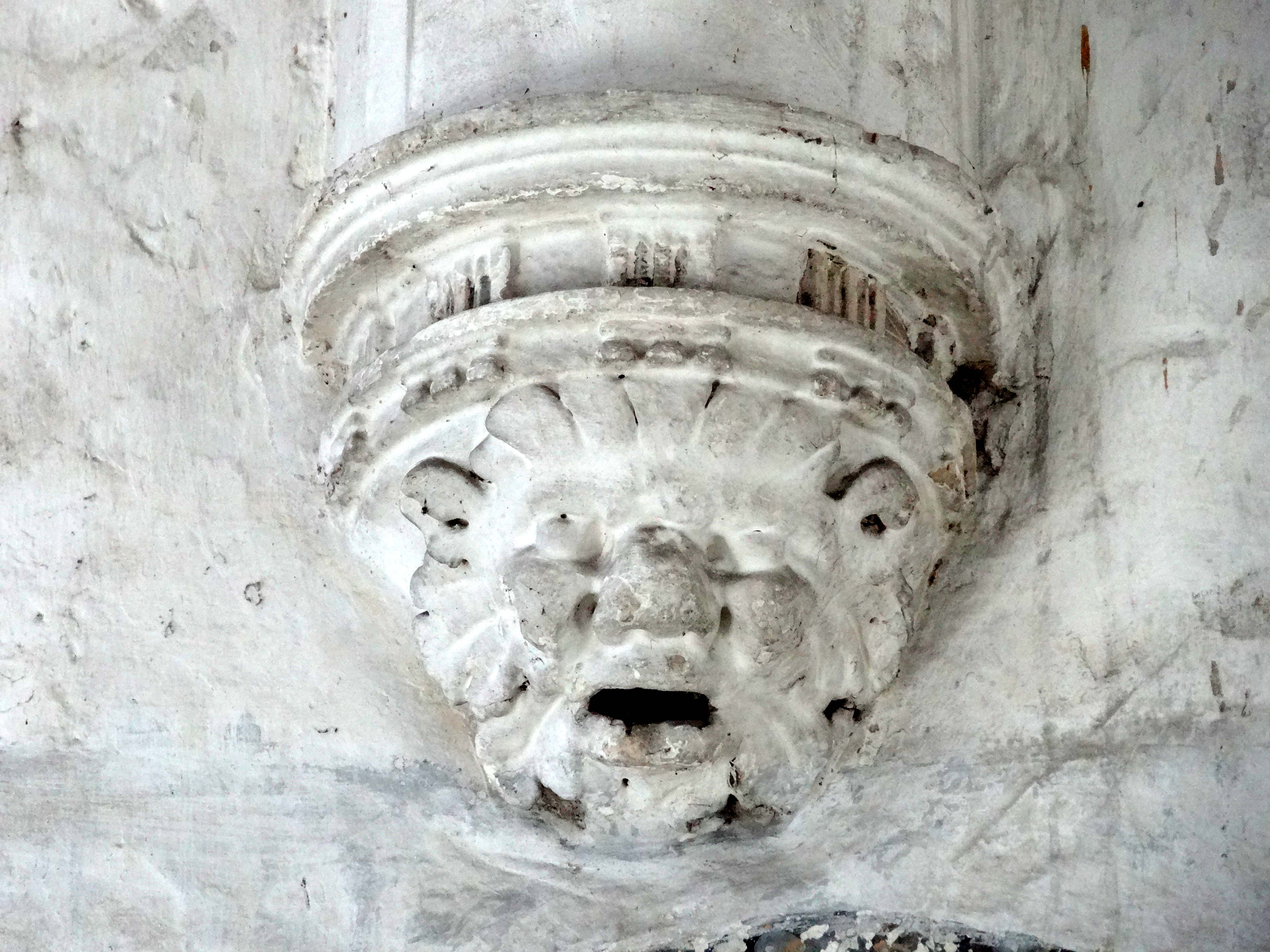
Cul-de-lampe du 3e doubleau, côté sud.
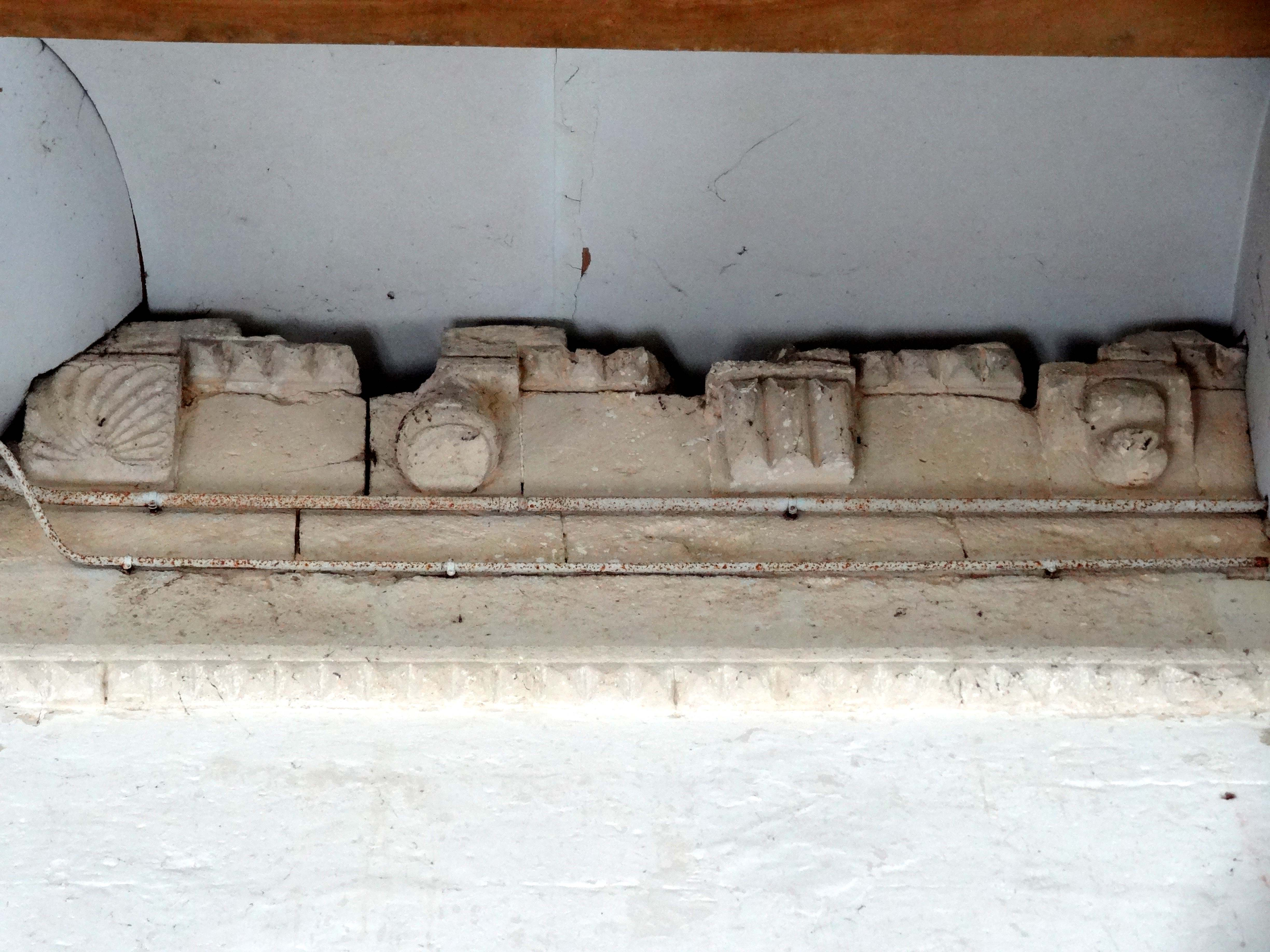
Corniche du mur gouttereau sud de la nef.

### Extérieur

#### Façade occidentale

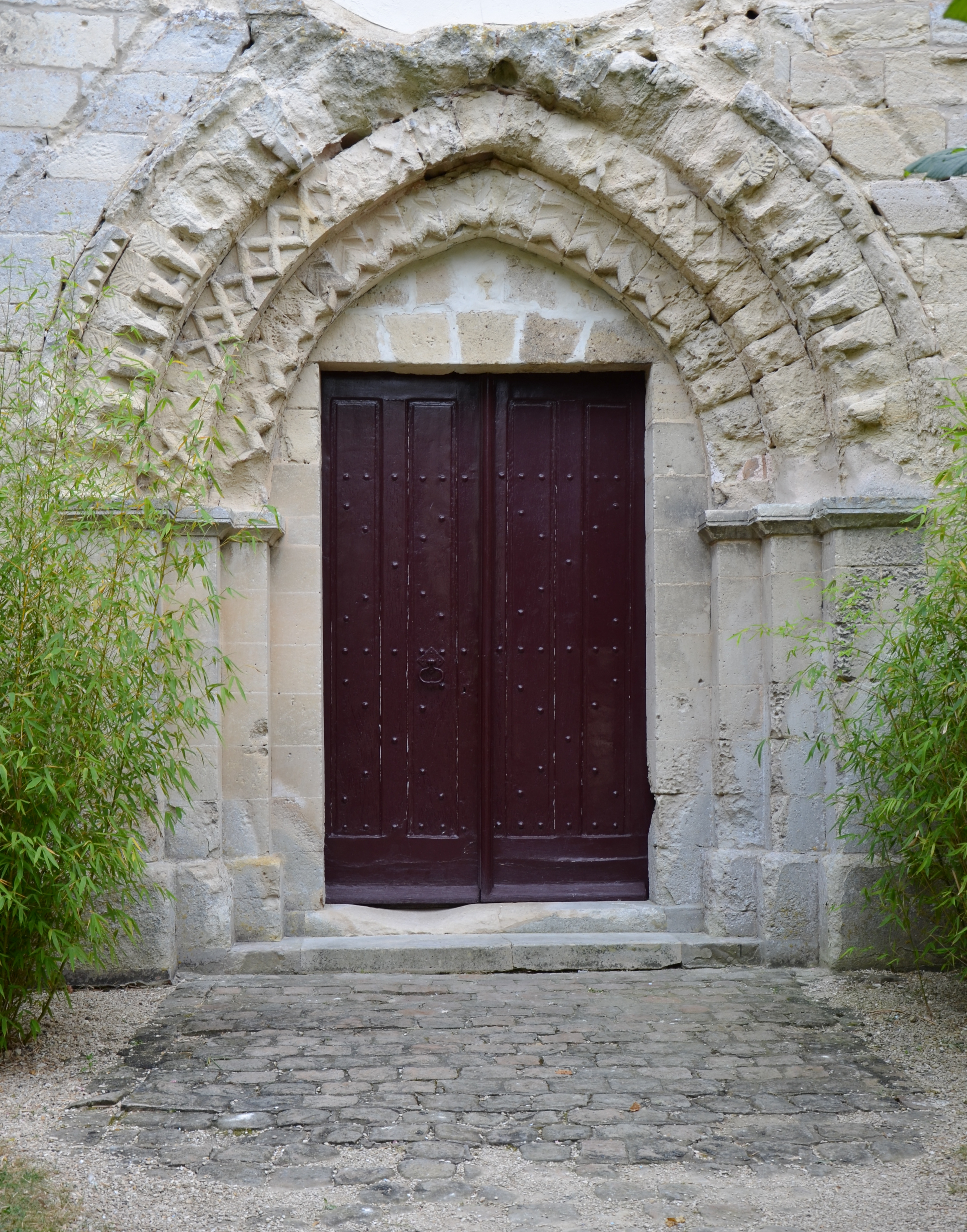
Portail occidental.

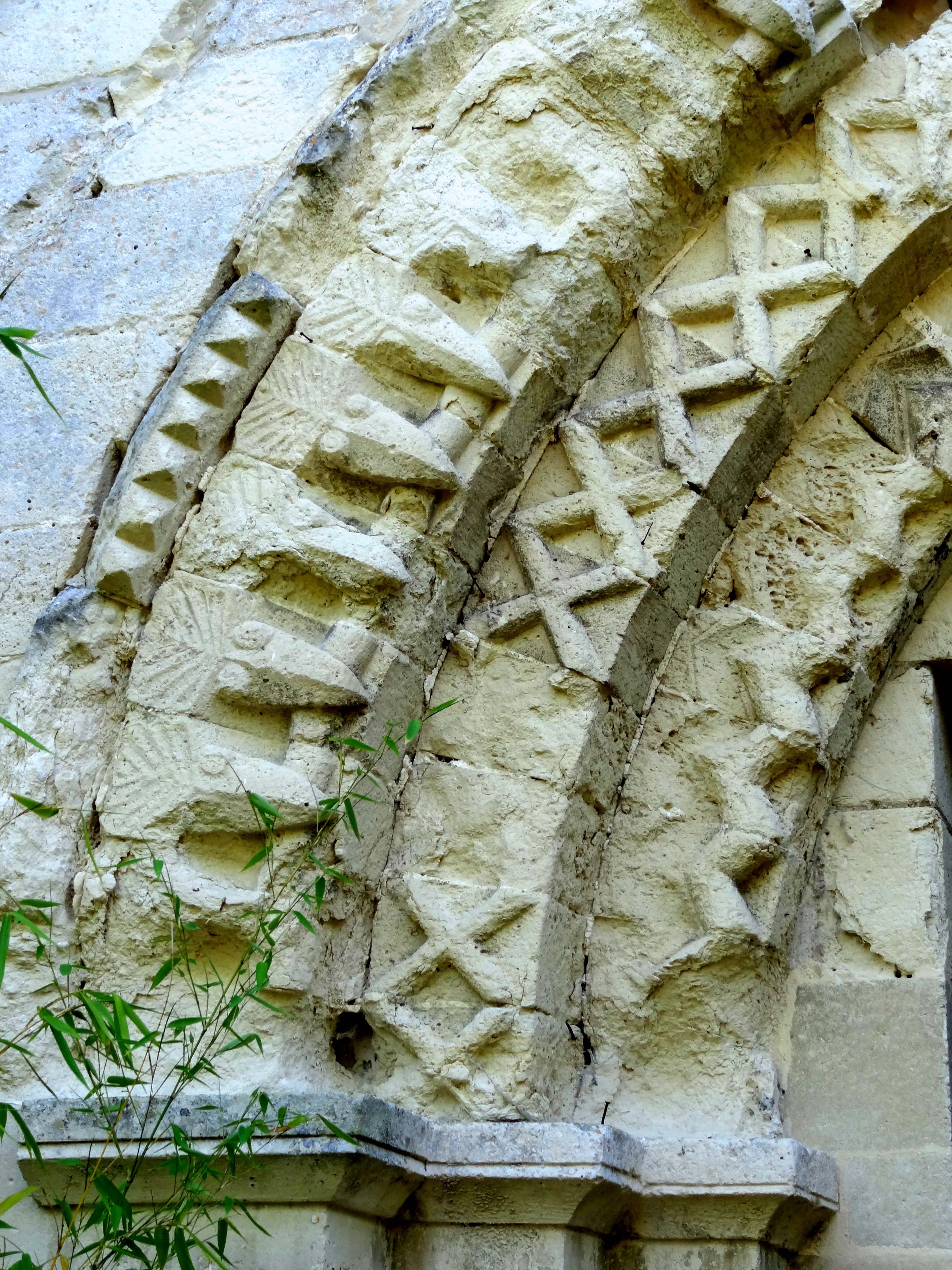
Archivolte du portail.

La façade occidentale vaut uniquement pour la triple archivolte de son portail roman. Elle n'est, dans son ensemble, pas très avenante, notamment en raison de la plaie infligée par le percement du grand oculus surmontant le portail, provisoirement bouché depuis la dernière guerre. L'oculus coupe l'archivolte supérieure du portail, et le premier des deux courts glacis par lesquels se retraite le mur en hauteur. L'un se situe deux assises en dessous de la naissance du pignon ; l'autre marque le début du pignon. Ce sont les deux seuls éléments de scansion horizontaux. Verticalement, la façade est uniquement structurée par les deux larges contreforts plats aux angles. Cette austérité ne cadre pas avec le soin apporté aux murs gouttereaux de la nef et au clocher, et il est probable que l'oculus se substitue à une fenêtre richement décorée. Le pignon a été refait à la période gothique, d'où il tient sa grande baie en arc brisé, qui n'éclaire plus que les combles depuis l'installation du plafond plat actuel au XVIe siècle. Le portail atteint la moitié de la hauteur du mur occidental de la nef, et sa largeur est équivalente aux deux tiers de la distance entre les deux contreforts. Il était pendant une certaine époque abrité sous un porche, dont les arrachements demeurent visibles. Comme le souligne Anne Prache, ses montants ont été refaits au XIXe siècle. Les ressauts du mur sur lesquels retombent les voussures ne correspondent donc probablement pas à la disposition primitive, qui était susceptible de prévoir des colonnettes à chapiteaux. En revanche, le profil des tailloirs évoque celui des grandes arcades du sud et du clocher, et est calqué sur le modèle des années 1130. Le linteau et le tympan ont disparu et n'ont pas été refaits. D'une manière disgracieuse, les vantaux rectangulaires du portail dépassent de trois assises les tailloirs.
L'archivolte est en bonne partie authentique, mais très rongé dans sa partie supérieure. Ses trois rangs de claveaux sont assez curieusement à arêtes vives, et non adoucis par un tore. Les motifs sont uniquement sculptés sur la face frontale, et ne s'étendent pas sur le dessous, comme c'est fréquemment le cas. Le rouleau inférieur affiche un rang de bâtons brisés en négatif, et un rang de bâtons brisés ordinaires, en boudin. Le rouleau médian arbore une succession de X, formés par deux baguettes croisées, et non deux rangs de bâtons brisés dessinant des losanges, comme le dit Anne Prache. Les bâtons brisés sont en principe toujours superposés ou enchevêtrés, et dessinent seulement des losanges au niveau de l'arête des claveaux. Ce motif d'origine normande est largement répandu dans le Vexin français, mais pas rare non plus dans le Beauvaisis. Il figure ainsi sur les portails et les grandes arcades de Bury, sur le portail de Catenoy, sur plusieurs doubleaux de Foulangues, mais aussi sur les portails de Rully et Trumilly (diocèse de Senlis), sur les ogives d'Acy-en-Multien et sur le portail de Cuvergnon (diocèse de Meaux). Très curieux est le motif de la voussure supérieure : « chaque claveau représente une tête d'oiseau stylisée, composée d'une sorte de huppe plate et striée, de deux yeux ronds en volutes et d'un long bec saillant en boudin » (Anne Prache). Comme le rappelle Eugène Müller, ce portail est le frère de celui de Cuvergnon. La seule différence est que le portail de Marolles soit surmonté d'un rang de têtes de clous, et le portail de Cuvergnon, d'un rang de fleurs de violette,.

#### Clocher

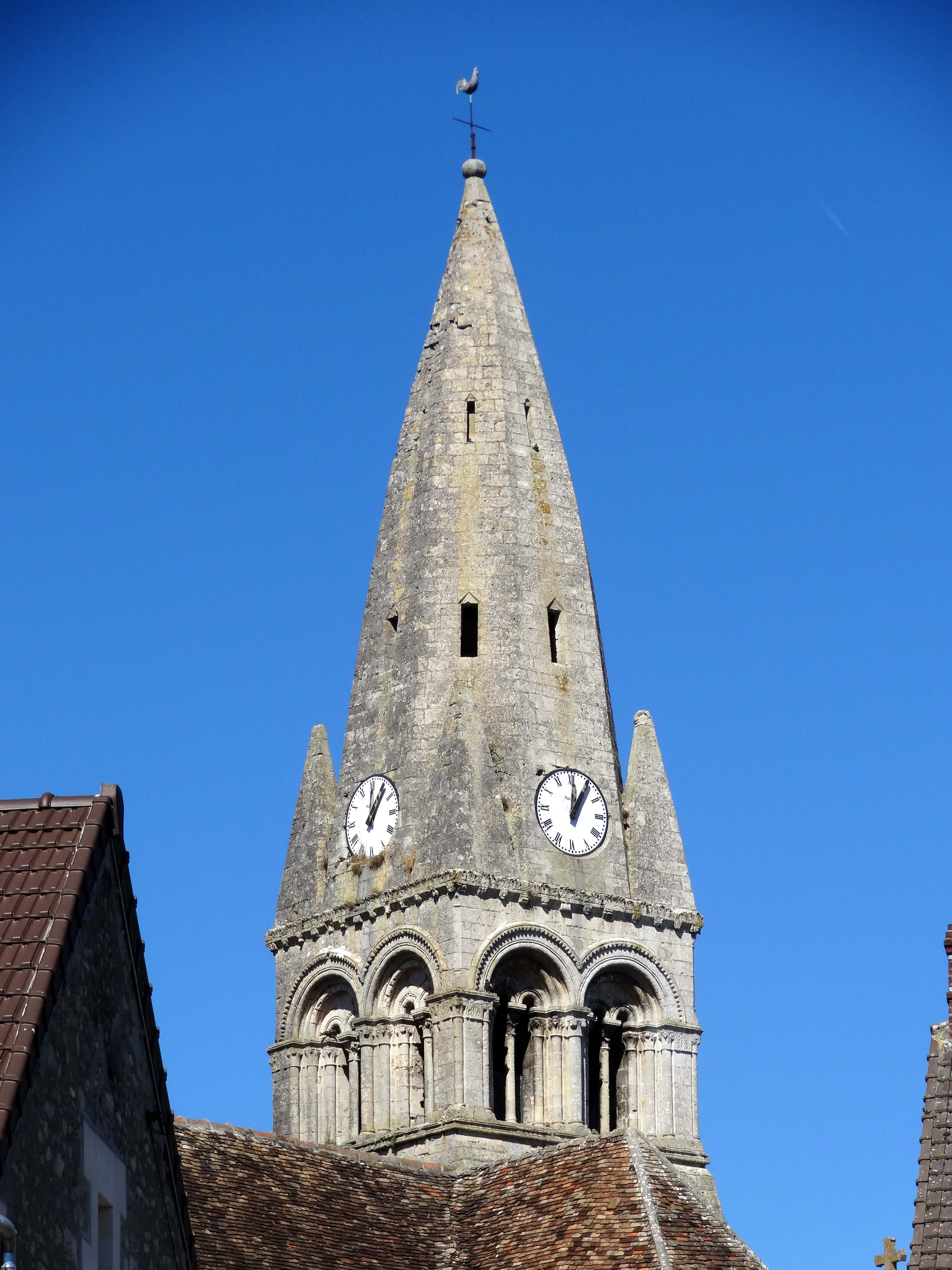
Vue depuis le sud-est.

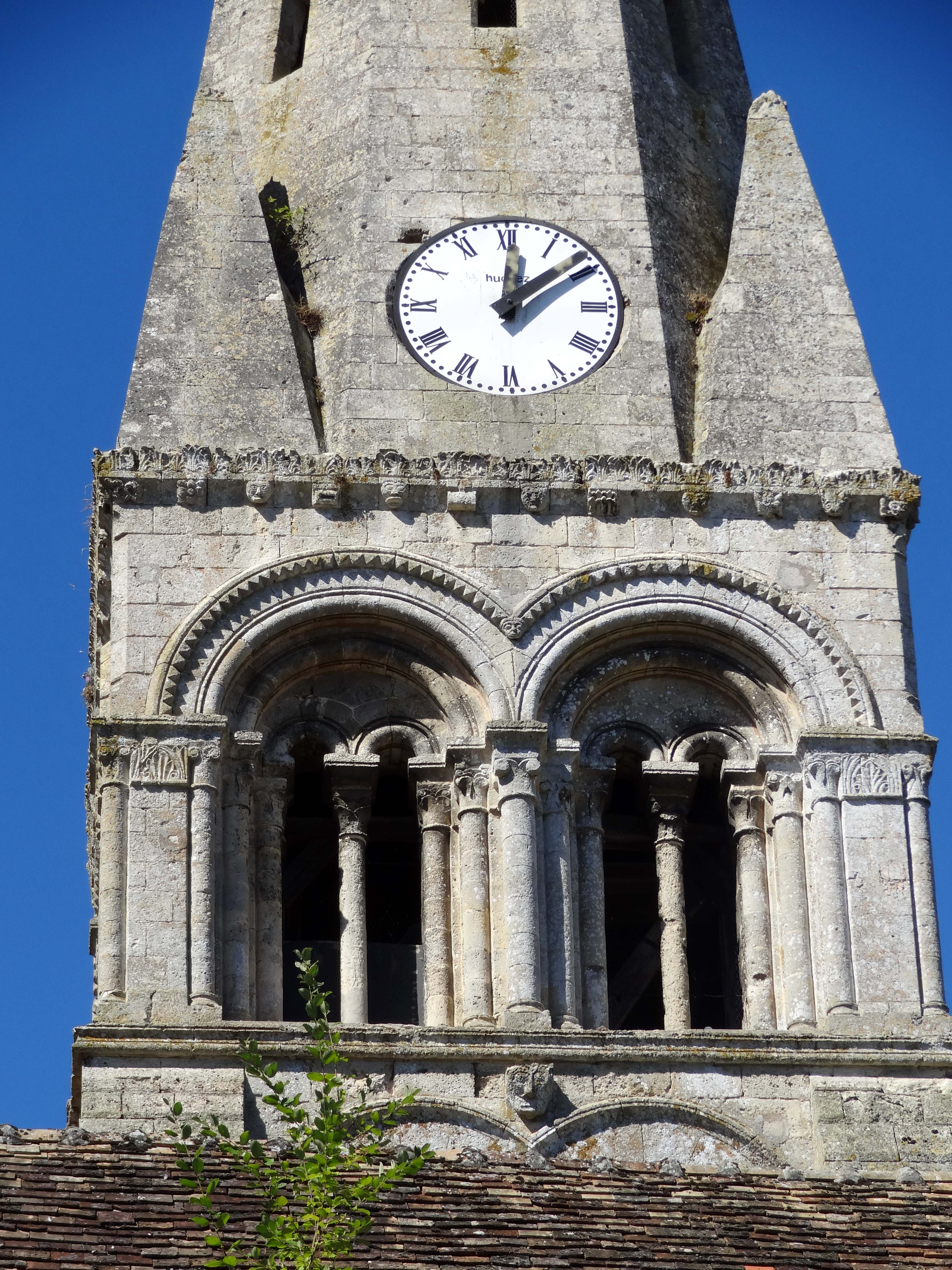
Étage de beffroi, côté est.

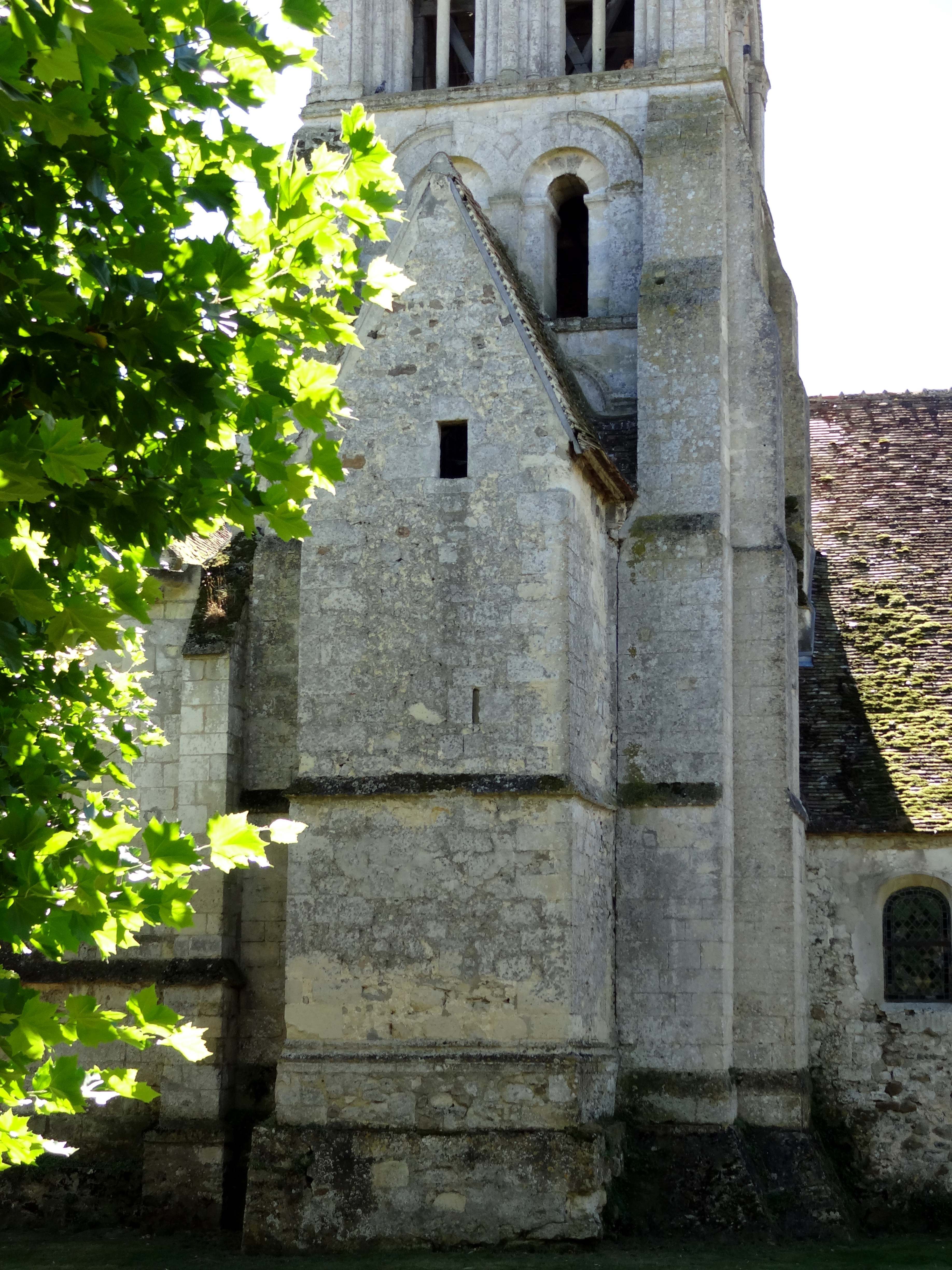
Cage d'escalier du XIXe siècle côté nord.

Le clocher roman, qui occupe la position inhabituelle dans l'angle entre nef et croisillon nord, est « certainement le plus beau de toute la région ». Cela tient à la fois à sa position bien dégagée, contrairement à bon nombre de clochers centraux ; à son nombre important de trois étages de baies ; au traitement extrêmement soigné de l'étage supérieur ; et à sa haute flèche de pierre octogonale. Seulement les clochers d'Acy-en-Multien, Morienval (tours du chevet), Nogent-sur-Oise, Pontpoint et Saint-Leu-d'Esserent ont trois étages à deux baies par face. Bonneuil-en-Valois, Chamant, Rhuis et Saint-Vaast-de-Longmont ont un premier étage à une seule baie par face, de même que Morienval, où l'on trouve ainsi les seuls clochers romans à quatre étages du département. Les flèches d'Acy et Saint-Leu-d'Esserent sont résolument gothiques ; Morienval, Pontpoint et Rhuis ont de simples pyramides de pierre sur plan carré ; Nogent est coiffé en bâtière ; et Bonneuil a un toit à la hache moderne. La combinaison entre tour à étages multiples et flèche octogonale flanqué de quatre clochetons ne se trouve ainsi qu'à Marolles et Saint-Vaast-de-Longmont, et c'est ce dernier clocher, également d'une grande beauté, qui a pu servir de modèle à Marolles. Les flèches du XIIe siècle du type de Marolles sont de toute façon rares : Eugène Lefèvre-Pontalis énumère Béthisy-Saint-Martin, Boubiers, Saintines, Saint-Vaast-de-Longmont et Villers-Saint-Frambourg. Marolles est, après Saint-Vaast, la plus élancée, et sa forme rhomboïde indique que le projet initial était de la bâtir encore plus haut. D'autres flèches sont toutefois plus abouties sur le plan ornemental, avec des faces garnies de dents-de-scie et les arêtes adoucies par des tores. À Marolles, les faces sont lisses. Elles sont ajourées de deux niveaux d'ouvertures rectangulaires. Comme autre particularité, les quatre clochetons sont établis sur un plan triangulaire.
Par son ordonnancement général, le clocher de l'église Sainte-Geneviève s'affilie à la tradition romane du Beauvaisis, du Valois, du Vexin français et du nord de l'Île-de-France, ce qui se fixe notamment sur les deux baies par niveau et par face, les contreforts plats qui s'arrêtent à la limite de l'avant-dernier étage, et les colonnettes d'angle du dernier étage. Par le recoupement de ses baies en deux étroites arcades moyennant des colonnettes et un tympan, le clocher de Marolles se rattache à la même série qu'Allonne, Auger-Saint-Vincent, Béthisy-Saint-Martin, Bonneuil-en-Valois, Catenoy, Cauffry, Chamant, Frocourt, Jaux, Glaignes, Heilles, Labruyère, Marissel (tour centrale), Ménévillers, Morienval (clocher-porche), Néry, Orrouy, Saintines et Saint-Vaast-de-Longmont, sans compter les quelques exemples d'une baie unique par face. En l'occurrence, chaque baie est à triple archivolte si l'on compte les deux petites arcades par baie. Ces archivoltes sont moulurées chacune d'un tore et d'un listel. L'ensemble est surmonté d'un cordon de têtes de clous, qui retombe au milieu sur un mascaron, et latéralement, sur la tablette continue qui sert de tailloir aux chapiteaux. Son profil est d'un méplat et d'un listel relié à un cavet, comme sur le portail, les arcades ouest et est de la base du clocher, et les grandes arcades du sud. À chaque archivolte, correspondent deux colonnettes à chapiteaux, mais devant le trumeau entre les deux baies, les voussures supérieures se partagent une même colonnette. S'y ajoutent les colonnettes d'angle, juste assez espacées de celles des fenêtres pour laisser assez de place à la retombée des archivoltes. Elles s'arrêtent en dessous de la tablette déjà signalée ; fréquemment, ces colonnettes d'angle montent jusqu'à la corniche.
Le parti pris à Marolles fournit un résultat particulièrement harmonieux. Le nombre de cinquante-six colonnettes et chapiteaux souligne aussi la grande importance accordée à une ornementation épanouie. Les motifs des chapiteaux sont toujours des feuilles plates, en un ou deux rangs dont le premier cache presque entièrement le deuxième, le plus souvent associées à des volutes d'angle, ou plus rarement à des crossettes diagonales. Il n'y a qu'un seul chapiteau de ce type dans la croisée du transept. Quant aux têtes de clous, elles apparaissent également sur le portail et les corniches. Un point commun avec la corniche du mur goutterau nord sont les palmettes en haut des étroits pans de mur à gauche et à droite de chaque face du clocher. Sur la corniche en question, elles s'interposent entre deux corbeaux. Sur la corniche du clocher, elles occupent tout le rang supérieur. Il repose sur une tablette en encorbellement reliée aux murs du clocher par une gorge, et soutenue par des modillons très rapprochés, qui sont au nombre de douze par face. La plupart sont sculptés de têtes grimaçantes, humaines ou fantastiques, tandis que d'autres arborent une fleur, des motifs végétaux divers, et des motifs abstraits simples. En fort contraste avec ce décor abouti, les deux étages inférieurs sont d'une extrême austérité, ce qui est loin d'être la règle, car de nombreux clochers romans de la région possèdent deux étages de beffroi l'un presque aussi richement décoré que l'autre. Point de colonnettes à chapiteaux, ni le moindre élément sculpté, sur les deux premiers étages, et les baies ne sont pas plus larges que les arcades inscrites dans les fenêtres de l'étage de beffroi. Au niveau du deuxième étage, elles sont à double archivolte, et munies de tailloirs. Au niveau du premier étage, elles sont à un simple rang de claveaux, et dépourvues de tailloirs. Sur les deux étages inférieurs, les baies sont surmontées d'un bandeau creusé de la même gorge que les tailloirs. Il ne retombe pas sur un mascaron au milieu, mais au niveau du deuxième étage, un mascaron se profile devant le mur au-dessus du trumeau. Un bandeau analogue, accompagné d'un tore, sépare le premier du deuxième, et le deuxième du troisième étage, tandis qu'aucun élément structurant ne sépare le rez-de-chaussée du premier étage. Du côté nord, la cage d'escalier hors-œuvre du XIXe siècle obture les baies du premier étage, et partiellement celles de l'étage suivant. Elle oblitère quelque peu l'élégance de la construction romane.

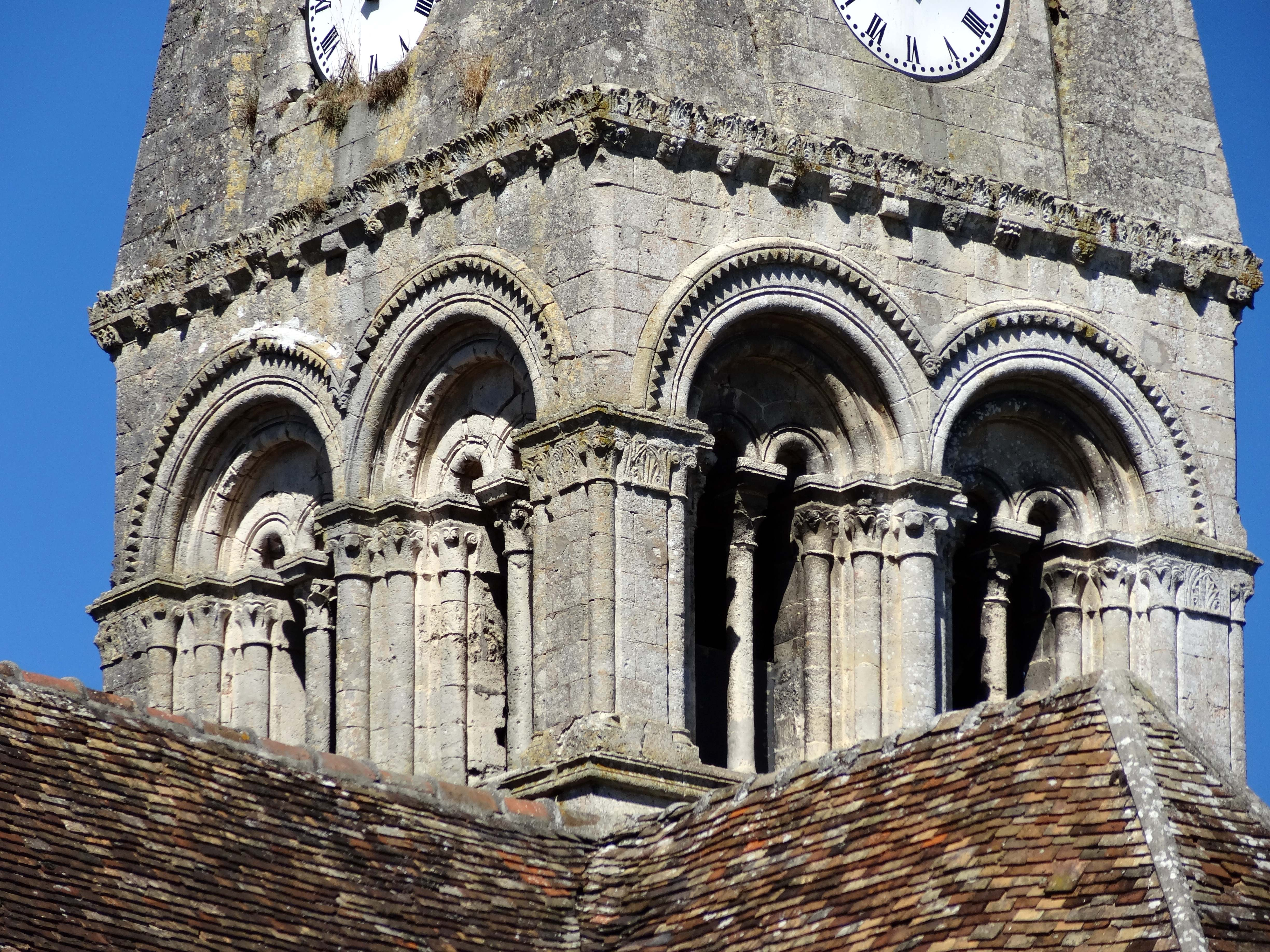
Étage de beffroi, vue depuis le sud-est.
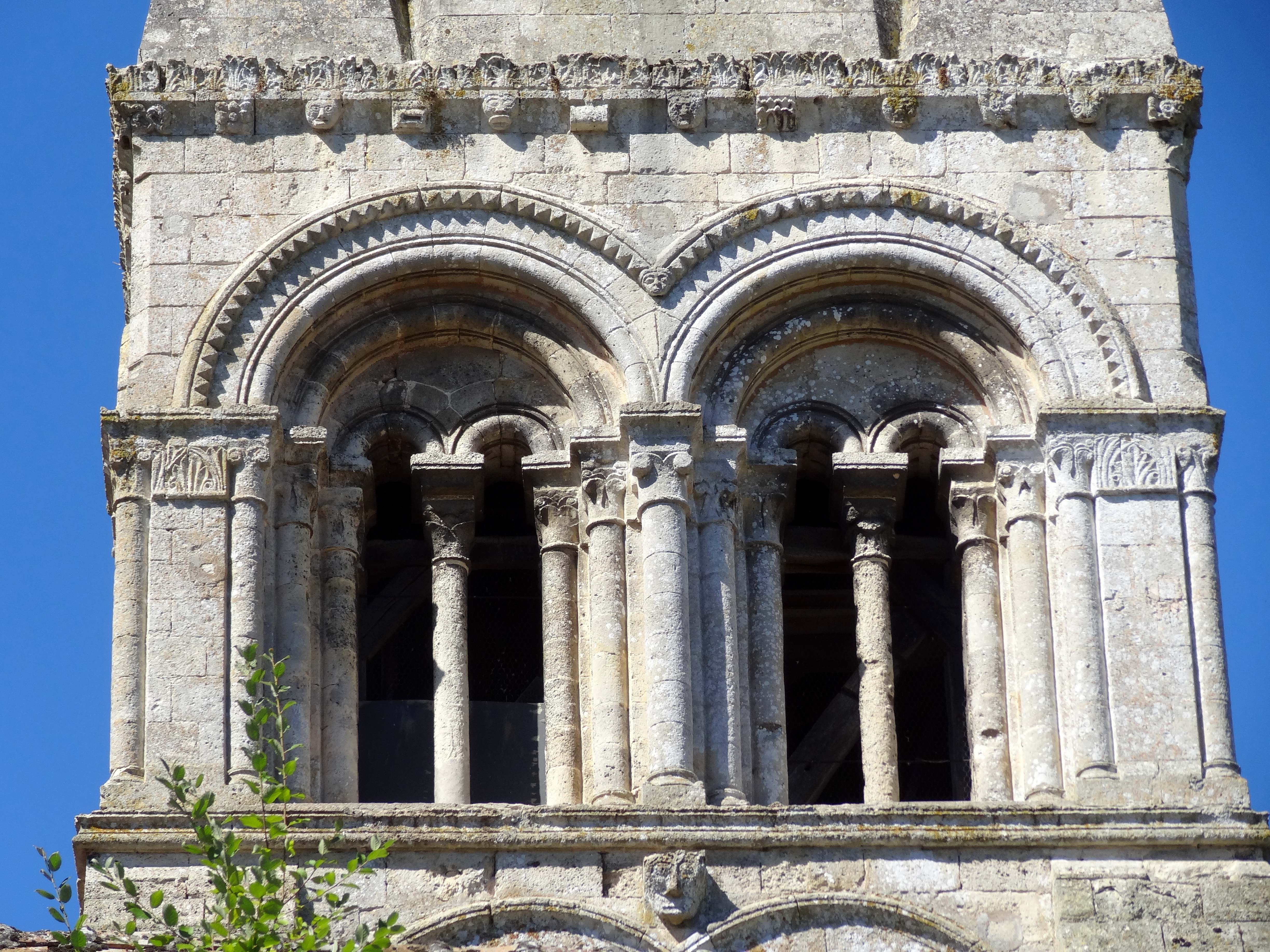
Étage de beffroi, vue depuis l'est.
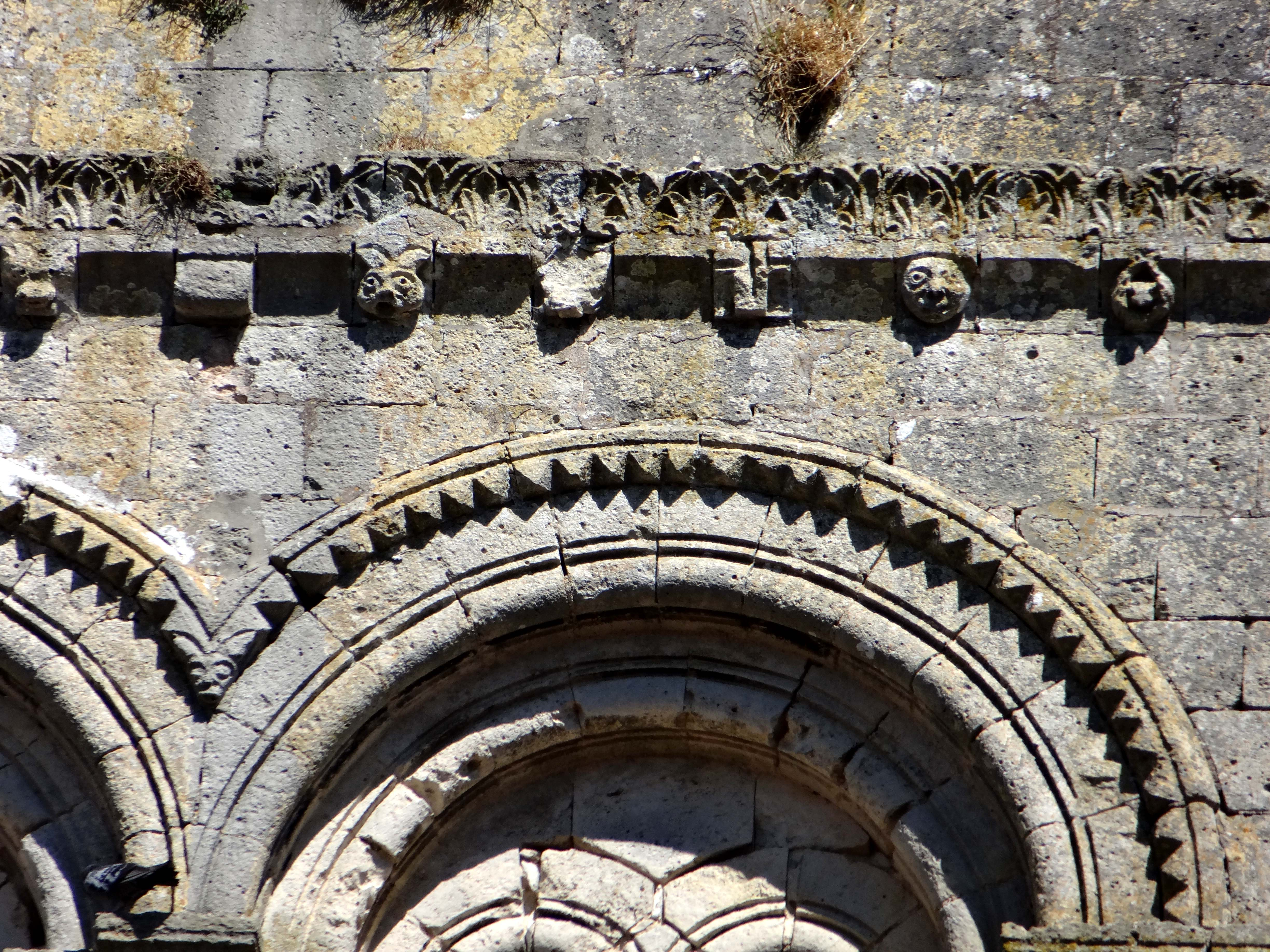
Étage de beffroi, corniche et archivolte.
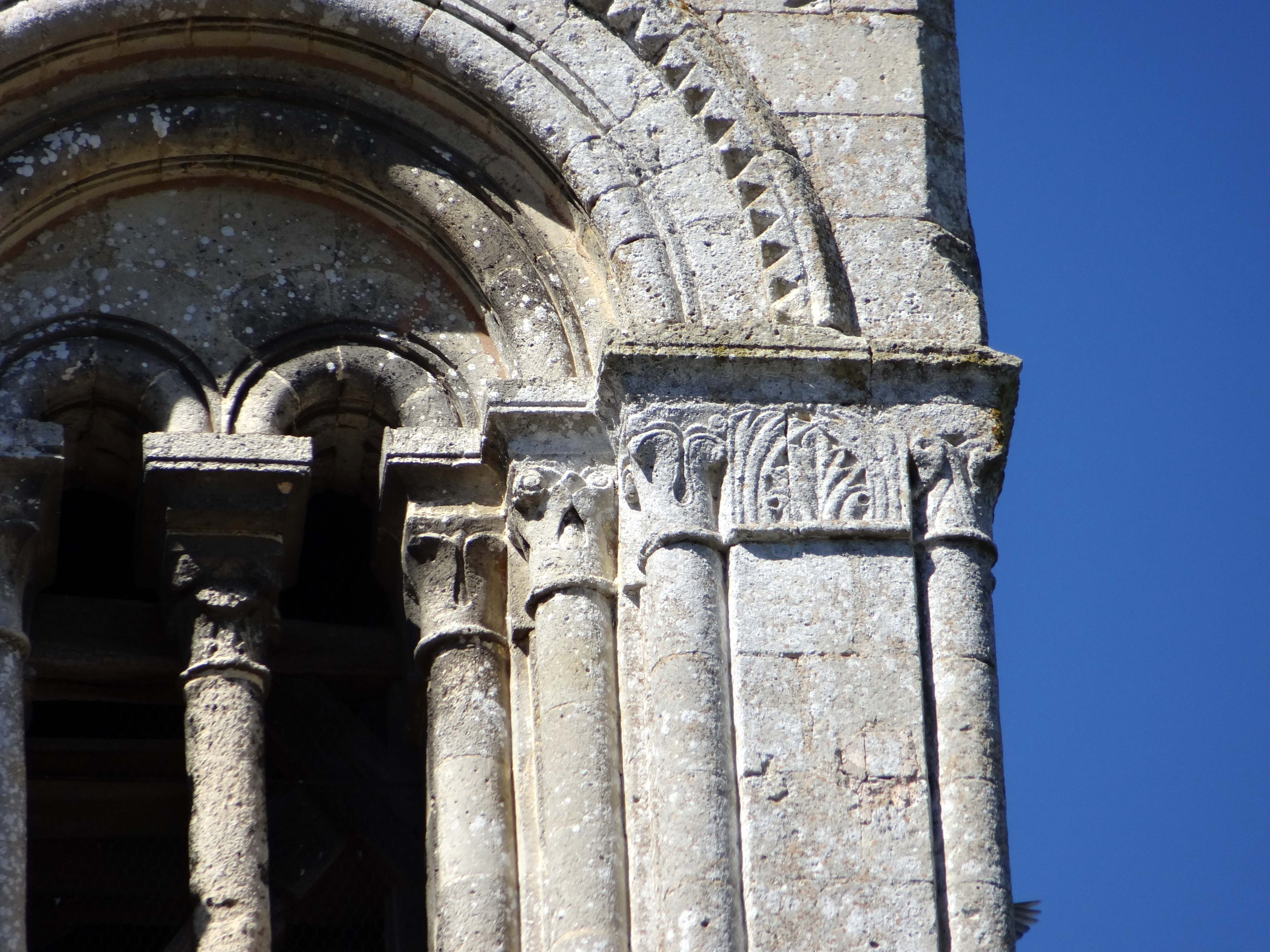
Étage de beffroi, côté est, chapiteaux à droite.
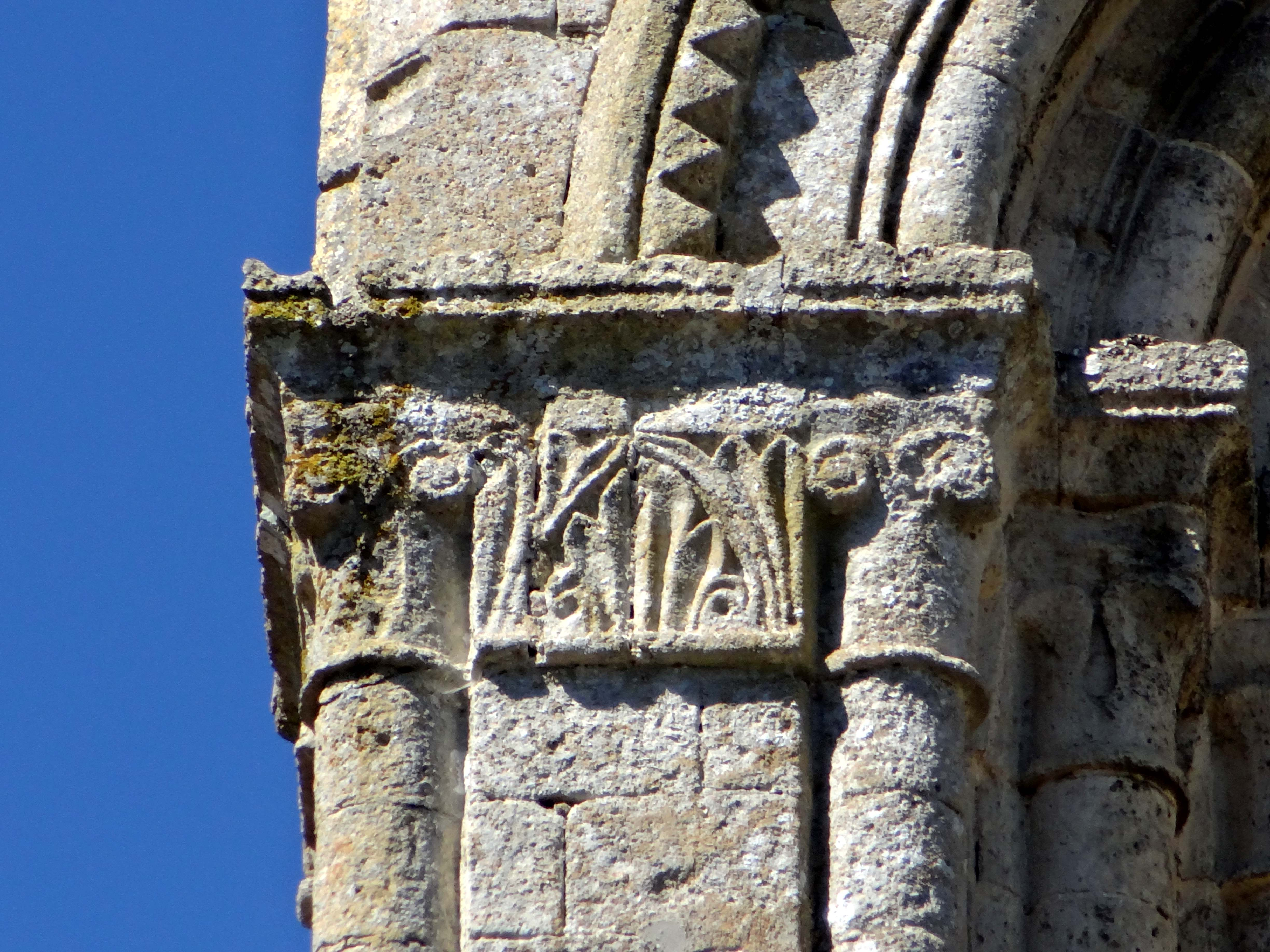
Id., chapiteaux et frise à gauche.
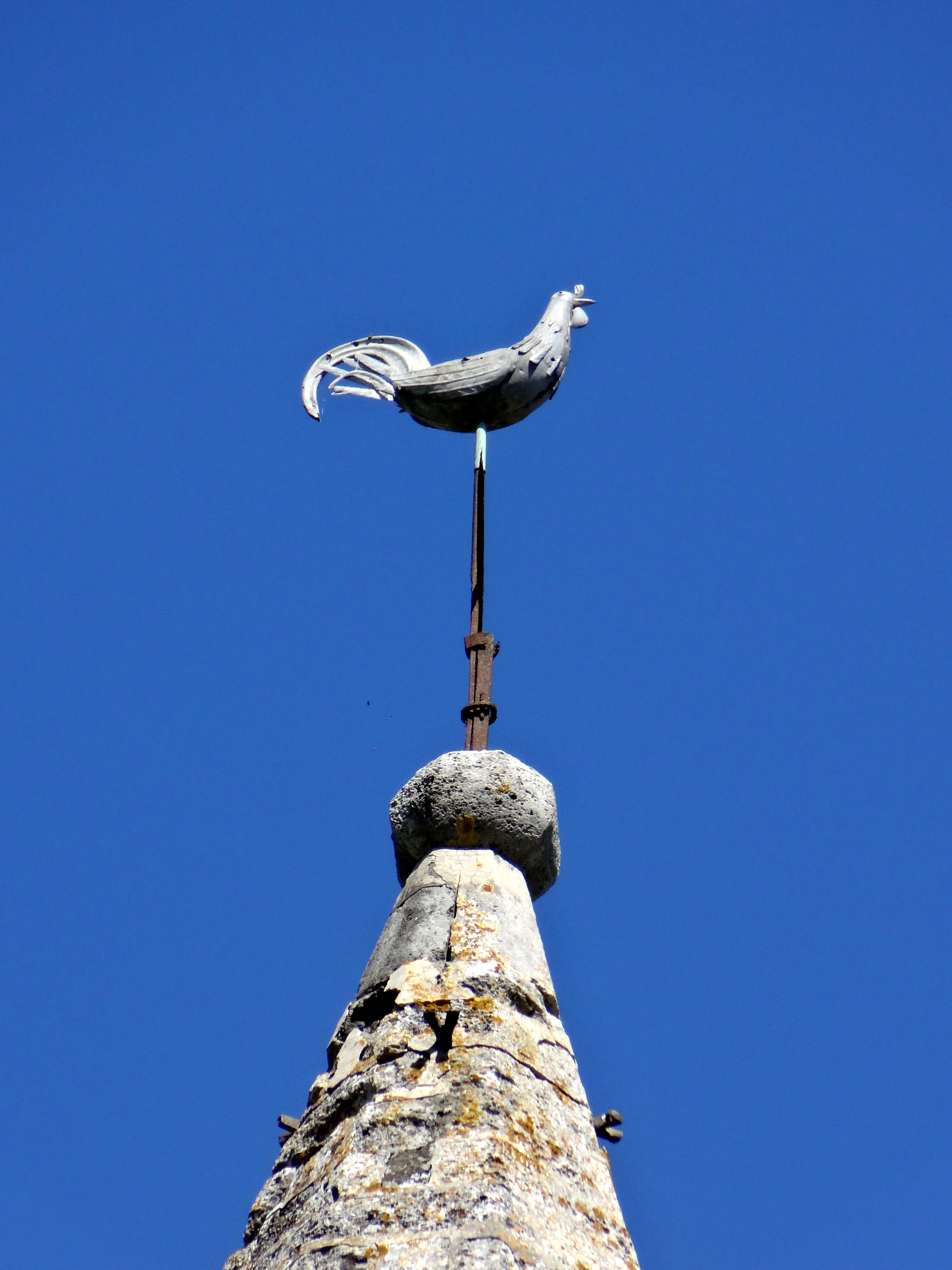
Girouette.

#### Parties gothiques

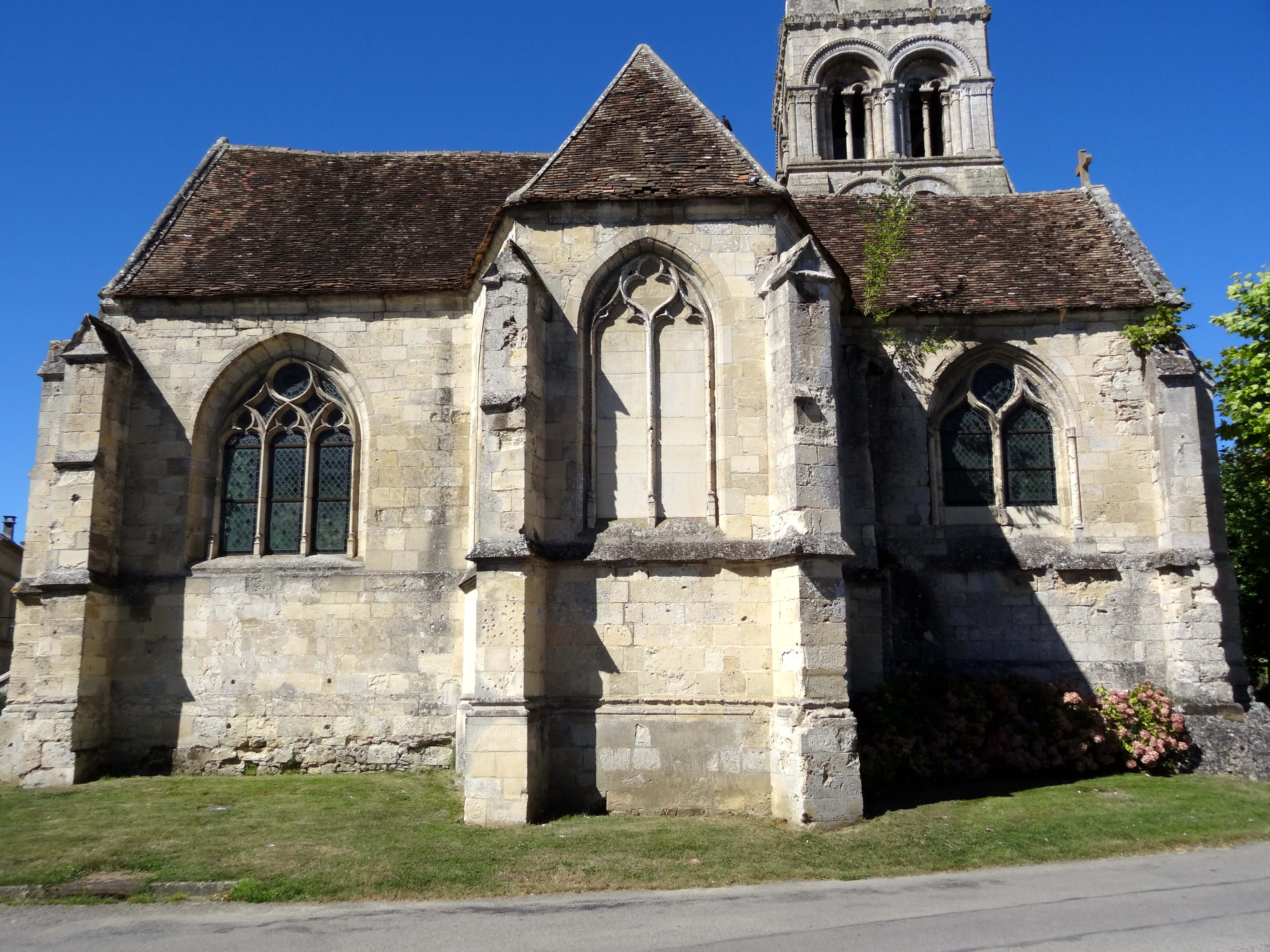
Chevet.

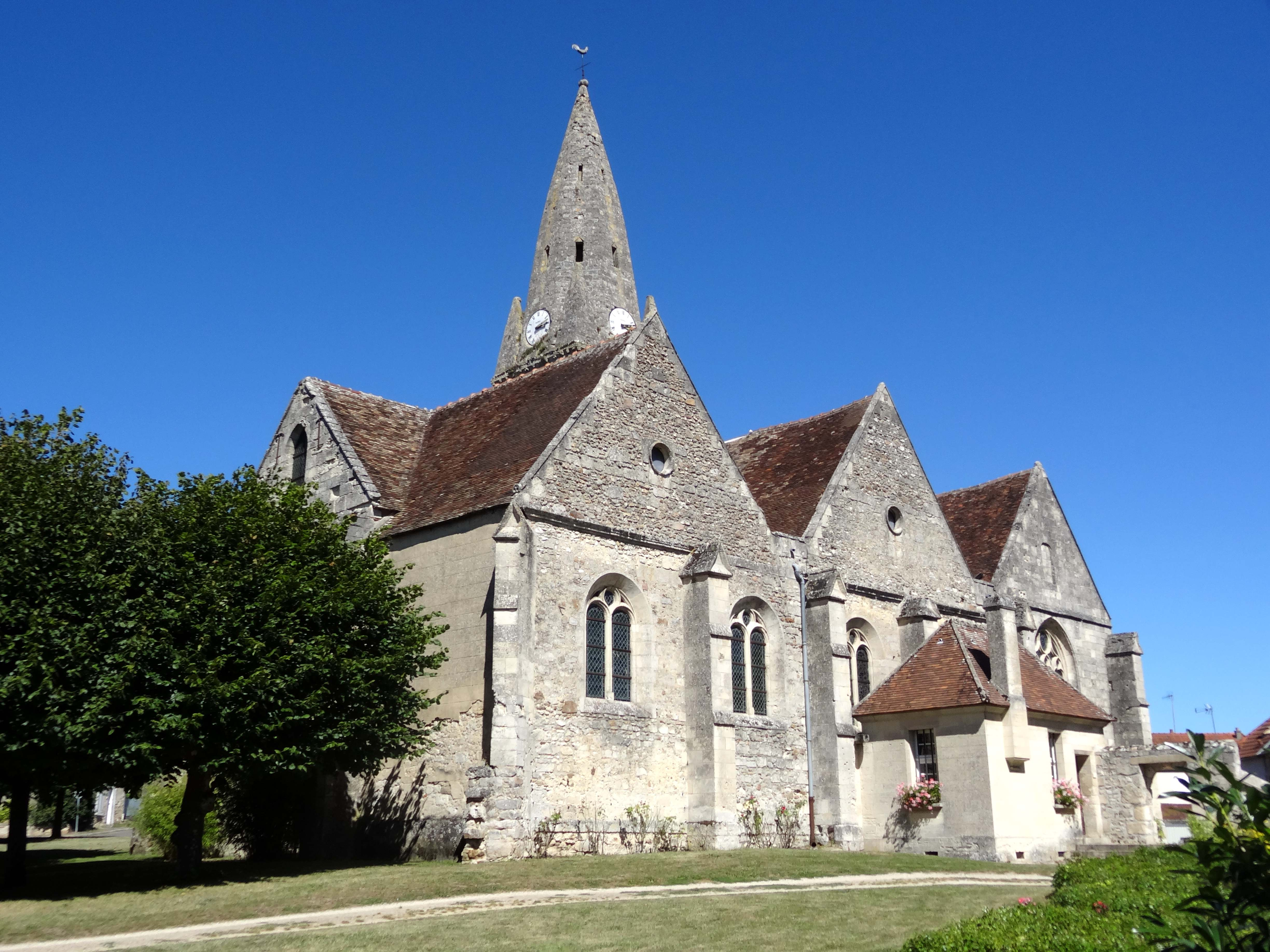
Vue depuis le sud-ouest.

L'architecture romane est peu représentée à l'extérieur de l'église. Elle ne concerne que la façade, en grande partie, et le clocher. Le bas-côté nord, sans style particulier, est certainement postérieur à la reconstruction flamboyante. L'élévation méridionale et le chevet sont ainsi entièrement gothiques, bien qu'ils tiennent leur effet par leur domination par le clocher roman. Ils sont assez harmonieux, puisque les trois campagnes de reconstruction successives au deuxième quart du XVIe siècle s'enchaînent apparemment sans interruption. Au nord, le mur gouttereau du chœur et le croisillon nord sont gothiques. Les parties gothiques ne sont pas toutes de la même qualité de construction. Le chœur et les croisillons, financés certainement par le chapitre de Soissons en tant que collateur de la cure, sont appareillés en pierre de taille, et la limite des allèges est soulignée par un larmier (arraché sur le chevet du croisillon sud lors de la démolition de la sacristie détruite pendant la Deuxième Guerre mondiale). Le bas-côté sud est bâti en moellons irréguliers, excepté les contreforts. Comme déjà évoqué, les baies du croisillon nord ont reçu un nouveau remplage, sans doute au moment de la reconstruction du bas-côté sud, si l'on juge d'après l'analogie de la modénature des fenêtres de ces deux parties. À l'extérieur seulement, les baies du croisillon nord sont flanquées de deux fines colonnettes en délit, qui remontent certainement aux années 1240, car tombées depuis longtemps en désuétude au XVIe siècle. On les a néanmoins équipées de chapiteaux Renaissance gravées de glyphes (dont l'un s'est perdu). Sinon, le croisillon nord se distingue des travées flamboyantes par ses contreforts amortis par un glacis.
En plus du larmier à la limite des allèges, les contreforts flamboyants de l'église sont scandés par un larmier à mi-hauteur des fenêtres, et coiffés d'un chaperon en bâtière. Conformément à l'usage à la période flamboyante, une plinthe moulurée court après les premières assises. Le décor sculpté est entièrement absent. L'élévation méridionale se remarque toutefois par sa succession de trois pignons. Les deux premiers recouvrent deux travées à la fois, et non une seule, sans doute à la faveur d'une harmonisation avec le pignon du croisillon. Généralement, le recouvrement indépendant des travées des bas-côtés par des toits en bâtière perpendiculairement à l'axe de l'église est rare sur les églises rurales de la région. On peut citer, à titre d'exemple, Crouy-en-Thelle, Fresnoy-la-Rivière, Sacy-le-Grand, Ully-Saint-Georges et Vaudancourt. Les pignons des bas-côtés sont percés d'un petit oculus, et ceux des croisillons, d'une baie rectangulaire au nord et d'une baie en anse de panier au sud. À l'instar de la fenêtre, elle est désaxée vers la gauche, ce qui résulte de son alignement sur la grande arcade vers la croisée du transept. Le croisillon est en effet plus profond que cette dernière du côté est, et cache ainsi le mur gouttereau de la travée droite du chœur. Le pignon du croisillon nord est le seul qui soit sommé d'une croix en antéfixe. En dépit des deux pignons, destinés à donner grande allure à l'ensemble, le bas-côté sud n'est pas construit avec trop grand soin. Il n'y a même pas de gargouilles pour l'évacuation des eaux pluviales des noues entre les toitures, et le premier contrefort intermédiaire n'est pas situé à l'aplomb du sommet du pignon. Le portail latéral actuel dans la quatrième travée est néo-classique, et cantonné de deux pilastres doriques stylisés. Le portail bouché à sa droite est flamboyant tardif, et simplement entouré d'une voussure en anse de panier, dont les arêtes sont moulurées d'un boudin. Ce boudin, incongru à l'apogée de l'architecture flamboyante qui préfère les profils aigus, est à rapprocher des coins émoussés des nervures des vôutes.

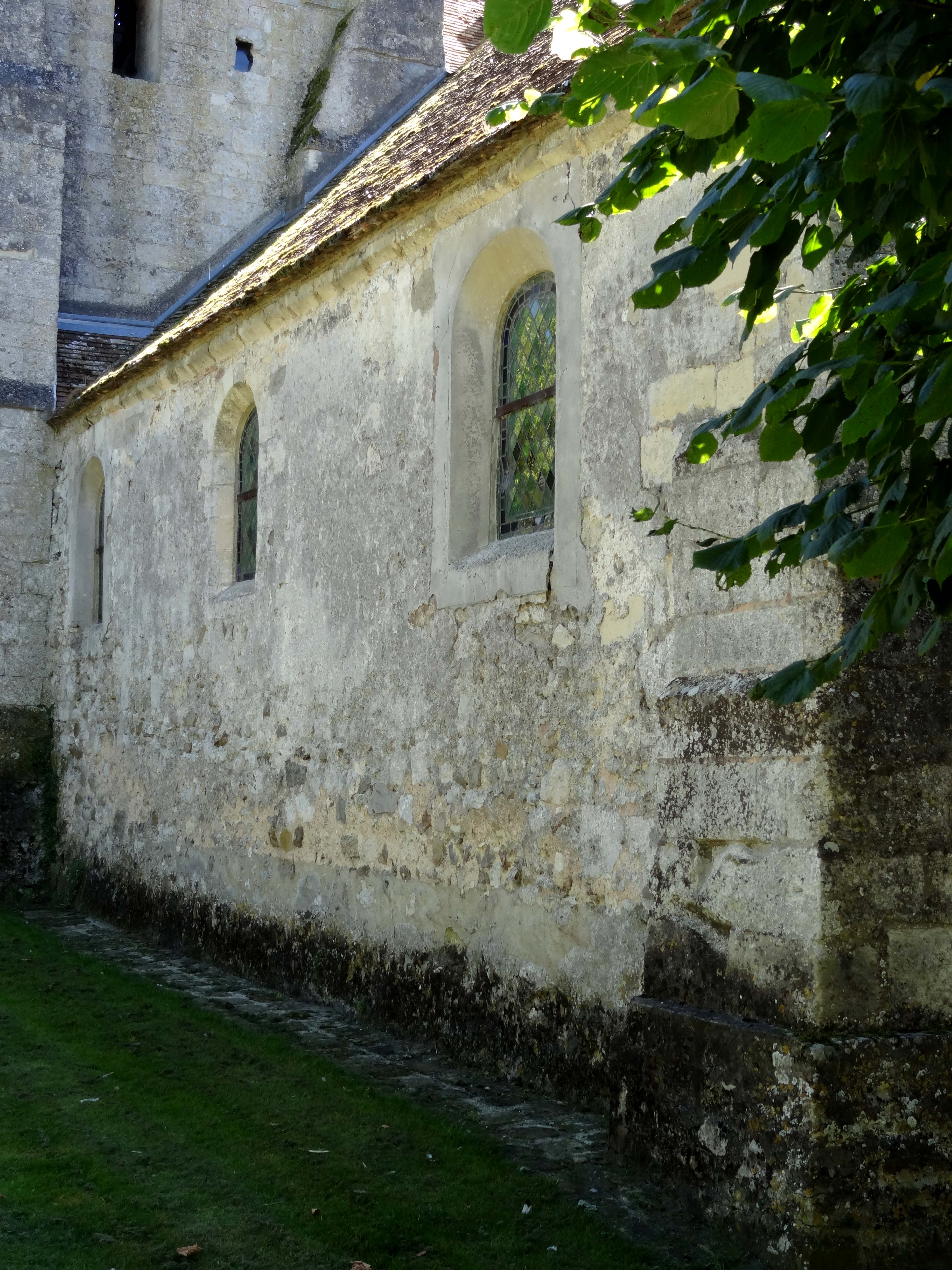
Bas-côté nord.
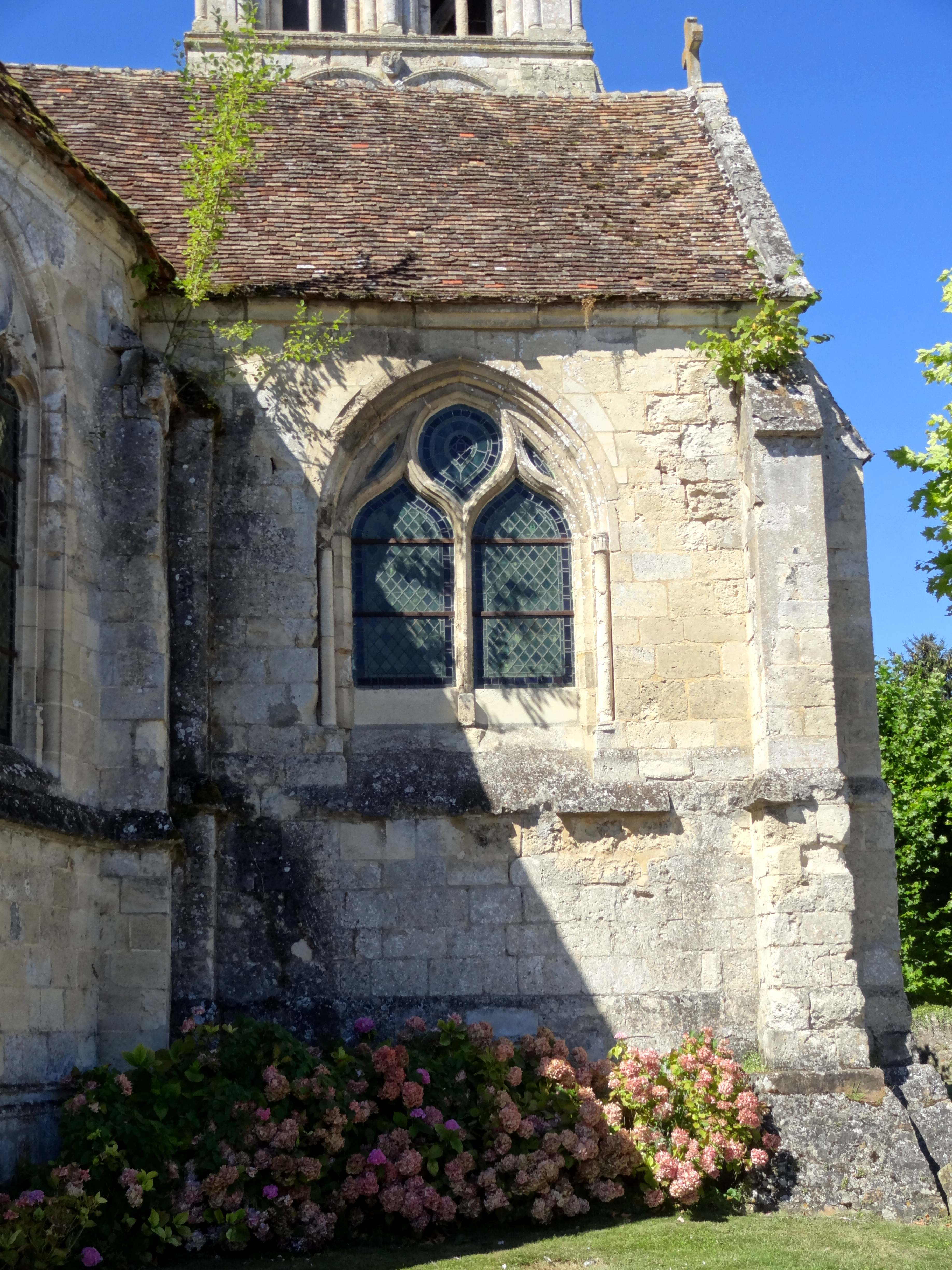
Croisillon nord, côté est.
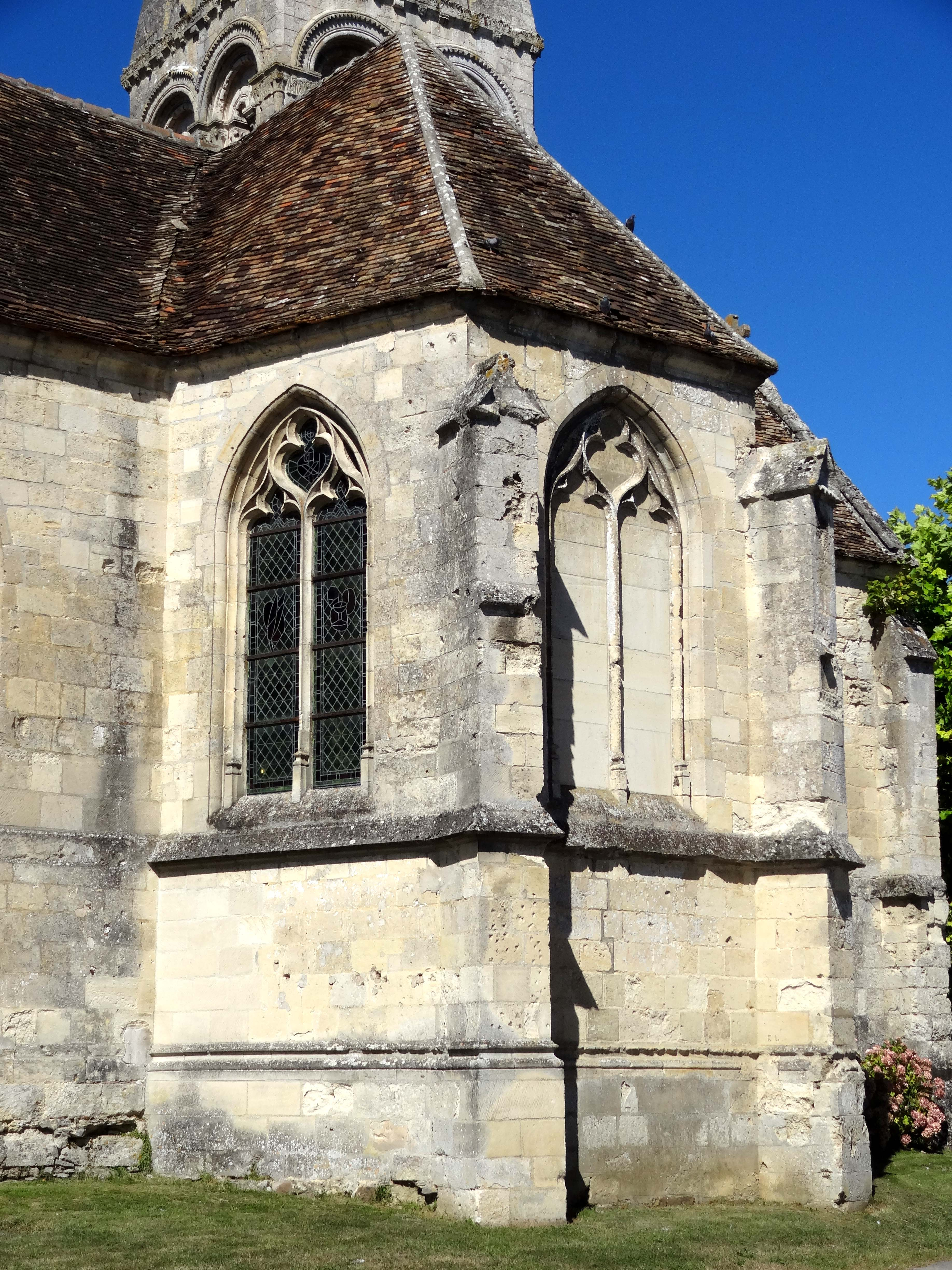
Chœur, vue depuis le sud-est.
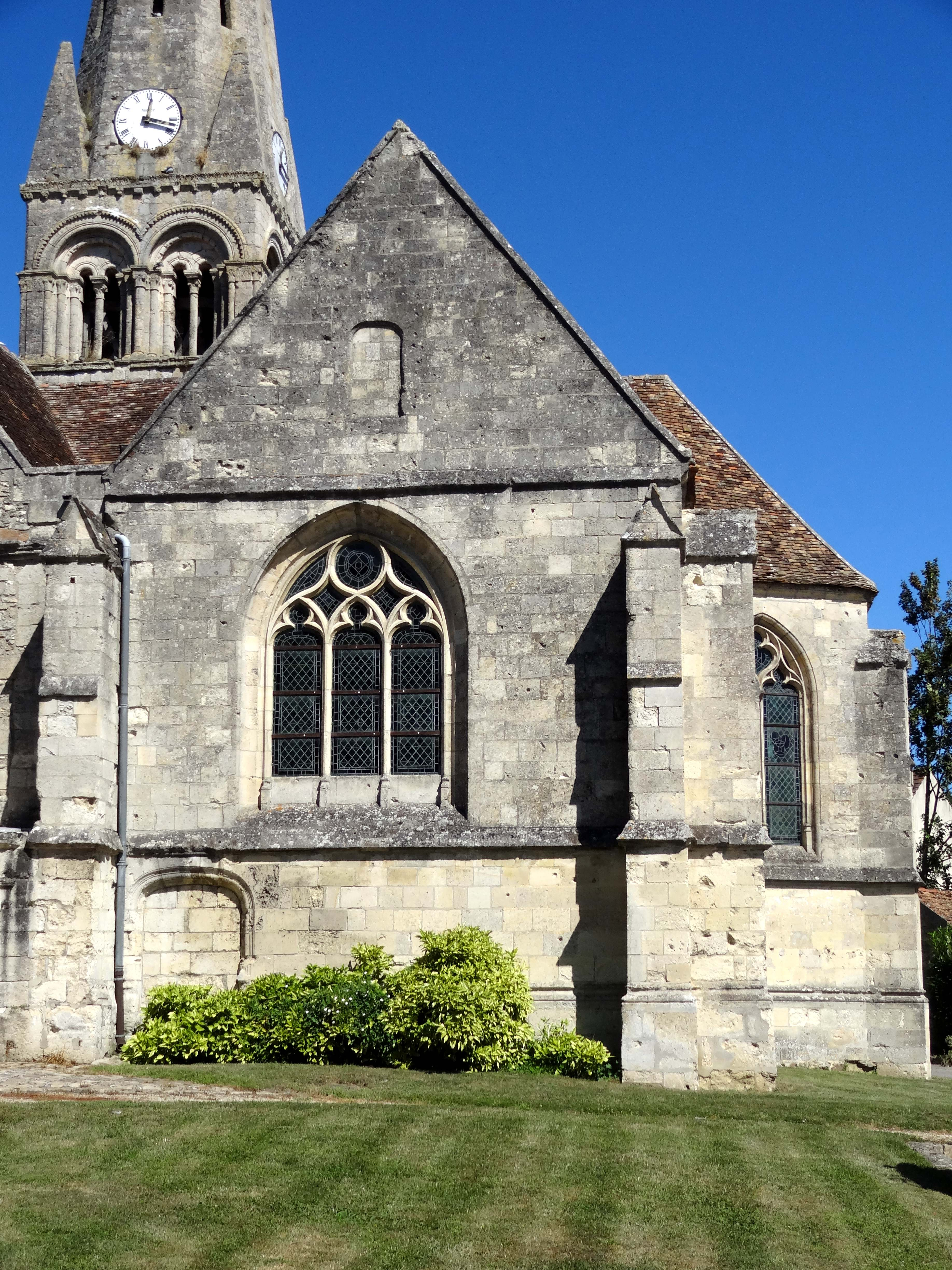
Croisillon sud, côté sud.
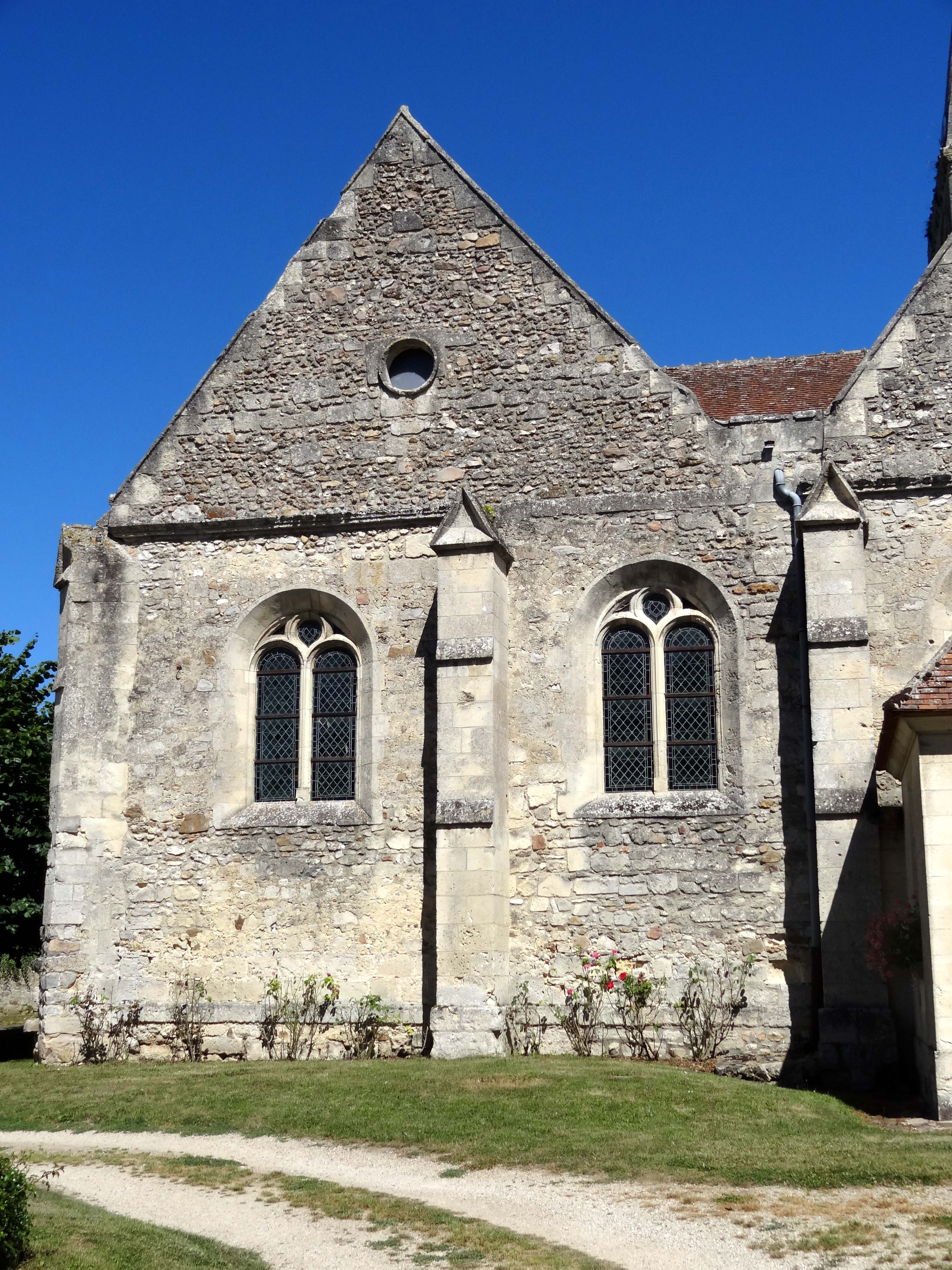
Bas-côté sud, 1re et 2e travée.
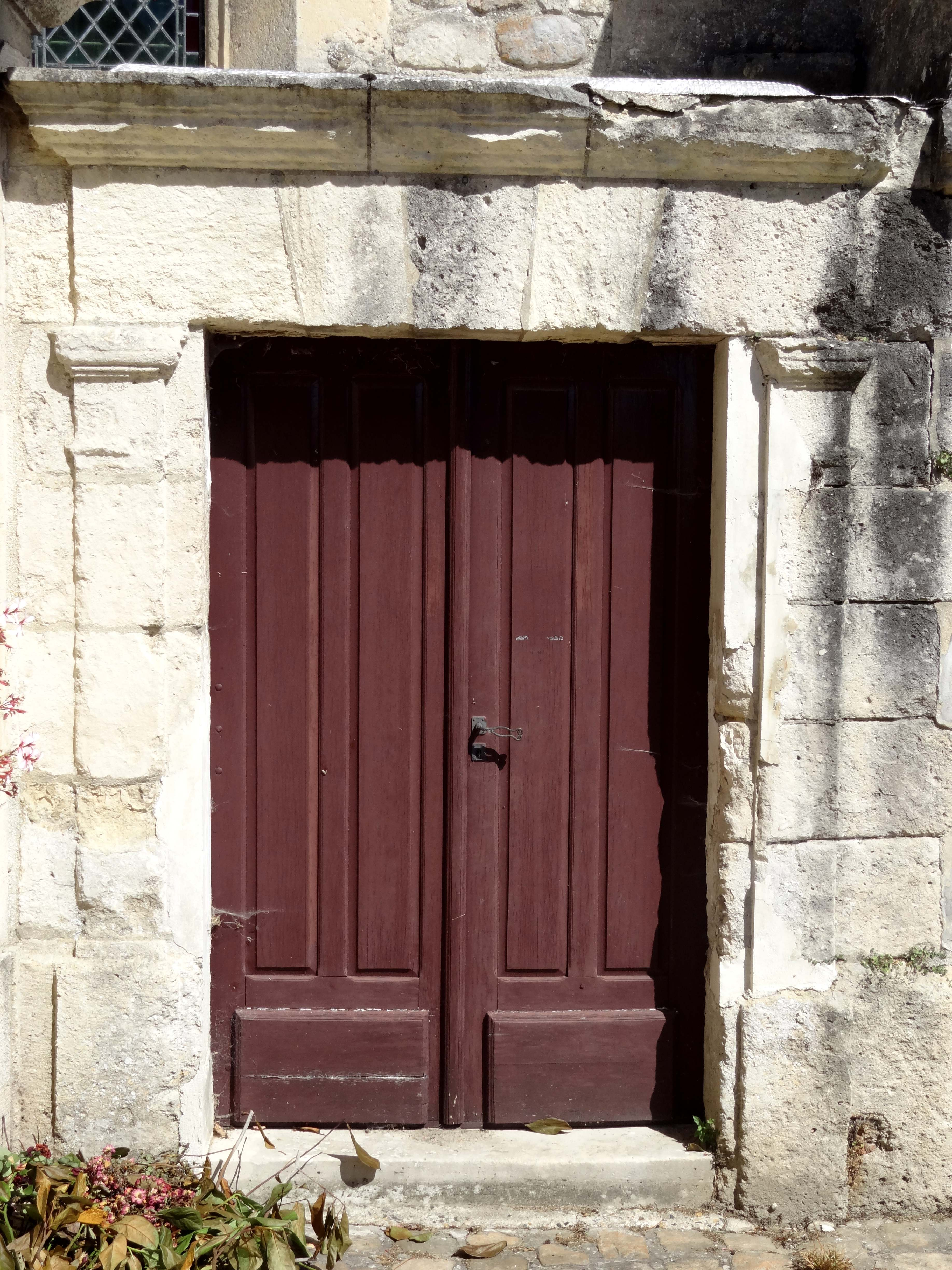
Portail néo-classique de la 4e travée.

## Mobilier
Parmi le mobilier de l'église, quatorze éléments ou ensembles sont classés ou inscrits monument historique. Également classée était une verrière du XVIe siècle dans le bas-côté sud (no 10), qui datait du XVIe siècle et a été détruite pendant la Seconde Guerre mondiale. Quelques fragments ont été incorporés en haut de la verrière neuve confectionnée en 1950 par les ateliers Villette Monsaingeon.

### Mobilier liturgique et divers

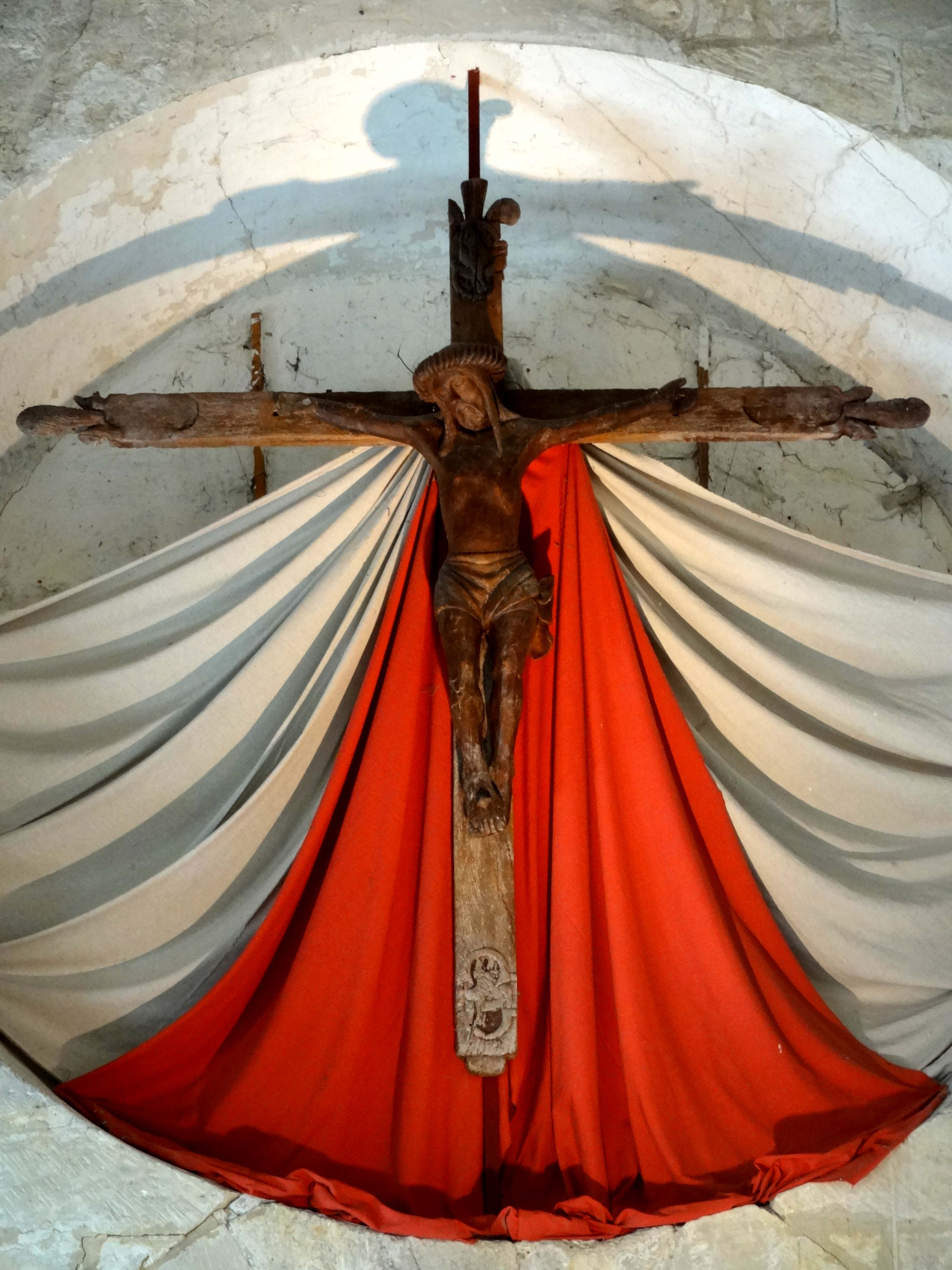
Christ en croix.

- Le Christ en croix en bois taillé, accroché devant l'oculus bouché au revers de la façade, mesure 180 cm de hauteur pour 160 cm de largeur. Il n'est pas daté, mais représente l'unique œuvre de sculpture remarquable de l'église en dehors des deux retables au chevet des croisillons du transept, et est inscrit depuis juin 2003[23].
- Les fonts baptismaux, placés au début du bas-côté sud, sont en pierre calcaire. Ils mesurent 100 cm de hauteur et 94 cm de diamètre, et datent du XVe siècle. Subsiste le couvercle en bois de chêne avec ses ferrures en fer forgé, mais le revêtement intérieur de la cuve (en cuivre ou en plomb) a disparu. Ces fonts sont d'une grande simplicité. Ils se composent d'une cuve octogonale, moulurée à la bordure d'un boudin et d'une faible gorge, aux faces galbées qui se rajeunissent vers le bas, et d'un fût également octogonal, qui comporte en haut une tablette biseautée. La pierre porte les traces d'un badigeon blanc. Ces fonts, qui restent bien en deçà de nombre de réalisations de leur époque, sont néanmoins inscrits depuis juin 2003[24].
- Le confessionnal, placé au début du bas-côté nord, est en bois de chêne taillé, et date du XVIIIe siècle. Son plan au sol est en hémicycle. Il est remarquable pour la dynamique de ses lignes, et l'absence de lignes horizontales, sauf sur la petite porte basse de la loge centrale, qui est de forme carrée. L'ouverture de la loge est en plein cintre, et surmontée d'un panneau qui épouse la même forme. Il tient ainsi en même temps lieu de fronton, mais n'en adopte pas les caractéristiques, excepté pour la corniche moulurée du profil d'un entablement simplifié. Sans aucune interruption, cette corniche se prolonge latéralement au-dessus des loges latérales, et accuse un tracé légèrement galbé. Les loges latérales n'ont pas de portes. Leurs ouvertures, approximativement en anse de panier, sont entourées de moulures, qui se rencontrent au sommet de l'arc par deux volutes dissymétriques, dont l'une se recourbe vers le bas, et l'autre se recourbe vers le haut. Le dessin de ce confessionnal fait preuve d'une recherche stylistique avancée, et constitue une œuvre d'ébénisterie de grande qualité, d'un style quasiment intemporel. Il est inscrit depuis juin 2003[25].
- Parmi le mobilier de la sacristie, deux meubles en bois de chêne taillé et ciré du XVIIe siècle, conservés en bon état, sont inscrits depuis juin 2003. Ce sont un grand buffet à deux corps avec deux faux tiroirs en façade, mesurant 206 cm de hauteur pour 134 cm de largeur[26], et un chasublier (soit une commode avec six larges tiroirs) mesurant 97 cm de hauteur pour 157 cm de largeur[27].
- Quelques meubles en bois de chêne du XVIIIe siècle sont également inscrits depuis juin 2003. Ce sont seize bancs de fidèles disposés dans la nef et le bas-côté sud[28] ; une banquette mesurant seulement 96 cm de largeur[29] ; et deux tabourets[30] (sans illustration).

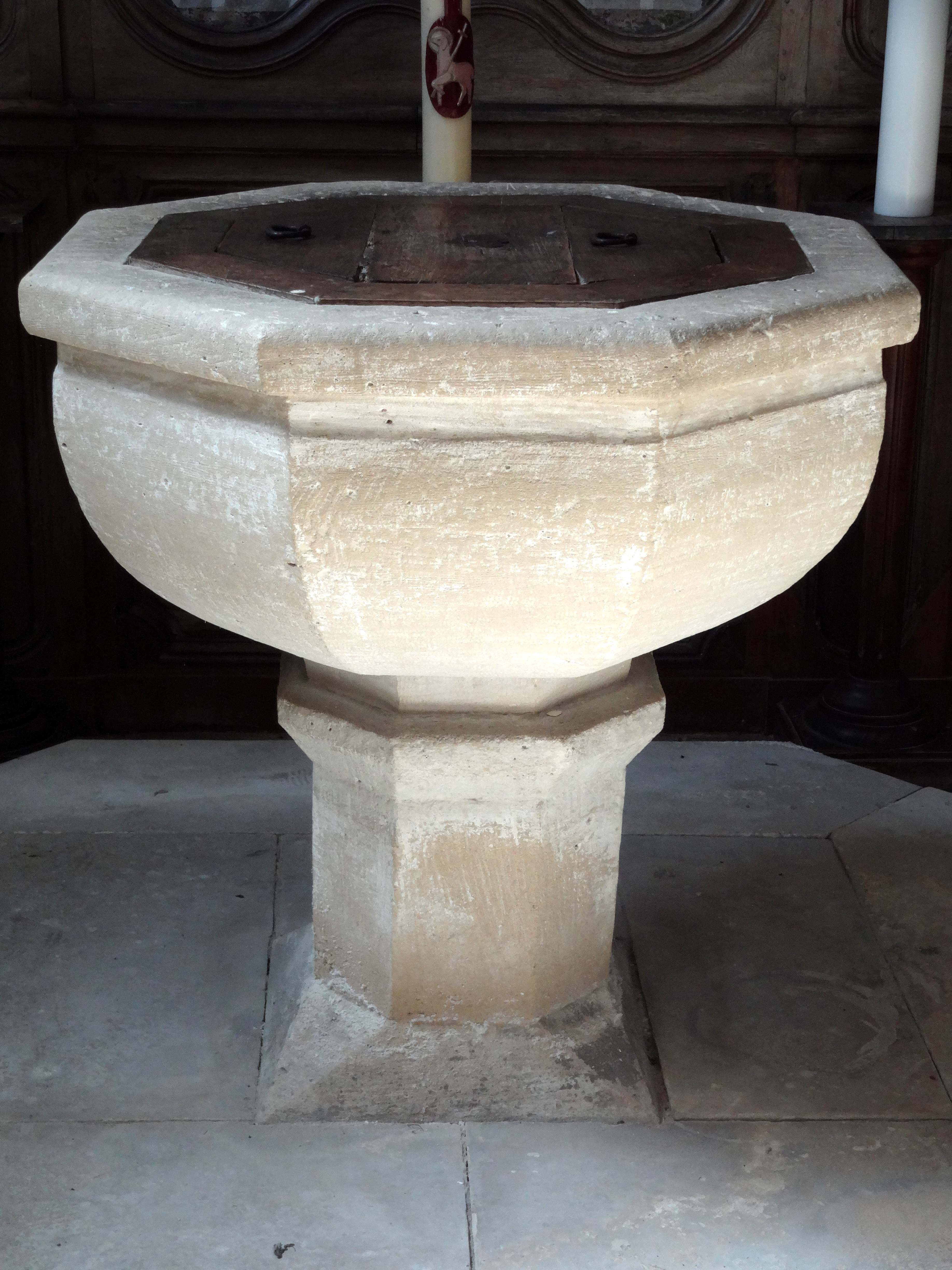
Fonts baptismaux.
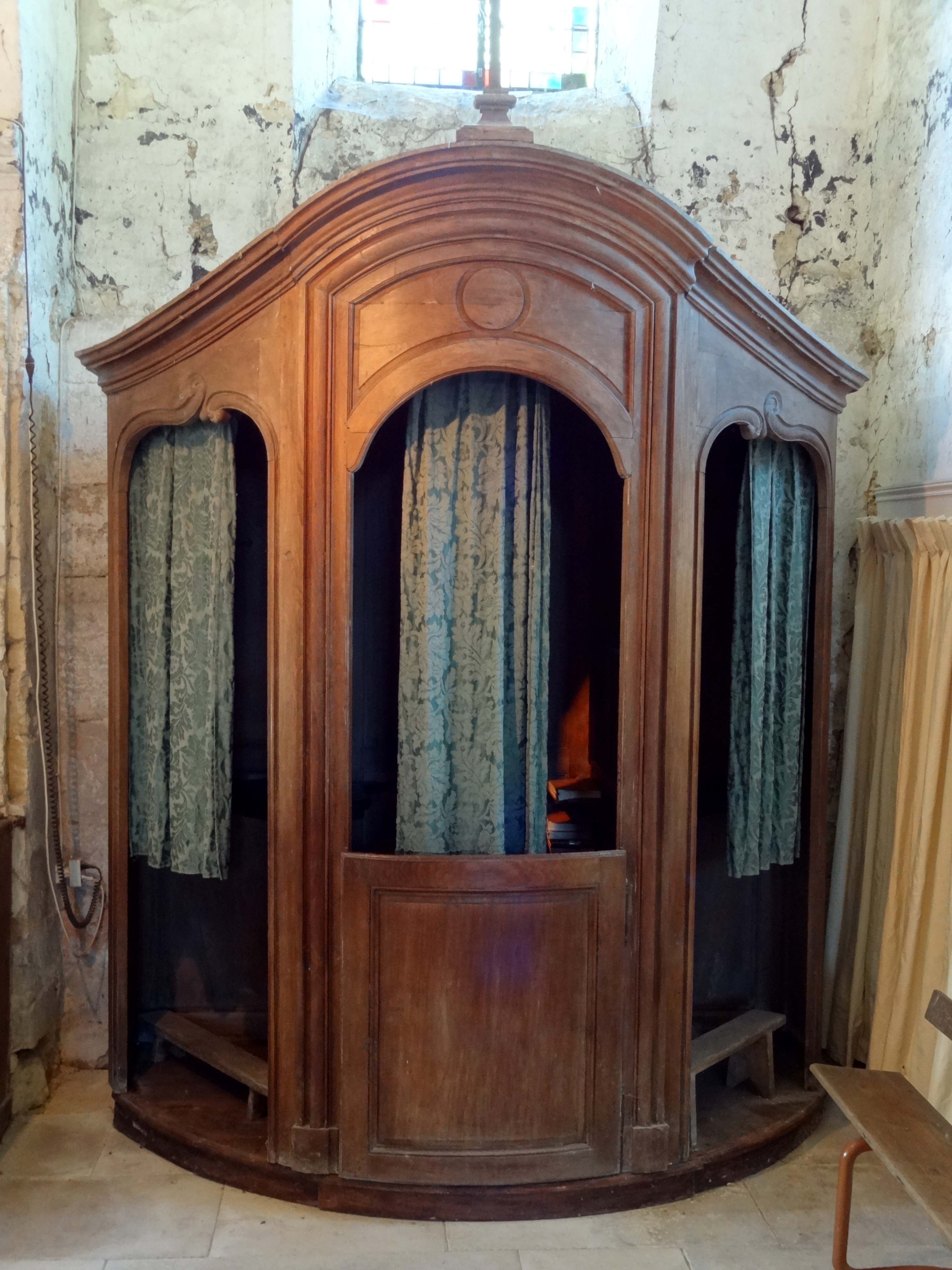
Confessionnal.
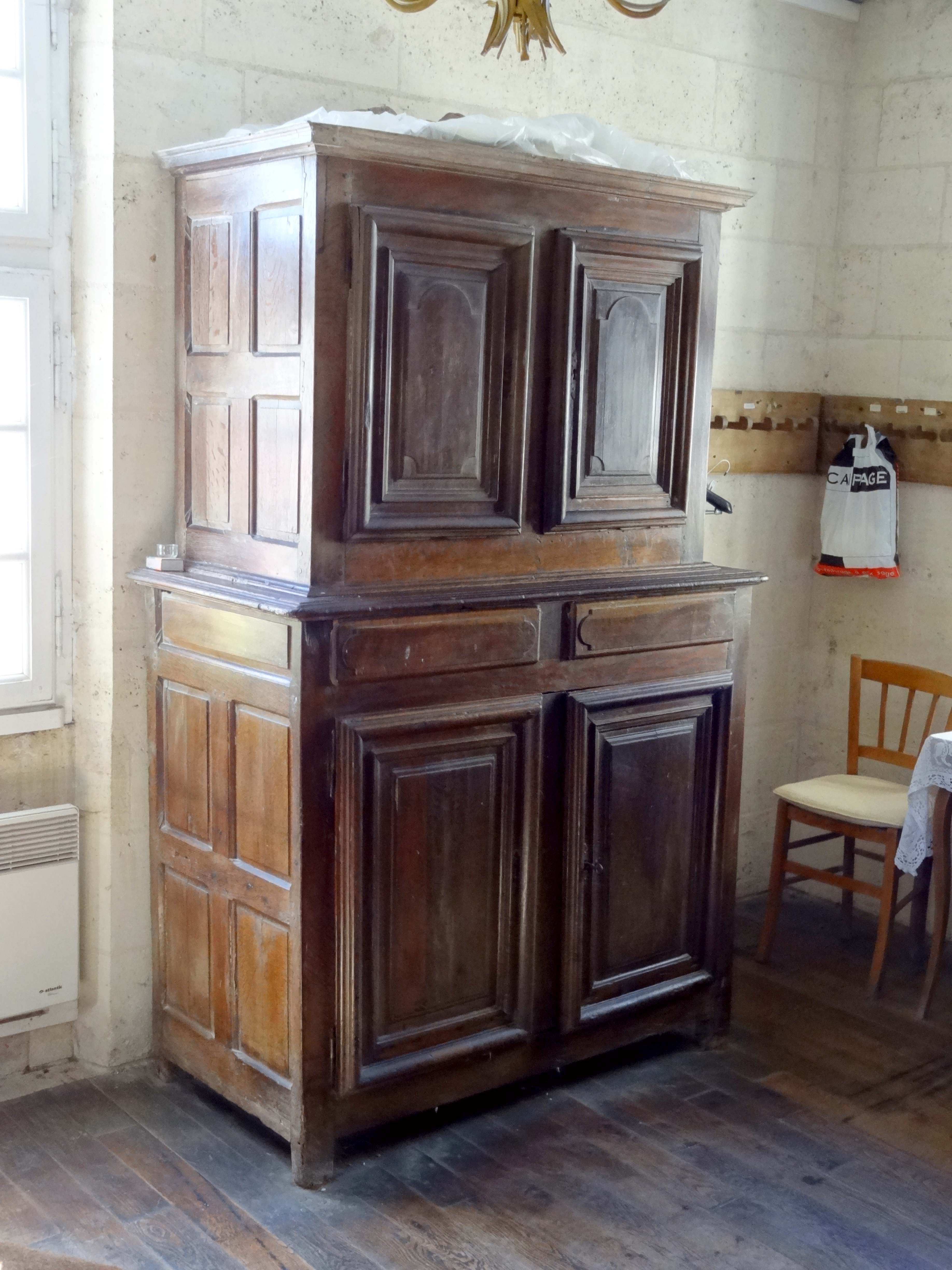
Buffet.
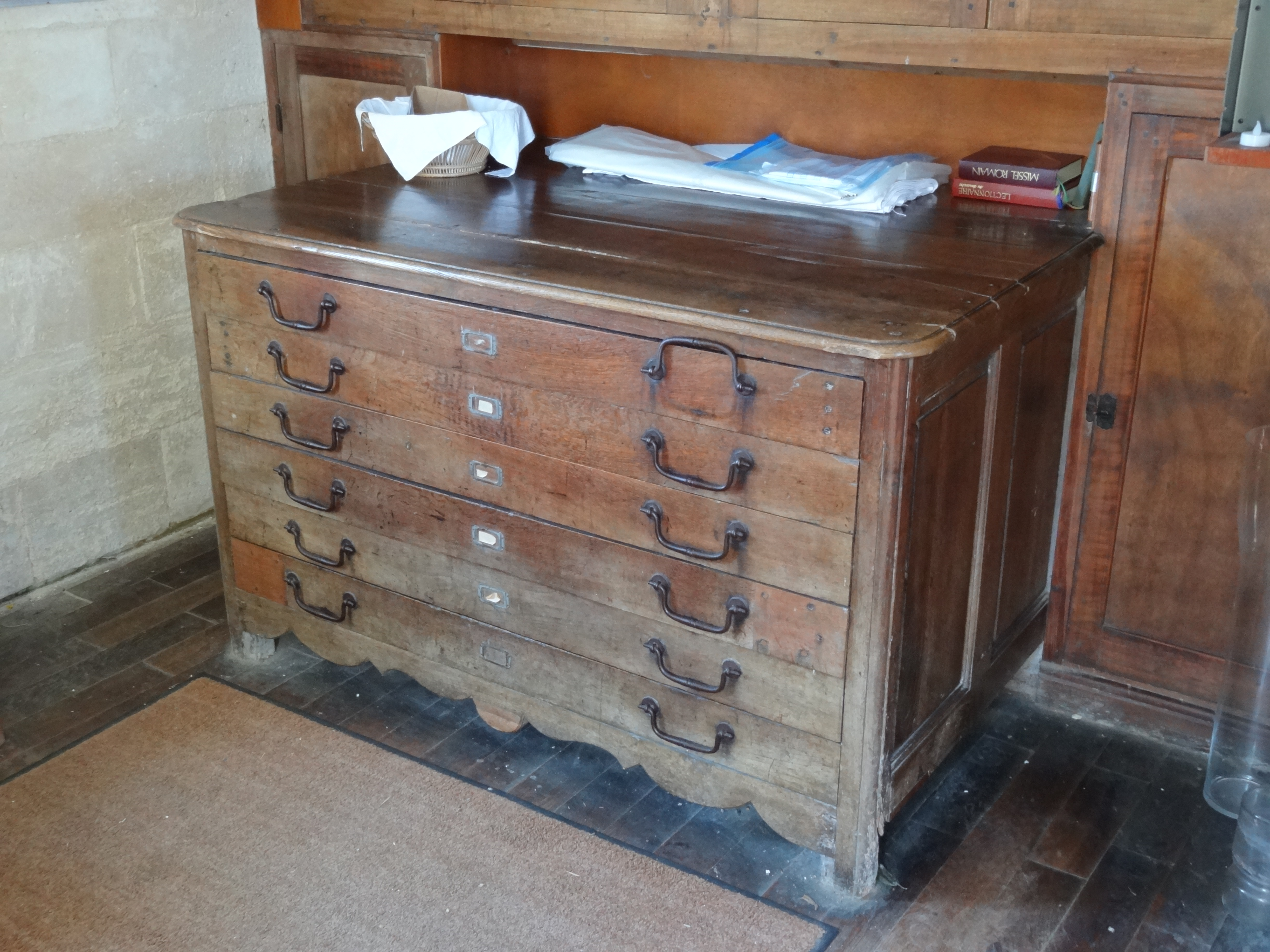
Chasublier.

### Peinture

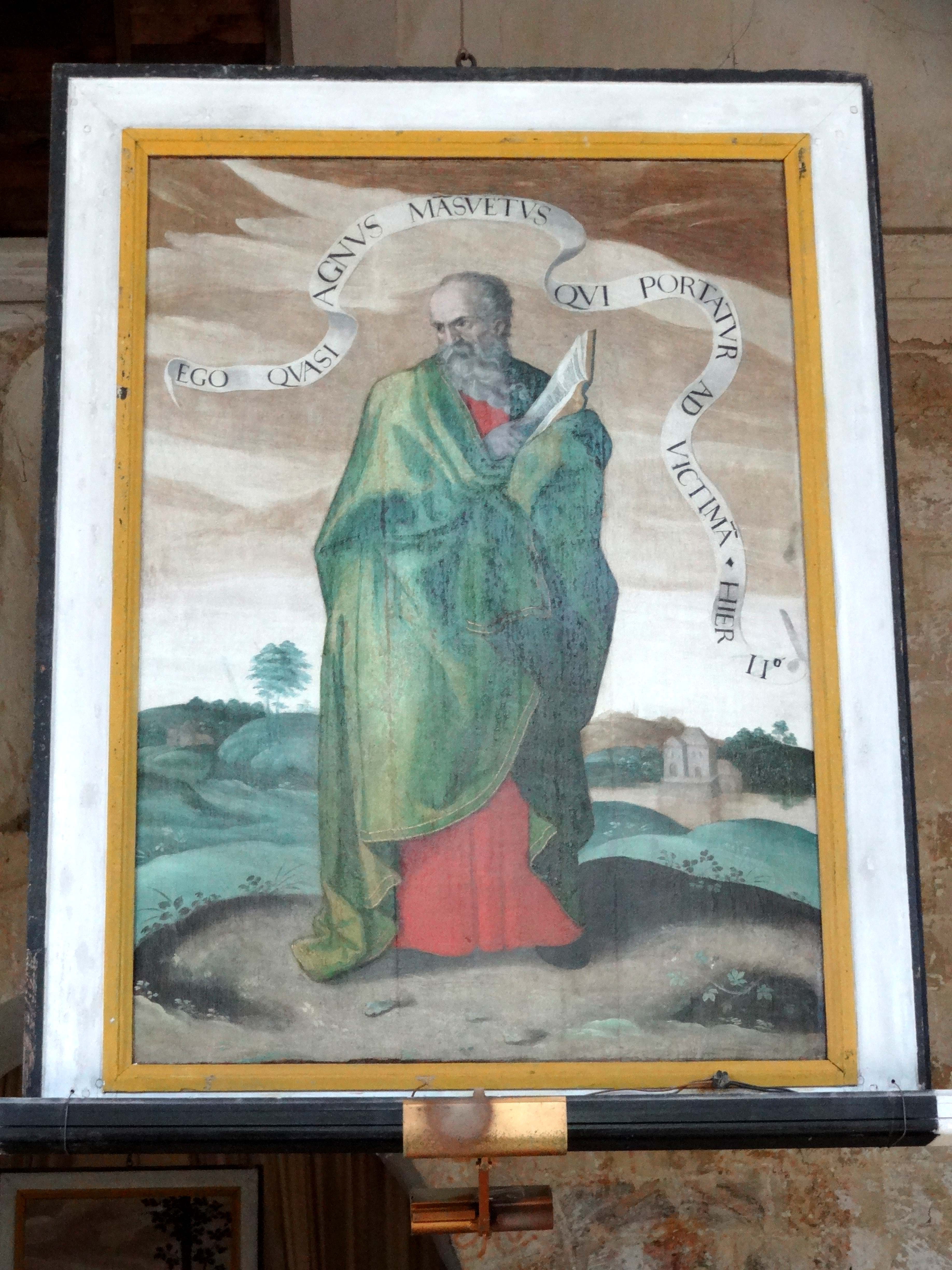
Tableau - Le prophète Jérémie.

- Les quatre panneaux de bois peints recto / verso, avec un sujet par face, mesurent 100 cm de hauteur pour 80 cm de largeur, et datent du XVIe siècle. Deux illustrent d'un côté un épisode de la Passion du Christ, et pourraient faire partie d'un chemin de croix, si l'autre face n'était pas peinte. Ce sont le portement de Croix et la descente de Croix. Deux autres panneaux se rapportent au sacrifice d'Isaac. L'un montre Abraham, portant un sabre dans une main, et marchant aux côtés de son fils Isaac, qui porte une lampe à huile dans une main, et quelques fagots de bois sur son épaule droite. L'autre montre Isaac, les yeux bandés et les mains liées, agenouillé par terre, tandis que son père s'apprête à lui trancher la gorge avec son sabre. Quatre autres tableaux représentent un prophète de face et en pied, surmonté d'un phylactère sur lequel se lit une citation de l'Ancien Testament. Avec un livre comme seul attribut sur trois des tableaux, un seul sujet a été identifié. Il est couronné, vêtu d'un manteau rouge, et porte un sceptre. Ce serait le roi David, car l'inscription est sorti du psaume de David : « Foderunt manus meas et pedes meos / Psal 21° » (Ps 22,17, chapitre 21 n'est pas correct)[31]. La citation allant avec le personnage vêtu d'un manteau vert est : « Ego quasi agnus mansuetus qui portatur ad victimam / Hier 11° » (Jr 11,19)[32]. Le phylactère accompagnant un autre homme au manteau rouge annonce : « Et post hebdomades sexaginta duas occidetur xps / Daniel 9° » (Da 9,26)[33]. Un quatrième homme est vêtu d'un court manteau rouge au-dessus d'une robe rose, et touche de sa main droite le phylactère. Ici, l'inscription est la suivante : « Oblatus est quia ipse voluit / Isaïe 53 » (Es 53,7)[34]. En toute logique, il devrait s'agir des prophètes Jérémie, Daniel et Isaïe. Tous ces panneaux devraient provenir de retables à volets démantelés, ou de boiseries. Ils ont été restaurés, et sont inscrits depuis juin 2003[35].
- Le tableau représentant le portement de Croix est peint à l'huile sur toile, et date du milieu du XVIe siècle. Ce tableau fait un gros plan sur Jésus, et il remplit les trois quarts de sa superficie. De cette manière, il reste presque pas de place pour le contexte et le cadre paysager, qui sont tout à fait négligés. Les doigts du pied gauche et une branche de la croix sont coupés par le cadre, et le sommet de la croix se situe en dehors du cadre. La perspective semble être étudiée pour un tableau accroché en hauteur, que le spectateur contemple de plusieurs mètres de distance, ce qui explique que tout le corps soit tassé, mais il y a aussi des maladresses imputables à l'artiste, dont notamment une position anatomiquement impossible de la main gauche. L'œuvre est néanmoins d'un intérêt historique certain : en bas à gauche, une inscription indique « C'EST LE VRAY PORTRAICT DE IESUS CHRIST SELON LA S. FACE DE ROME… », et la figure du Christ a donc été peinte d'après la Sainte Face vénérée dans la basilique Saint-Pierre de Rome. Selon la même inscription, le tableau a été rapporté par le cardinal Charles de Lorraine (1524-1574) pour sa sœur Renée de Lorraine-Guise (1522-1602), abbesse de Saint-Pierre-les-Dames à Reims. Cette œuvre n'est pas encore protégée au titre des monuments historiques à ce jour.
- Un autre tableau, sans grande valeur artistique, illustre l'Annonciation faite à la Vierge Marie par l'archange Gabriel.

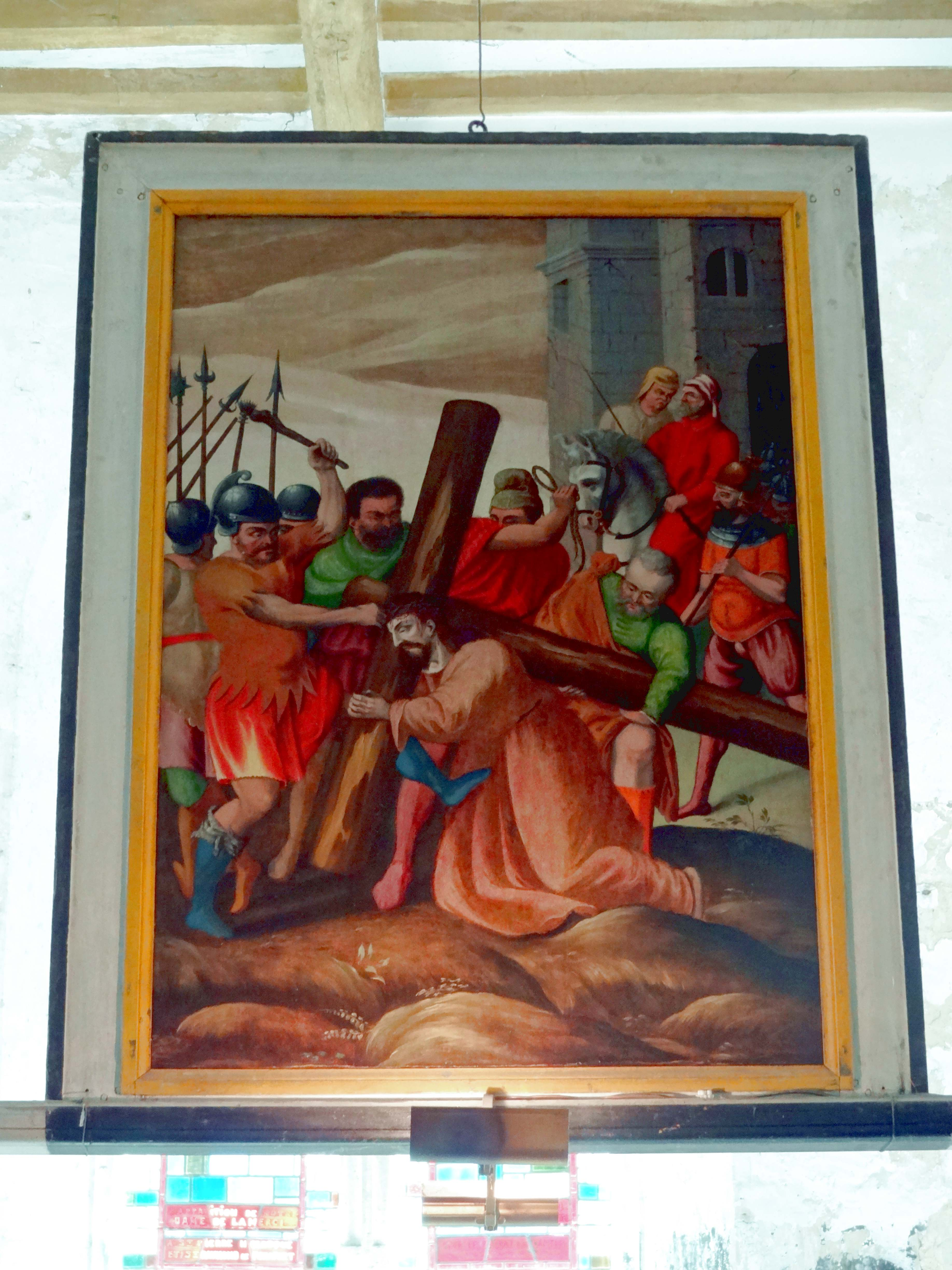
Portement de Croix.
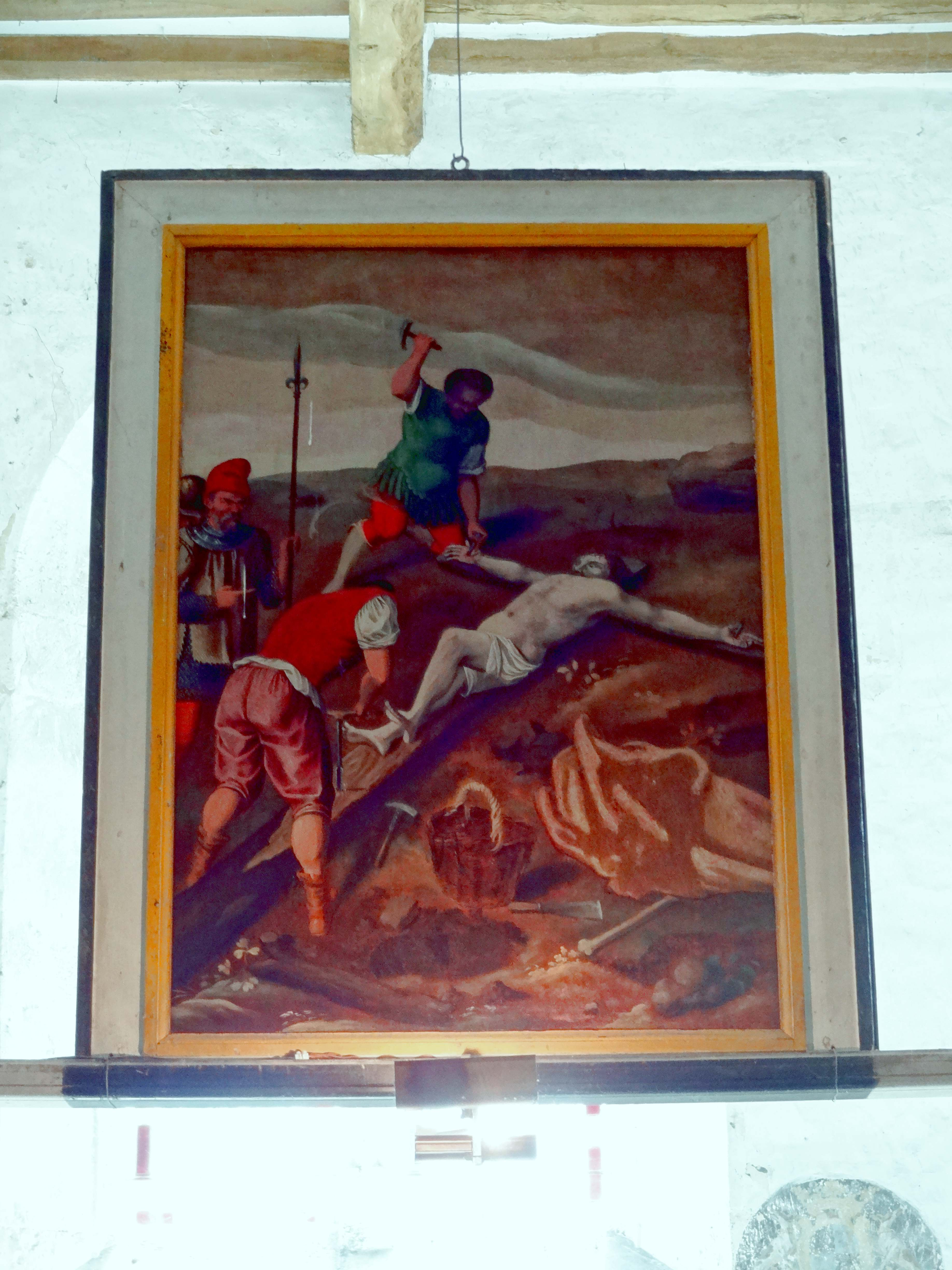
Descente de Croix.
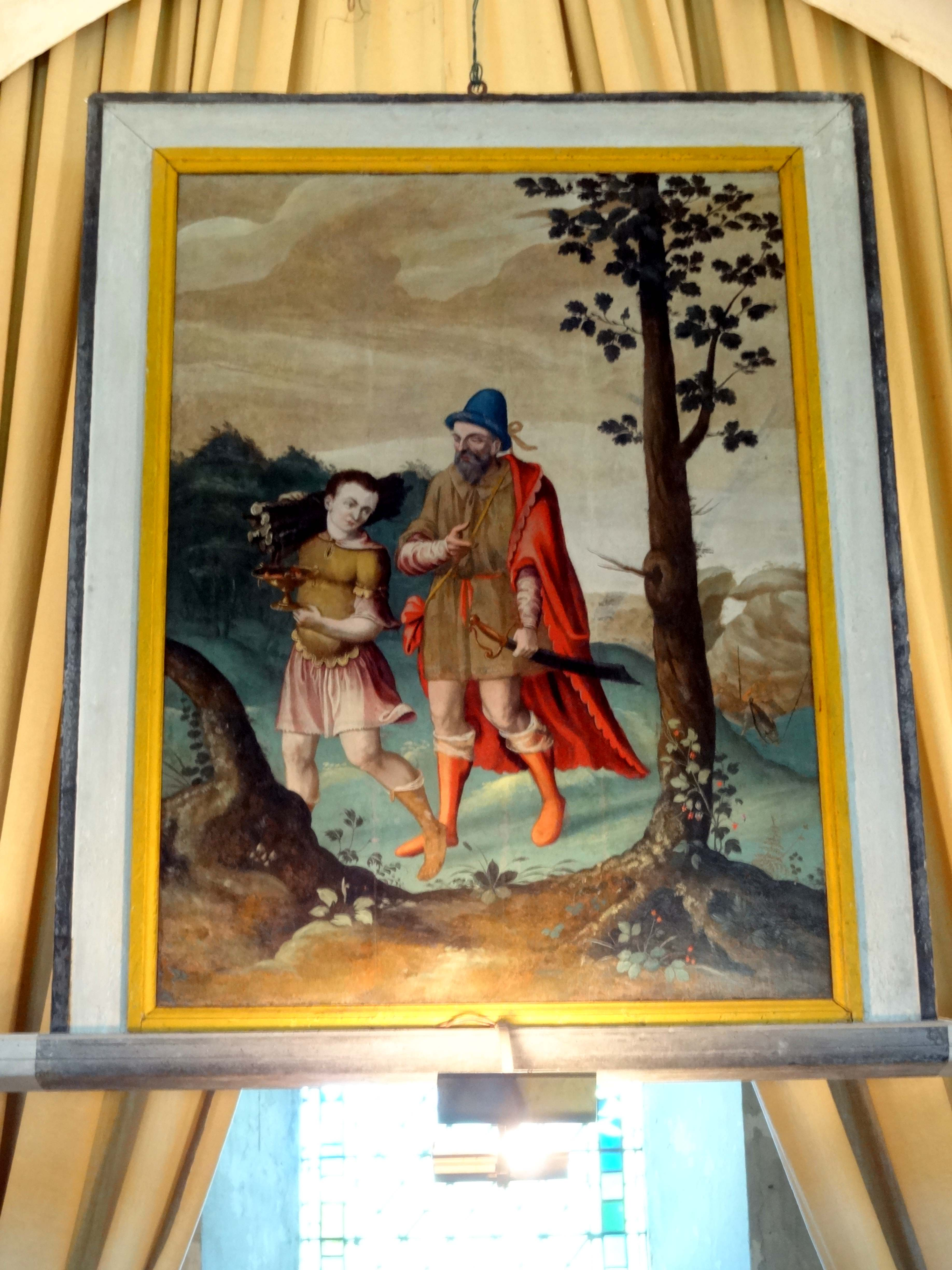
Le sacrifice d'Isaac (1).
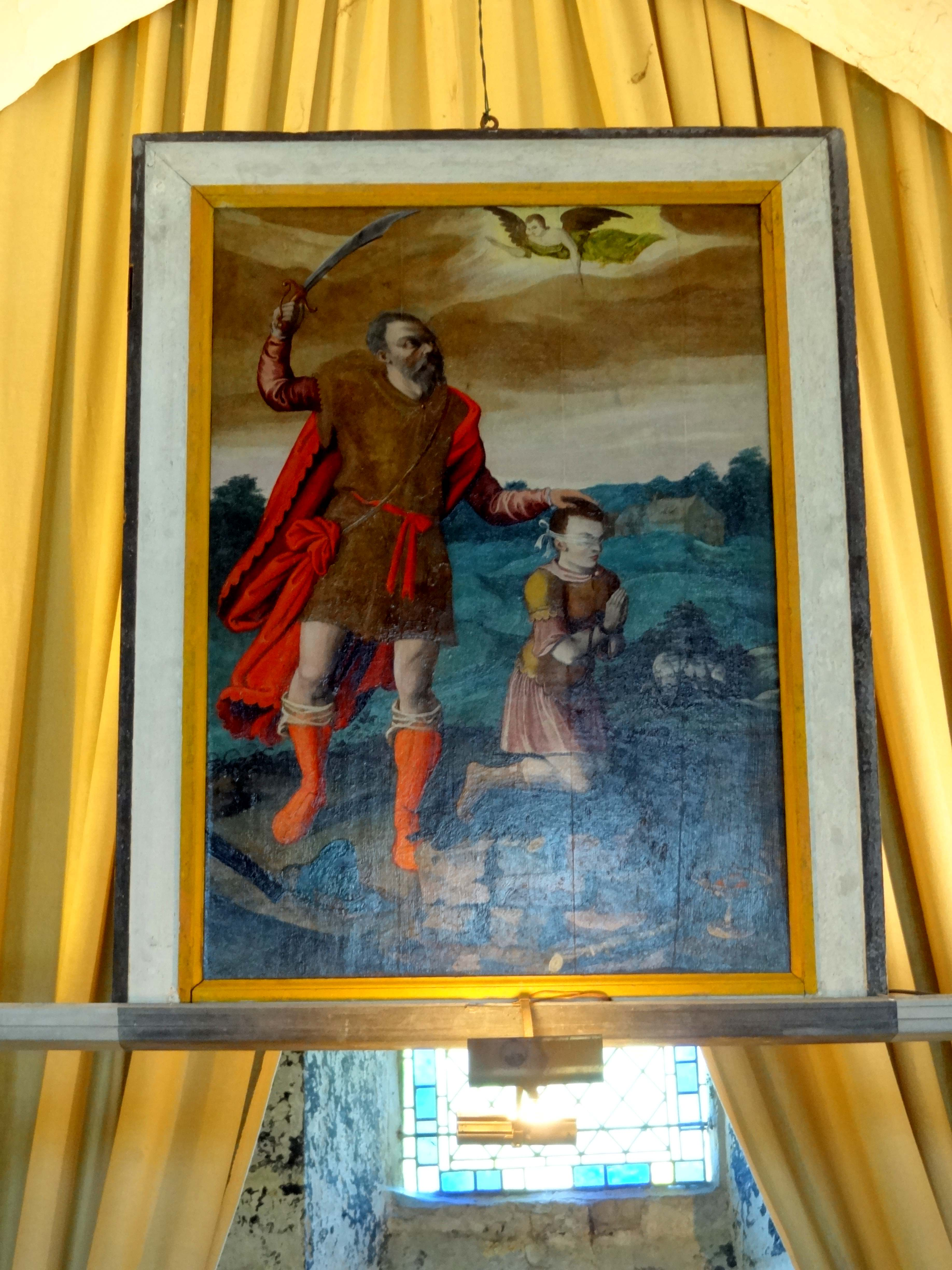
Le sacrifice d'Isaac (2).
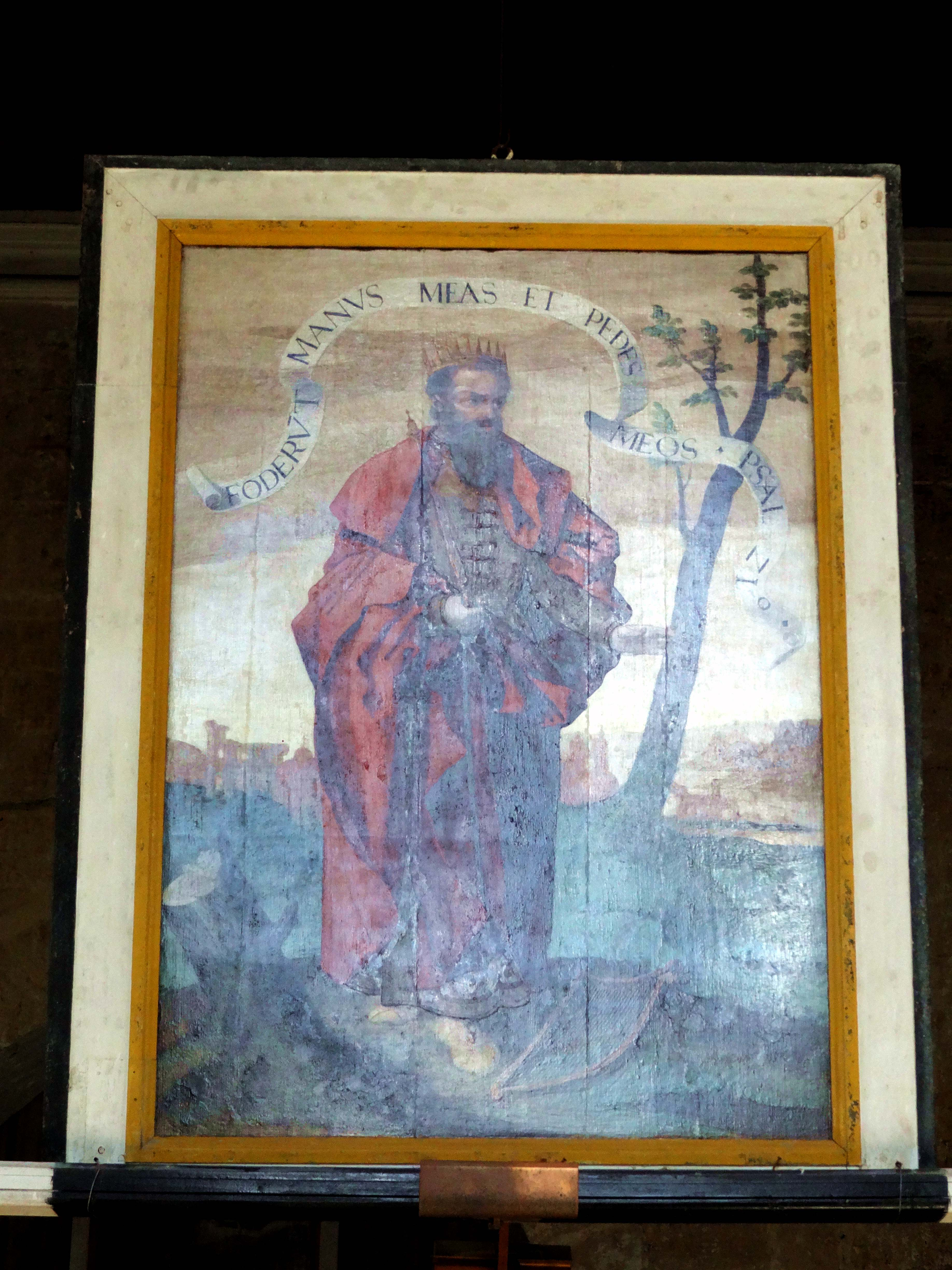
Le roi David.
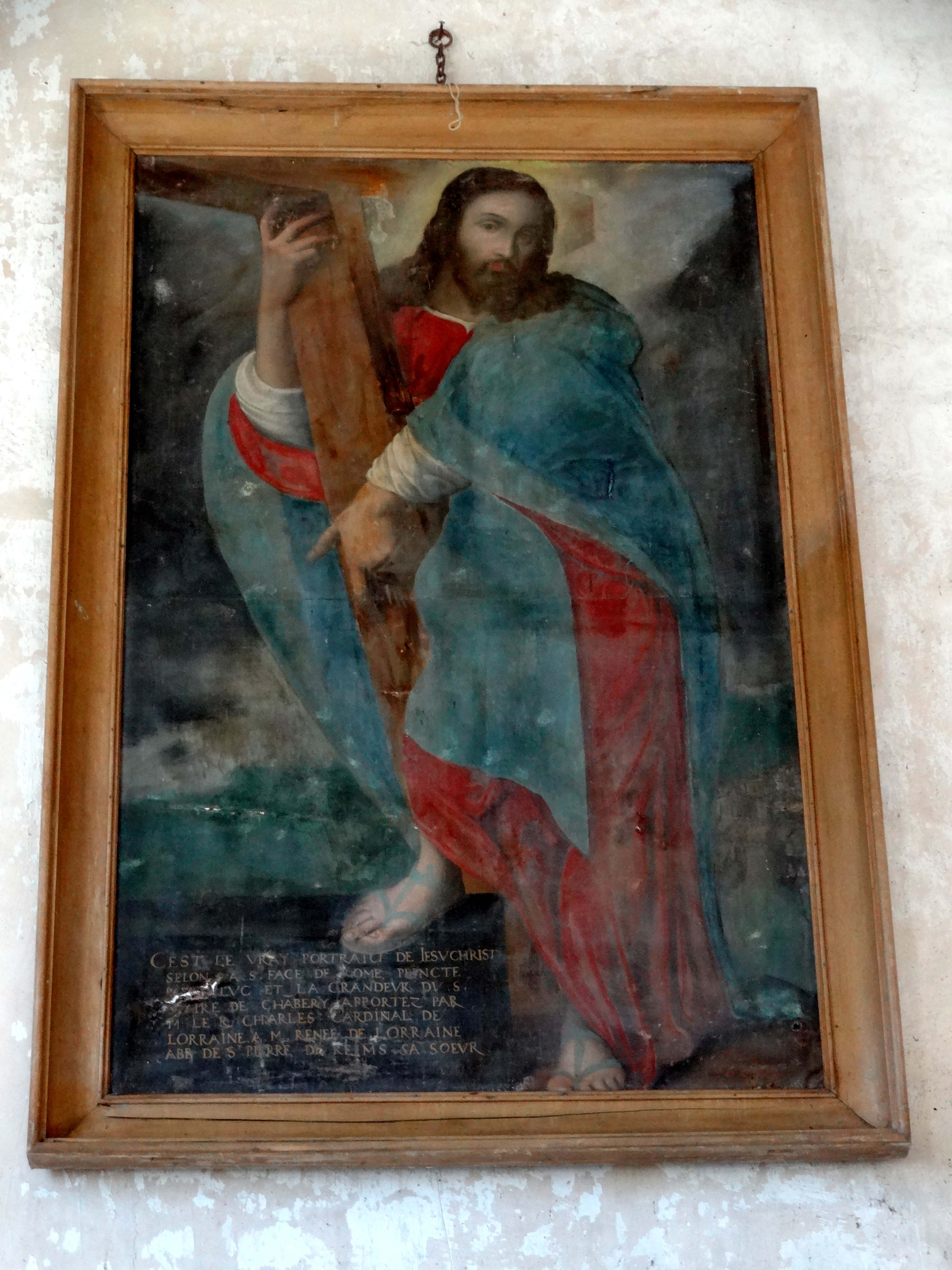
Portement de Croix.

### Retables

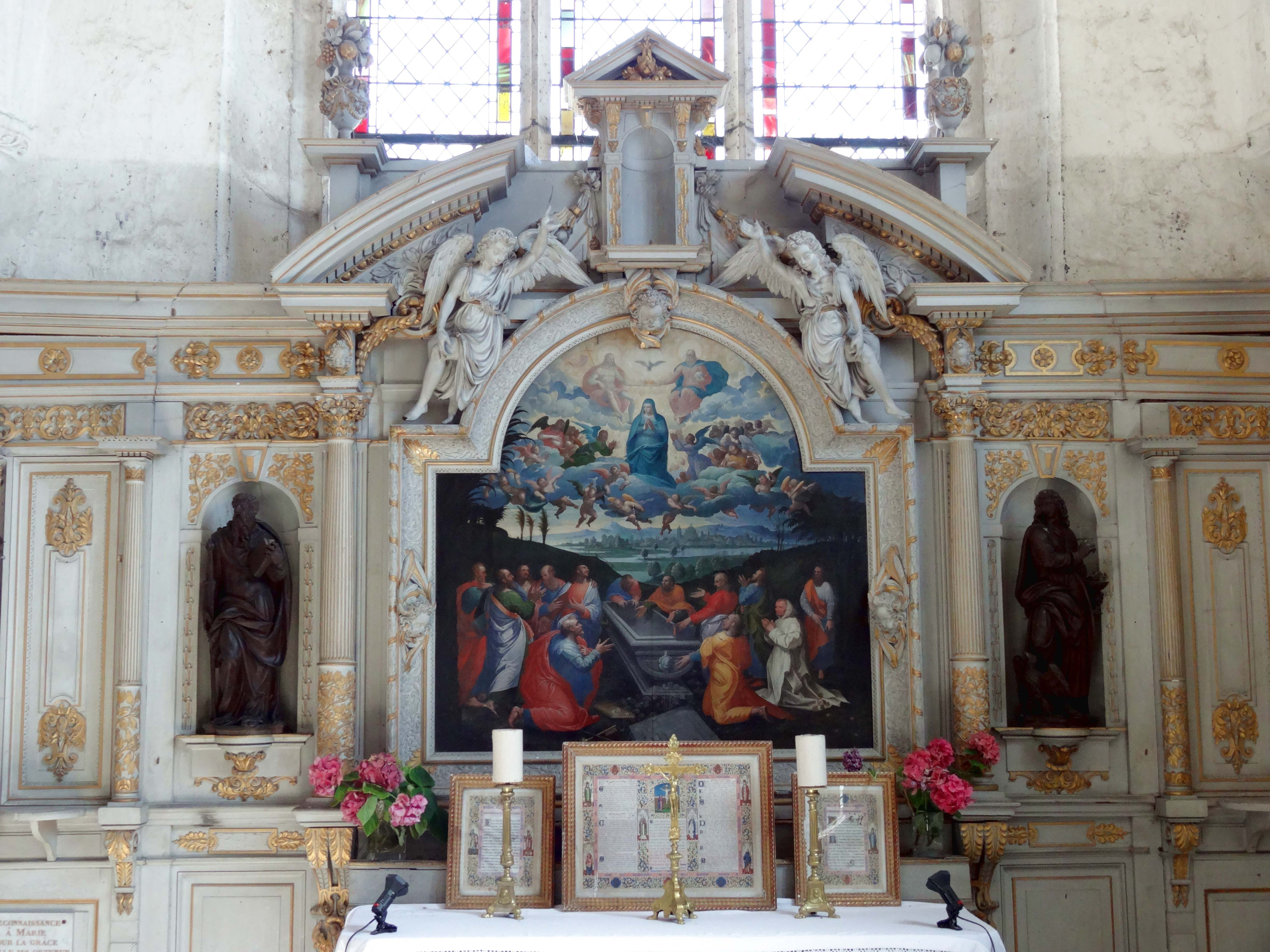
Retable latéral sud.

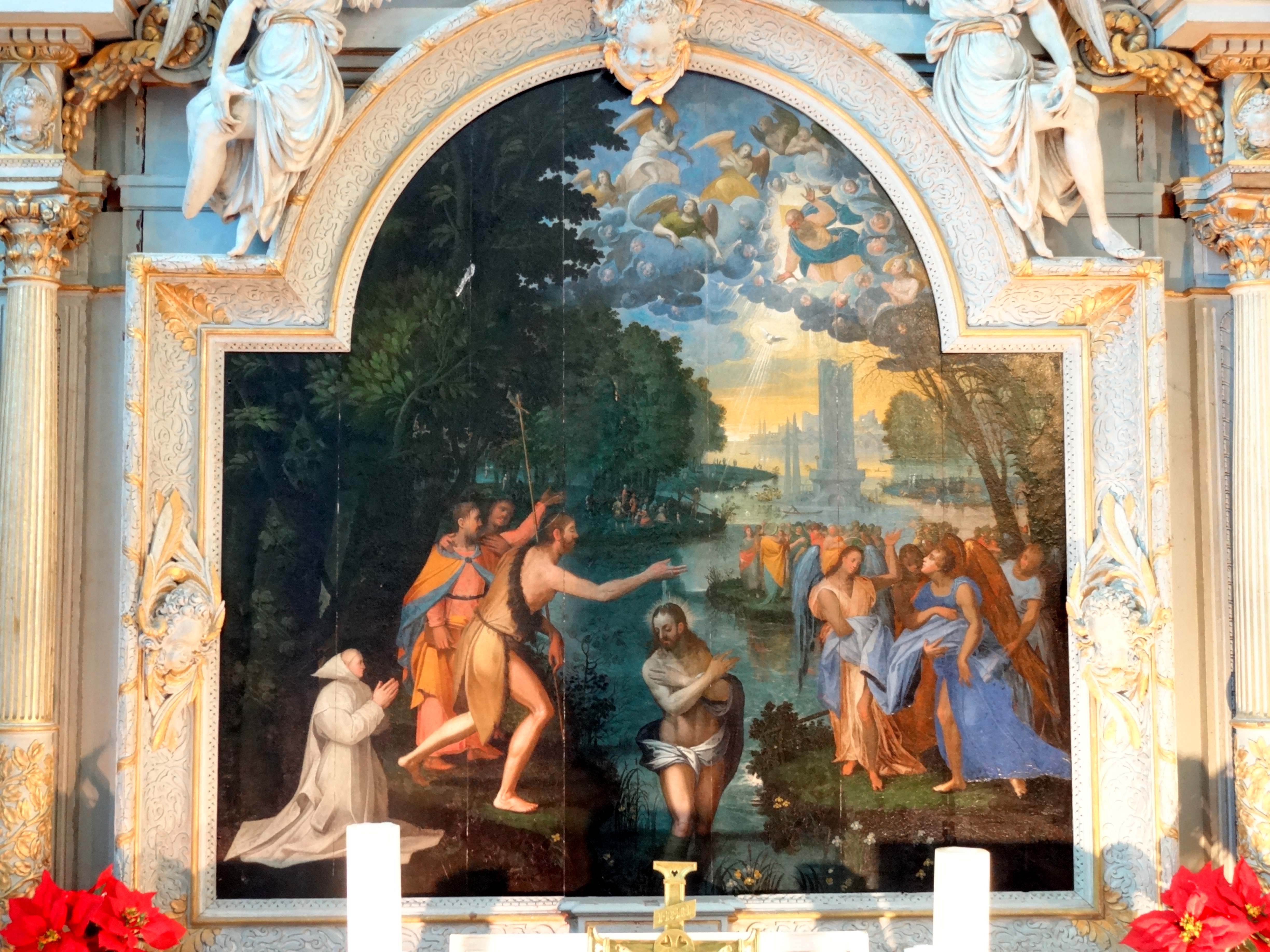
Retable nord - baptême du Christ.

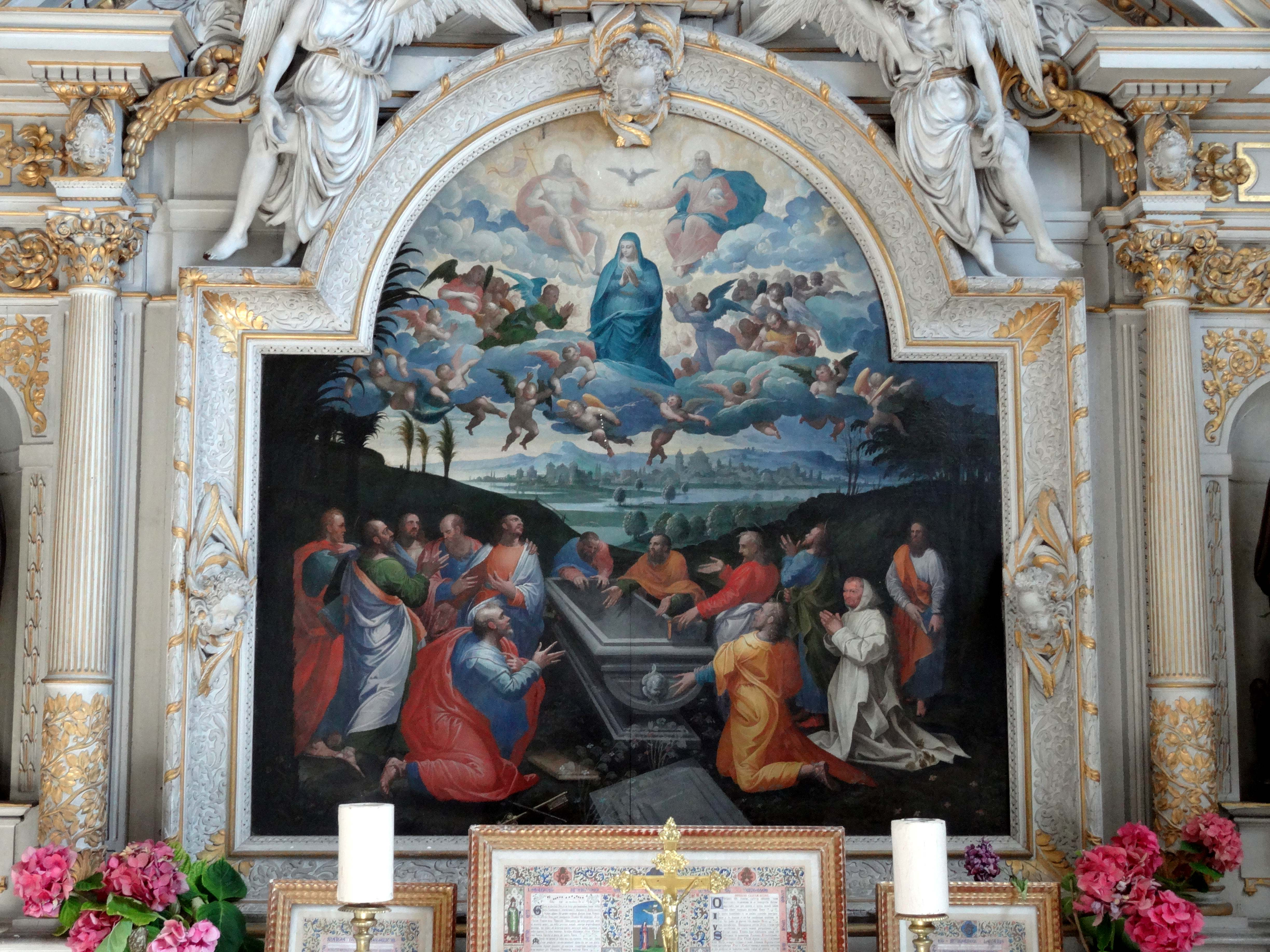
Retable sud - l'Assomption.

Les deux retables au chevet des deux croisillons du transept sont en bois taillé et peint en gris, avec rehaussement de la plupart des moulures et éléments sculptés par des dorures. Ils mesurent 406 cm de hauteur pour respectivement 475 cm (nord) et 475 cm de largeur (sud). La date de 1591 a été relevée sur le tableau du retable latéral sud, qui est signé des initiales LH, ce qui a ainsi permis d'y reconnaître la main du peintre Henri Lerambert. Les panneaux prennent place dans des retables au style nettement baroque, qui s'affirme à travers les rinceaux qui enveloppent la partie basse des colonnettes et garnissent les frises des entablements, mais aussi la sculpture des cadres et des vases débordant de fleurs et de fruits qui cantonnent le fronton. Avec l'exception des grands tableaux aux cadres cintrés qu'ils sont destinés à mettre en valeur, et des statues abritées dans les deux niches de part et d'autre du tableau et au sommet du fronton, ils sont strictement identiques. Le retable du croisillon nord est intégré dans les boiseries qui habillent les murs latéraux, et c'était certainement aussi le cas au sud, où les boiseries contemporaines du retable ont été remplacées par des panneaux de fenestrages d'une facture plus simple,.
Chaque retable se compose d'un corps central non saillant et de deux ailes latérales subdivisées verticalement en une niche à statue flanquant directement le corps central, et en un panneau sculpté de plastrons en haut et en bas. Le corps central, très richement décoré, est cantonné de deux colonnettes corinthiennes cannelées, qui supportent chacun un segment d'entablement et l'un des flancs d'un fronton brisé. Ceux-ci encadrent une petite niche à statue au fronton triangulaire, qui domine le tableau de retable. Au nord, la niche abrite une statuette ; au sud, elle est vide. Du haut de la niche, des guirlandes retombent de chaque côté jusqu'aux sections d'entablement. Elles sont en partie dissimulées derrière deux anges adorateurs, qui sont campés sur la bordure supérieure du cadre du tableau, de part et d'autre du fronton cintré. Pour revenir vers les ailes latérales, elles se caractérisent par une frise supplémentaire en dessous de l'entablement, et par leurs colonnettes trop petites de part et d'autre des panneaux pleins, de sorte que les niches à statues soient flanquées de colonnettes de proportions tout à fait différentes. Deux des colonnettes supportent une tablette, dont l'on voit mal l'utilité. Dans leur ensemble, la composition des ailes latérales paraît disparate et particulièrement mal étudiée. Par manque de place dans le croisillon nord, deux colonnettes sont coincées dans les angles, ce qui pourrait indiquer que les retables n'ont pas été confectionnés pour l'église de Marolles. Les autels ne font pas partie de l'ensemble, et sont de simples boîtes. Les tabernacles se sont perdus,.
Dans le croisillon nord, le tableau représente le baptême du Christ par saint Jean Baptiste, devant un somptueux cadre paysager, parmi une nombreuse foule répartie entre les deux rives du Jourdain, et sous le regard de Dieu le Père, qui envoie le Saint-Esprit symbolisé par une colombe, et de nombreux anges. La lumière crépusculaire qui éclaire la scène et peint le ciel en orange, tout en plongeant une bonne partie de la végétation dans l'ombre, est remarquable. En bas à gauche, un chanoine en habit de chœur blanc représente le donateur. Dans le croisillon sud, le sujet du tableau est l'Assomption de Marie, et en même temps déjà son Couronnement par Jésus-Christ et Dieu le Père, ainsi que le Saint-Esprit au milieu. Marie, agenouillée sur une nuée et les mains rejointes pour la prière, ne semble pas réaliser ce qui lui arrive. Toute une armée d'anges s'agite autour d'elle, dont deux prient vers elle. En bas, sur la terre, les Douze Apôtres sont assemblés autour du cercueil vide. Tandis que les uns s'interrogent sur la disparition du corps, les autres dirigent déjà leur regard vers le ciel et se rendent probablement compte de la récompense réservée à la Vierge par son Fils. À droite, un chanoine donateur en prière se mêle aux Apôtres. Au fond, se déploie un décor paysager. Le premier plan est plongé dans l'ombre. Plus loin, s'étendent des champs inondés devant la silhouette d'une grande ville. Quant aux statues dans les niches des ailes latérales, elles représentent saint Jacques le Majeur et saint Pierre dans le croisillon nord, et saint Jean l'Évangéliste (et non saint Jean-Baptiste, comme le prétend le dossier de protection) et saint Paul dans le croisillon sud. Elles mesurent environ 80 cm de hauteur,.

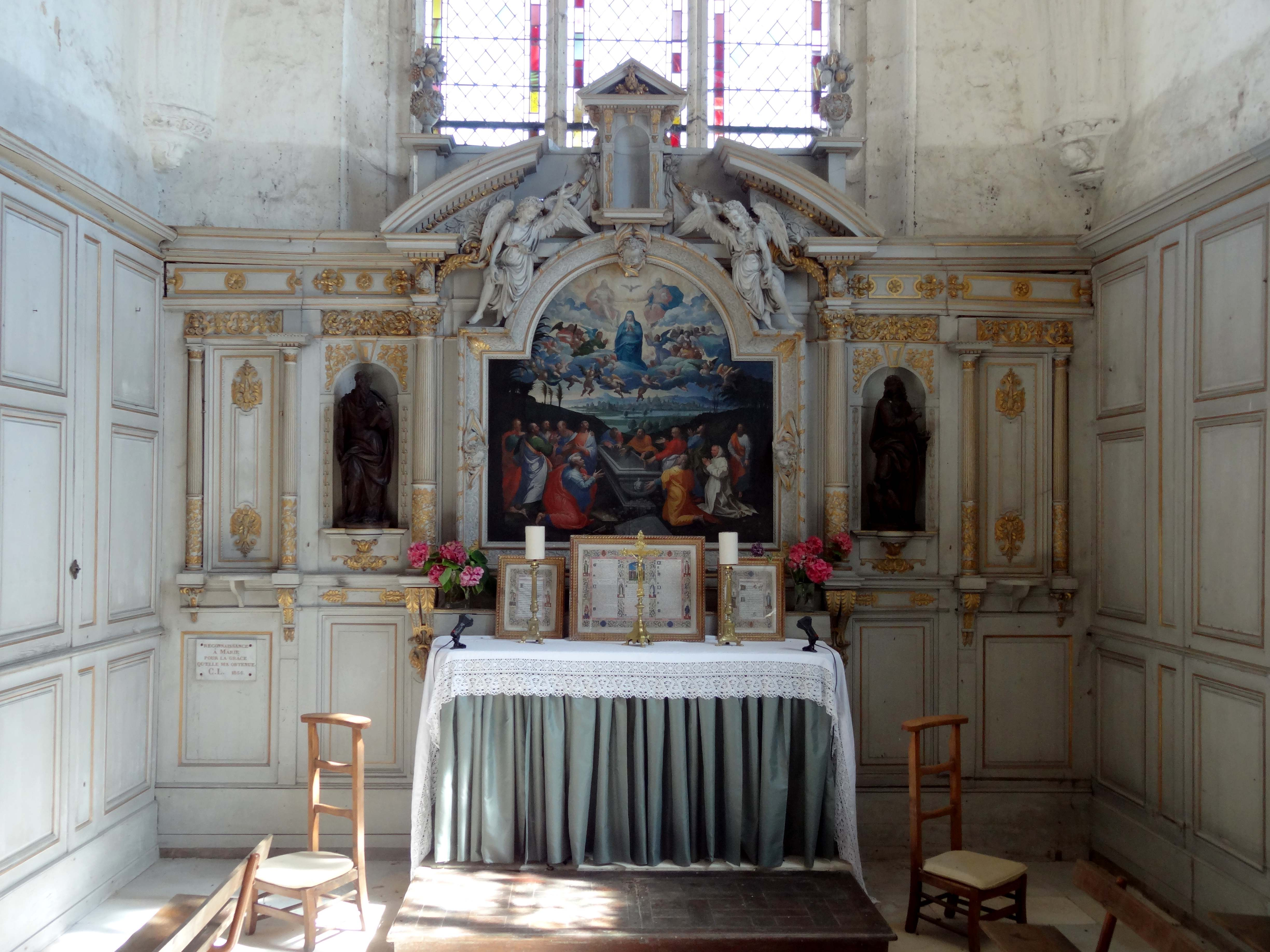
Retable latéral sud.
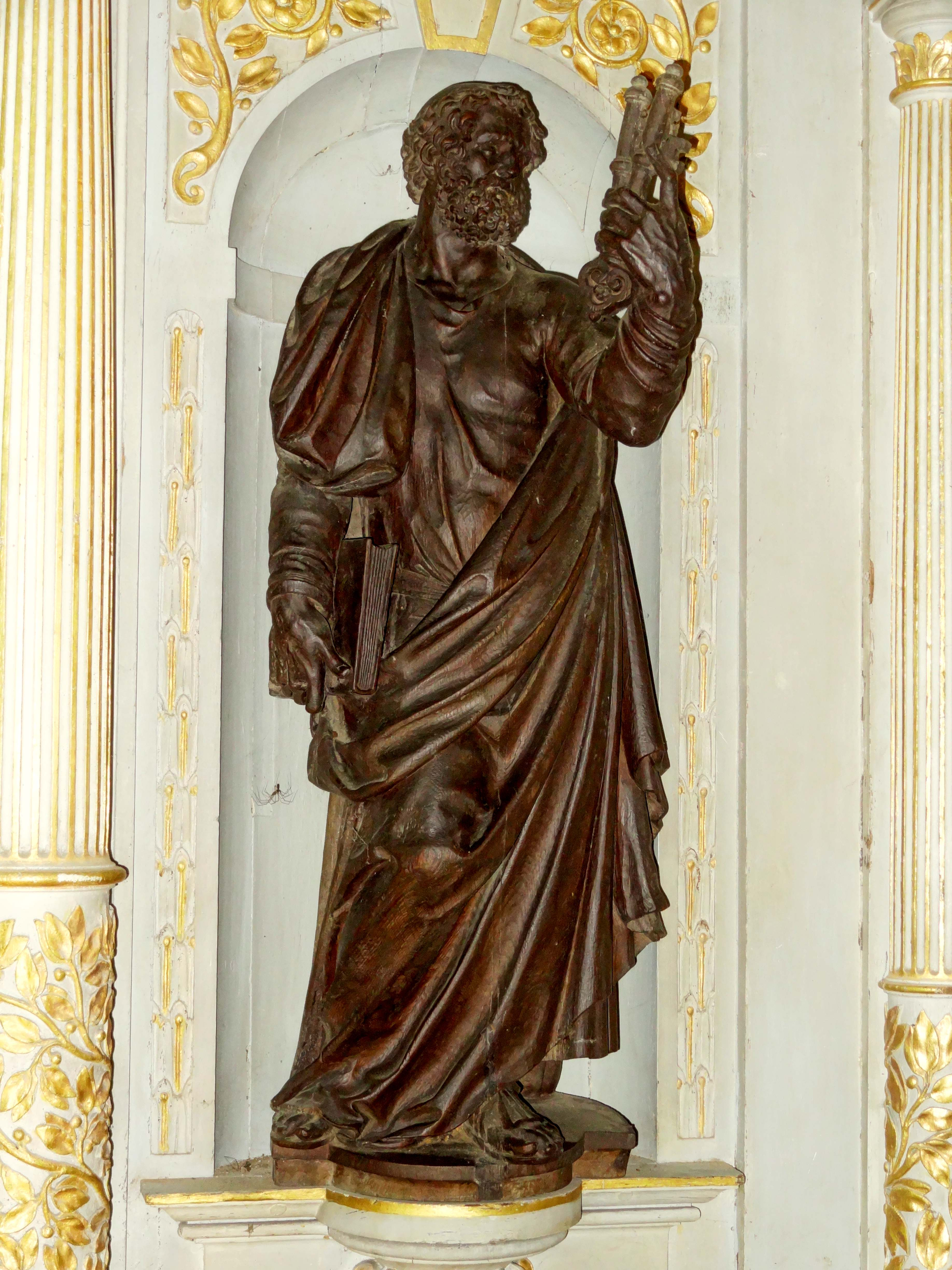
Saint Pierre.
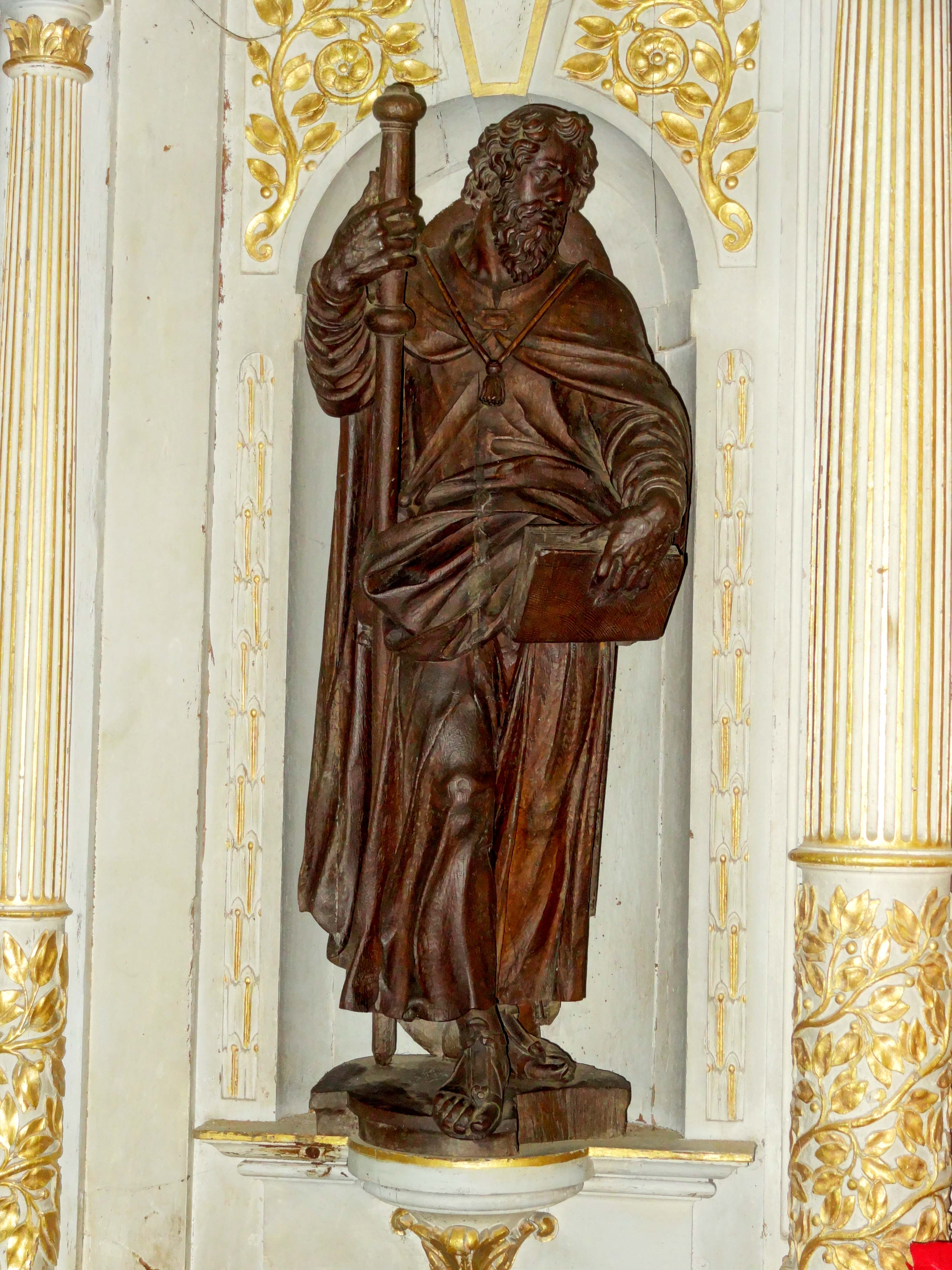
Saint Jacques.
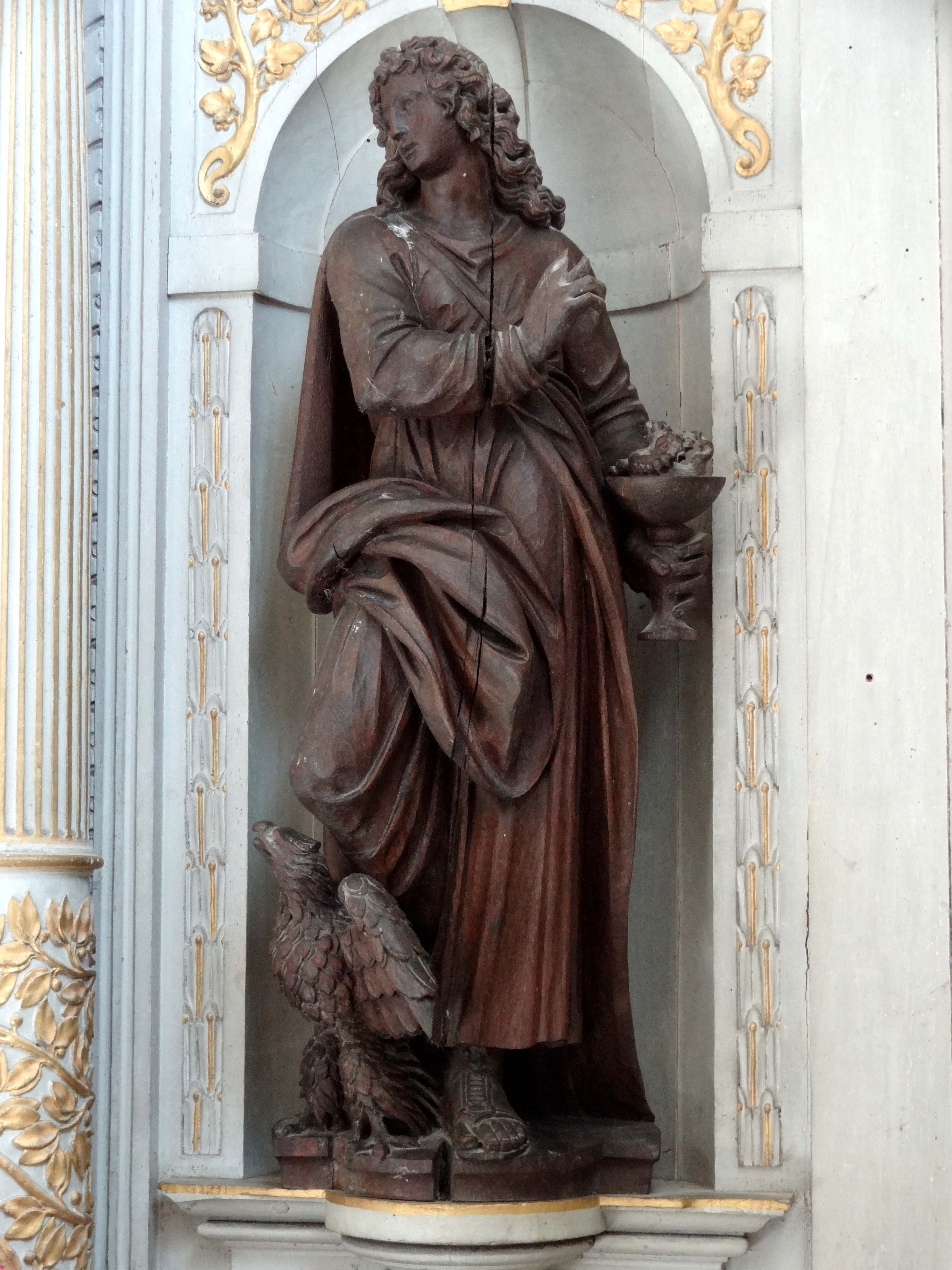
Saint Jean.
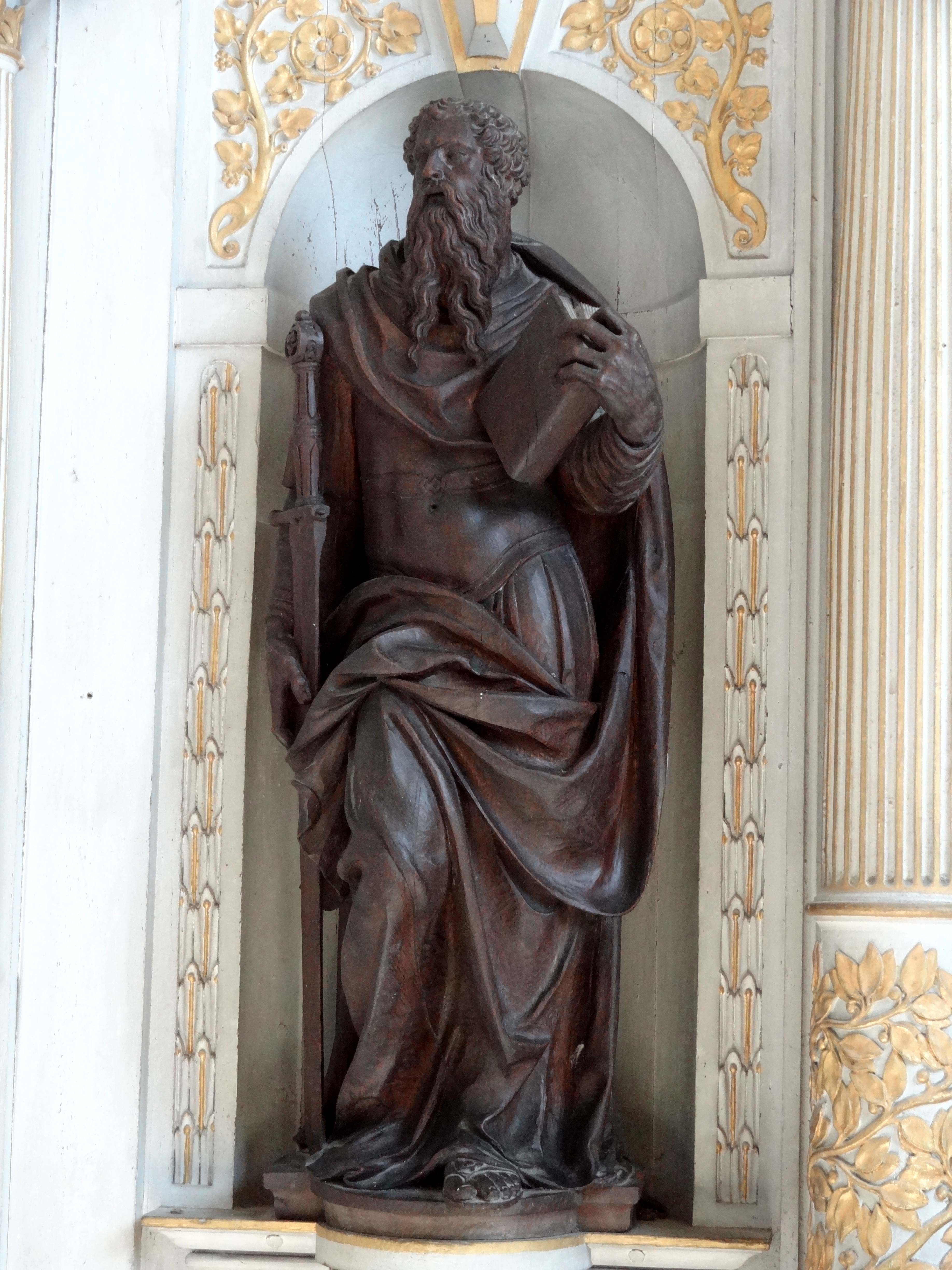
Saint Paul.
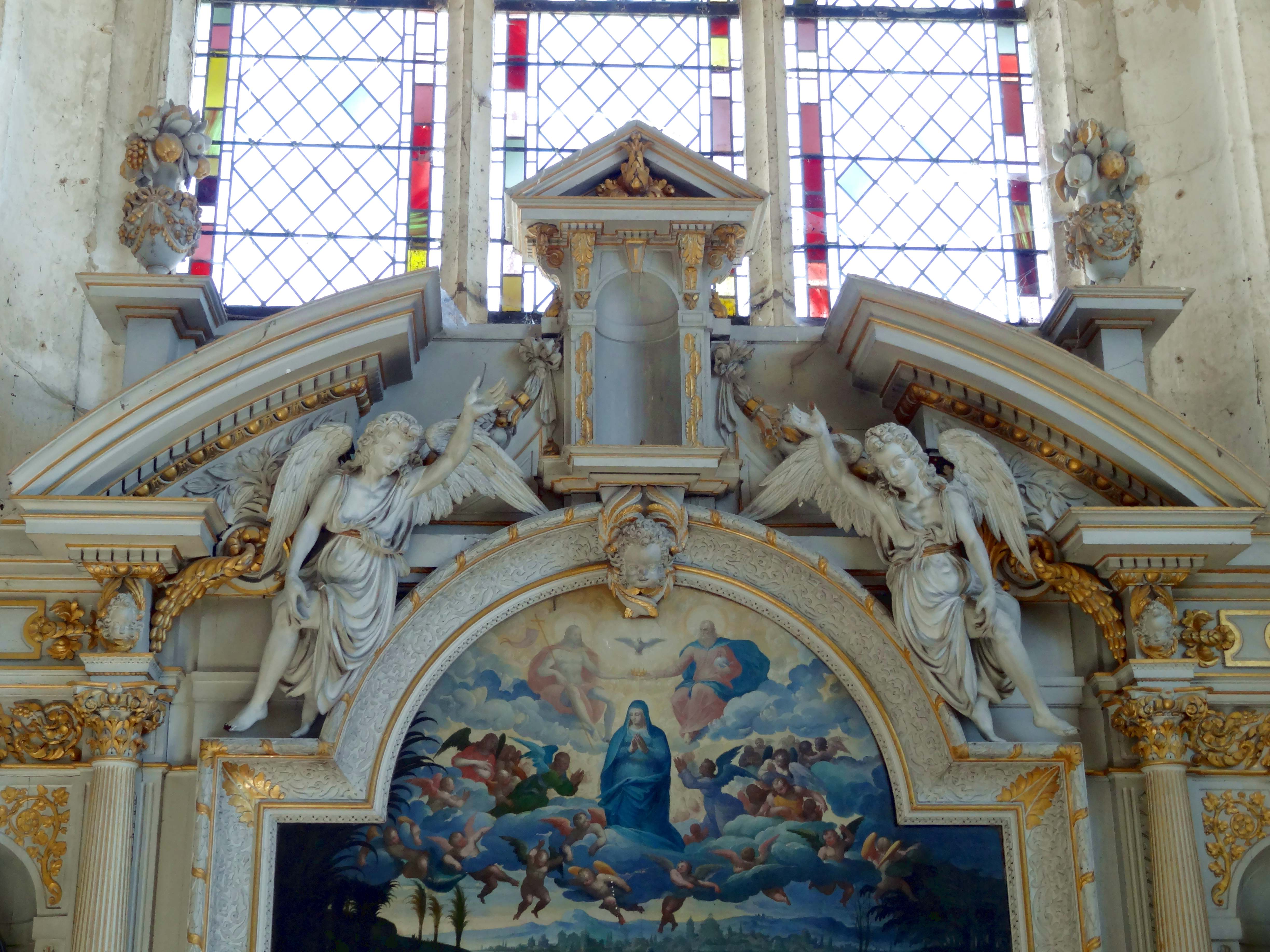
Retable sud, fronton.